# Gießen
Gießen ist eine Universitätsstadt im Landkreis Gießen in Mittelhessen und mit 89.179 Einwohnern (31. Dezember 2024) die siebtgrößte Stadt des Landes Hessen und eine der sieben Sonderstatusstädte des Landes. Als Sitz des Regierungsbezirks Gießen und des Landkreises ist sie Verwaltungszentrum Mittelhessens, bedeutender Verkehrsknotenpunkt und eines der Oberzentren der Region.
Mit dem zehn Kilometer westlich gelegenen Wetzlar im Lahn-Dill-Kreis bildet die Stadt einen Agglomerationsraum mit etwa 200.000 Einwohnern, in der näheren Region kommt man auf ca. 275.000 Einwohner. In weiterer Entfernung liegen die Städte Marburg (Landkreis Marburg-Biedenkopf) lahnaufwärts, Fulda (Landkreis Fulda) jenseits des Vogelsbergs, Siegen (Kreis Siegen-Wittgenstein) in Südwestfalen, Friedberg (Hessen) und Bad Nauheim im Wetteraukreis sowie Limburg an der Lahn (Landkreis Limburg-Weilburg) am Rande des Westerwalds.
In der Stadt befinden sich die Justus-Liebig-Universität, mehrere Bereiche der Technischen Hochschule Mittelhessen, die Freie Theologische Hochschule Gießen und eine Abteilung der Hessischen Hochschule für Polizei und Verwaltung, die Erstaufnahmeeinrichtung des Landes Hessen für Flüchtlinge sowie die Landesgeschäftsstelle der Landesschülervertretung Hessen.

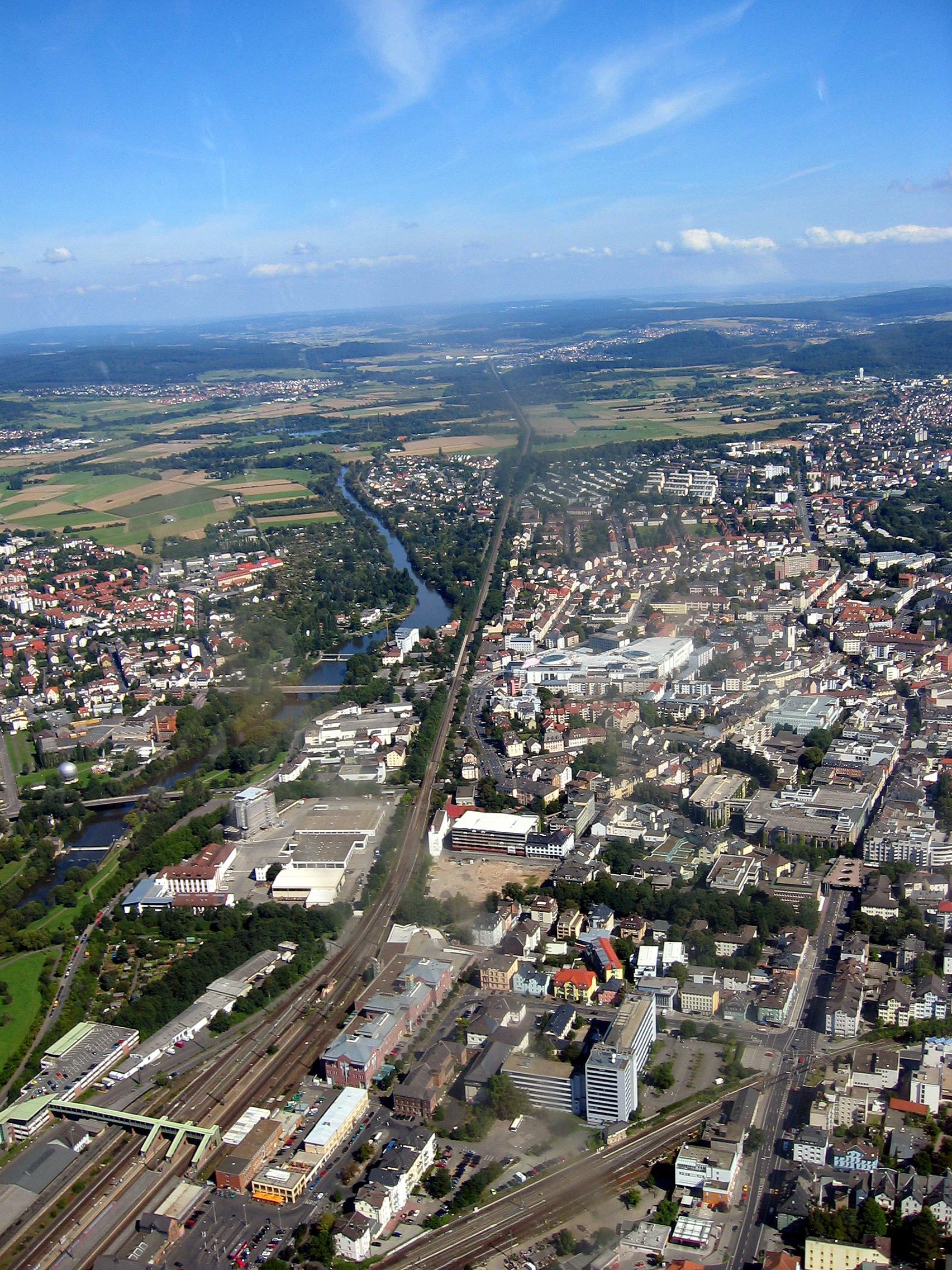
Luftaufnahme von Gießens Innenstadt und der Lahn

## Geographie

### Lage
Gießen liegt am Flusslauf der Lahn, wo diese ihren Lauf von südlicher in westliche Fließrichtung ändert, in einer der seltenen Aufweitungen des Lahntals. Aus nördlicher Richtung fließt die Lahn von Marburg kommend durch das Lahntal auf die Stadt zu. Den Nordwesten nehmen die Ausläufer des Gladenbacher Berglands ein. Diesem vorgelagert ist das Gleiberger Land mit den Burgen Gleiberg und Vetzberg und dem Dünsberg, der mit 498 Meter höchsten Erhebung in der weiteren Gießener Umgebung. Im Westen öffnet sich das Lahntal bis nach Lahnau-Atzbach. Hier liegen Kiesvorkommen, die ausgebaggert wurden, anschließend wurde dort ein Naherholungsgebiet inklusive eines Wassersportzentrums etabliert. Im Südwesten der Stadt beginnt der Hintertaunus, die nordöstlichste naturräumliche Einheit des Taunus, an den im Süden die Wetterau und das Rhein-Main-Tiefland anschließen (siehe Liste der naturräumlichen Einheiten in Hessen). Im Osten geht das Gießener Land in das Mittelgebirgsland des Vogelsbergs über.
Größere Städte in der Nähe Gießens sind die beiden Oberzentren Wetzlar 12 Kilometer westlich und Marburg 30 Kilometer nördlich, die beide ebenfalls an der Lahn liegen, sowie Siegen in Westfalen 75 Kilometer nordwestlich, Fulda 80 Kilometer östlich, Butzbach 18 Kilometer südlich sowie Frankfurt am Main 65 Kilometer südlich.

### Nachbargemeinden
Nachbargemeinden sind (im Uhrzeigersinn, beginnend im Westen):
| - Heuchelheim an der Lahn - Wettenberg - Lollar | - Buseck - Fernwald - Pohlheim | - Linden - Hüttenberg (Lahn-Dill-Kreis) - Wetzlar (Lahn-Dill-Kreis) |

### Stadtgliederung

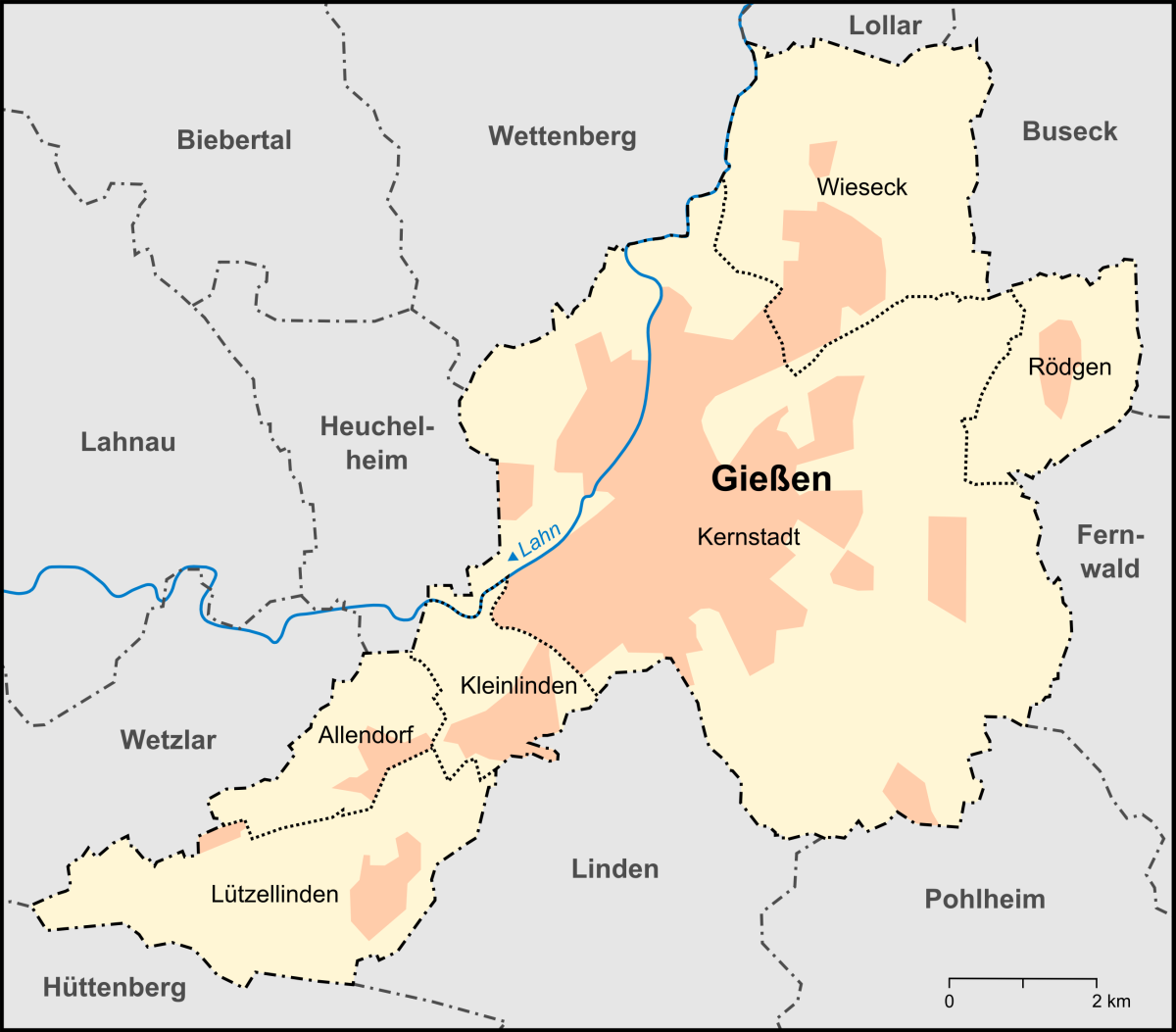
Gießen und seine fünf Stadtteile

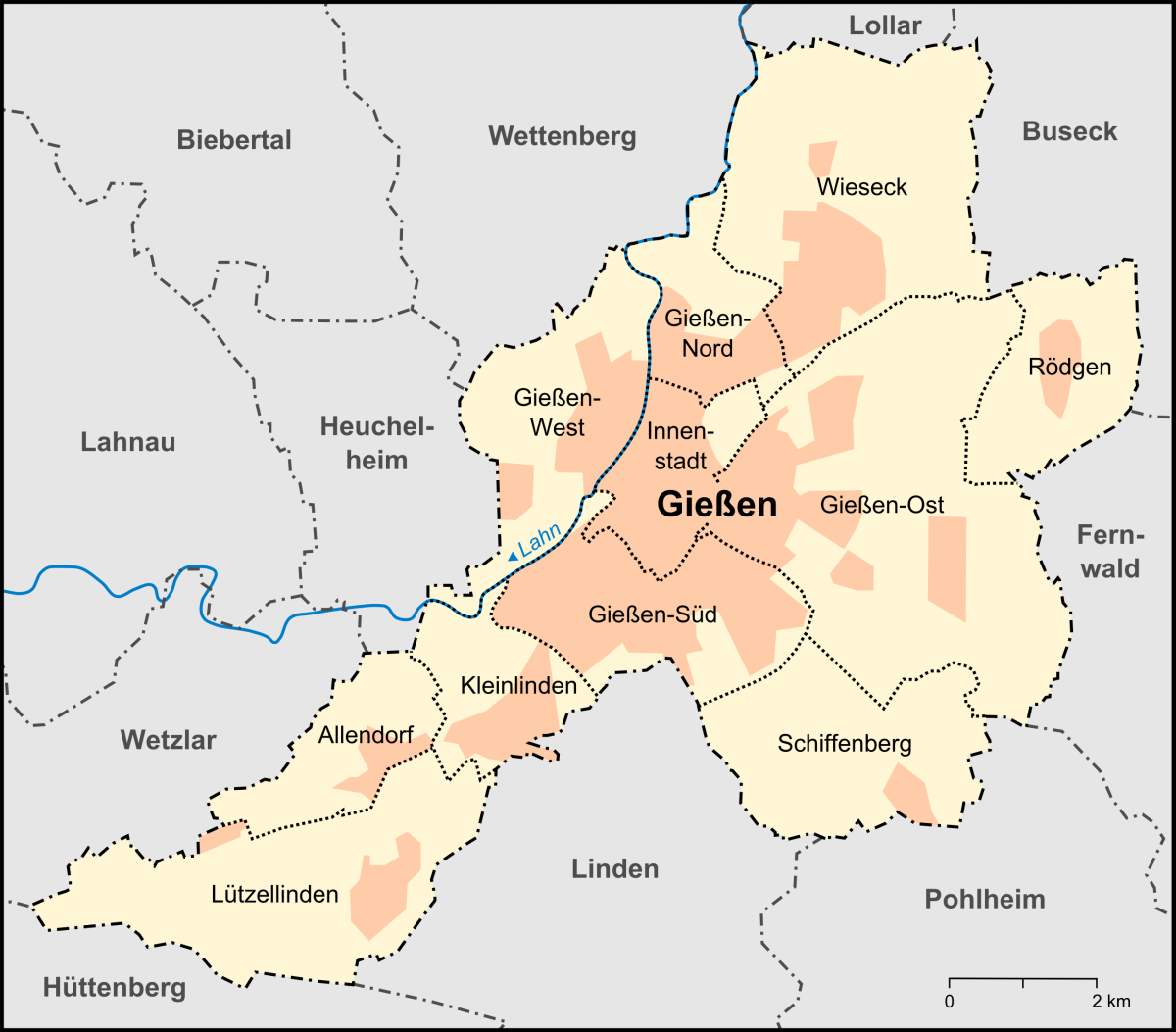
Statistische Bezirke Gießens

Die alte Kernstadt Gießens bildet mit einer Größe von rund 40 km² und ca. 65.000 Einwohnern den Hauptteil. Neben ihr gehören gemäß Hauptsatzung noch fünf weitere Stadtteile als formale Ortsbezirke mit Ortsbeirat zum Stadtgebiet. Die Stadtteile Wieseck im Nordosten und Kleinlinden im Südwesten wurden 1939 eingemeindet, die Stadtteile Allendorf an der Lahn im Südwesten und Rödgen im Osten 1971. 1979 folgte Lützellinden im Südwesten.
Bestehende Siedlungen und neue Wohn- und Gewerbegebiete, die nur teilweise mit der Kernstadt verflochten sind, werden nur von der Bevölkerung benannt und sind offiziell Teil der Kernstadt. Dies betrifft das Gewerbegebiet „An der Automeile“ mit der ehemaligen Rivers-Kaserne, das Europaviertel, die Anneröder Siedlung, die Dulles-Siedlung, den Eulenkopf, die sogenannte „Gummiinsel“ in der Weststadt – eine Arbeitersiedlung einer dort ehemals angesiedelten Gummifabrik –, die Marshall-Siedlung, das Philosophenviertel, die Neubaugebiete Sandfeld und Schlangenzahl, das Ostpreußenviertel den Unteren und Oberen Hardthof sowie das Gewerbegebiet Ursulum/Oberlachweg. Auch die Siedlung Petersweiher, im Südosten am Fuße des ehemaligen Klosters Schiffenberg gelegen, gehört zur Kernstadt Gießen. Sie wurde 1973 erbaut, als die damals unbewohnte Gemarkung Schiffenberg in den Besitz der Stadt überging. Diese war zwar seit 1939 an die Stadt angegliedert, befand sich aber bis dahin im Besitz des Landes. Die Siedlung In der Hunsbach, die sich um die Badenburg befindet, zählt trotz der relativ großen Entfernung zur Stadt allerdings offiziell seit 1752 zu Wieseck – genau wie die Ruine der Badenburg sowie die Wellersburg.
Zu statistischen Zwecken ist Gießen weiterhin in elf Statistische Bezirke aufgeteilt:
| Nr.    | Bereich      | Einwohner am 30. Dez. 2019 |
| ------ | ------------ | -------------------------- |
| 01     | Innenstadt   | 21.173                     |
| 02     | Nord         | 10.309                     |
| 03     | Ost          | 16.305                     |
| 04     | Süd          | 10.485                     |
| 05     | West         | 08.394                     |
| 06     | Wieseck      | 10.158                     |
| 07     | Rödgen       | 01.907                     |
| 08     | Schiffenberg | 00.0588                    |
| 09     | Kleinlinden  | 04.777                     |
| 10     | Allendorf    | 02.071                     |
| 11     | Lützellinden | 02.439                     |
| Gesamt | Gießen       | 88.606                     |

### Klima
Das Klima in Gießen gehört zu den feucht-gemäßigten Deutschlands. Der kälteste Monat ist der Januar mit −0,1 °C, der wärmste der Juli mit 18,2 °C. Im Vorfrühling ist es im Allgemeinen trocken. Der regenärmste Monat ist also der März mit 31 mm Niederschlag. Im Vergleich mit anderen hessischen Stationen ist es in Gießen im März am trockensten (Frankfurt/Main: 51 mm, Fulda: 48 mm, Kassel: 51 mm, Marburg/Lahn: 56 mm, Darmstadt: 49 mm). Der regenreichste Monat ist der Juni mit 66 mm, was im Vergleich zu anderen hessischen Stationen auch wieder im hinteren Bereich liegt (Frankfurt/Main: 70 mm, Fulda: 73 mm, Kassel: 79 mm, Marburg/Lahn: 66 mm, Darmstadt: 74 mm). Auch der Jahresniederschlag ist vergleichsweise gering.
|                        | Jan  | Feb  | Mär  | Apr  | Mai  | Jun  | Jul  | Aug  | Sep  | Okt  | Nov  | Dez  |   |       |
| Mittl. Temperatur (°C) | 1,8  | 3,1  | 5,8  | 9,6  | 13,6 | 18,0 | 19,8 | 19,0 | 14,5 | 10,0 | 5,6  | 3,7  | ⌀ | 10,4  |
| Mittl. Tagesmax. (°C)  | 4,4  | 6,8  | 10,4 | 15,4 | 19,4 | 24,1 | 26,1 | 25,3 | 20,6 | 14,4 | 8,4  | 6,1  | ⌀ | 15,2  |
| Mittl. Tagesmin. (°C)  | −1,0 | −0,6 | 1,1  | 3,3  | 7,2  | 11,7 | 13,0 | 12,6 | 8,8  | 5,9  | 2,5  | 1,2  | ⌀ | 5,5   |
|                        |      |      |      |      |      |      |      |      |      |      |      |      |   |       |
| Niederschlag (mm)      | 34,3 | 32,4 | 32,2 | 22,6 | 34,8 | 35,7 | 37,0 | 47,9 | 28,5 | 20,5 | 38,0 | 38,7 | Σ | 402,6 |
|                        |      |      |      |      |      |      |      |      |      |      |      |      |   |       |
| Sonnenstunden (h/d)    | 1,3  | 2,8  | 4,3  | 6,9  | 6,9  | 7,6  | 7,7  | 7,2  | 5,5  | 3,0  | 1,3  | 0,9  | ⌀ | 4,6   |
|                        |      |      |      |      |      |      |      |      |      |      |      |      |   |       |
| Regentage (d)          | 18   | 14   | 15   | 13   | 11   | 15   | 13   | 12   | 12   | 14   | 18   | 17   | Σ | 172   |
|                        |      |      |      |      |      |      |      |      |      |      |      |      |   |       |
| Luftfeuchtigkeit (%)   | 84   | 80   | 75   | 69   | 68   | 69   | 68   | 71   | 77   | 82   | 85   | 85   | ⌀ | 76,1  |

| −1,0 |

| −0,6 |

| 1,1 |

| 3,3 |

| 7,2 |

| 11,7 |

| 13,0 |

| 12,6 |

| 8,8 |

| 5,9 |

| 2,5 |

| 1,2 |

| −1,0 |

| −0,6 |

| 1,1 |

| 3,3 |

| 7,2 |

| 11,7 |

| 13,0 |

| 12,6 |

| 8,8 |

| 5,9 |

| 2,5 |

| 1,2 |

## Geschichte

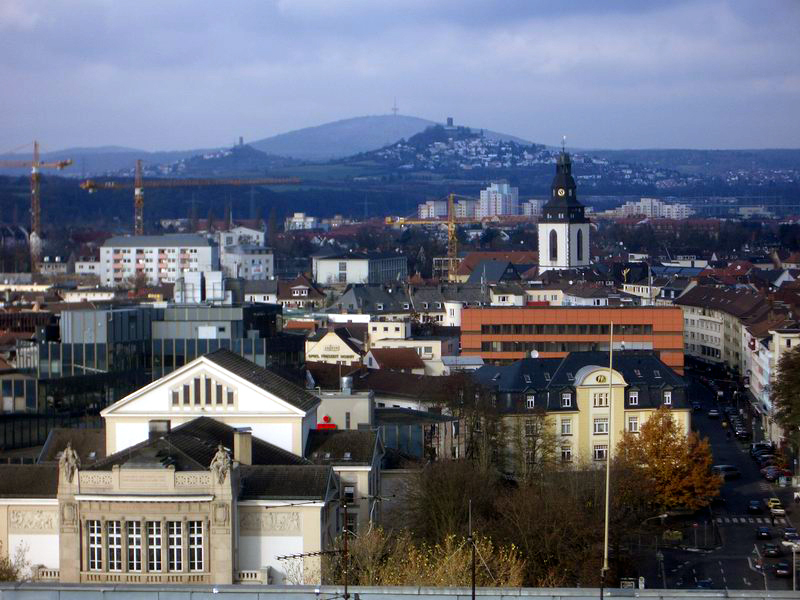
Gießen: im Hintergrund links Burg Vetzberg, rechts Burg Gleiberg, dahinter der Dünsberg

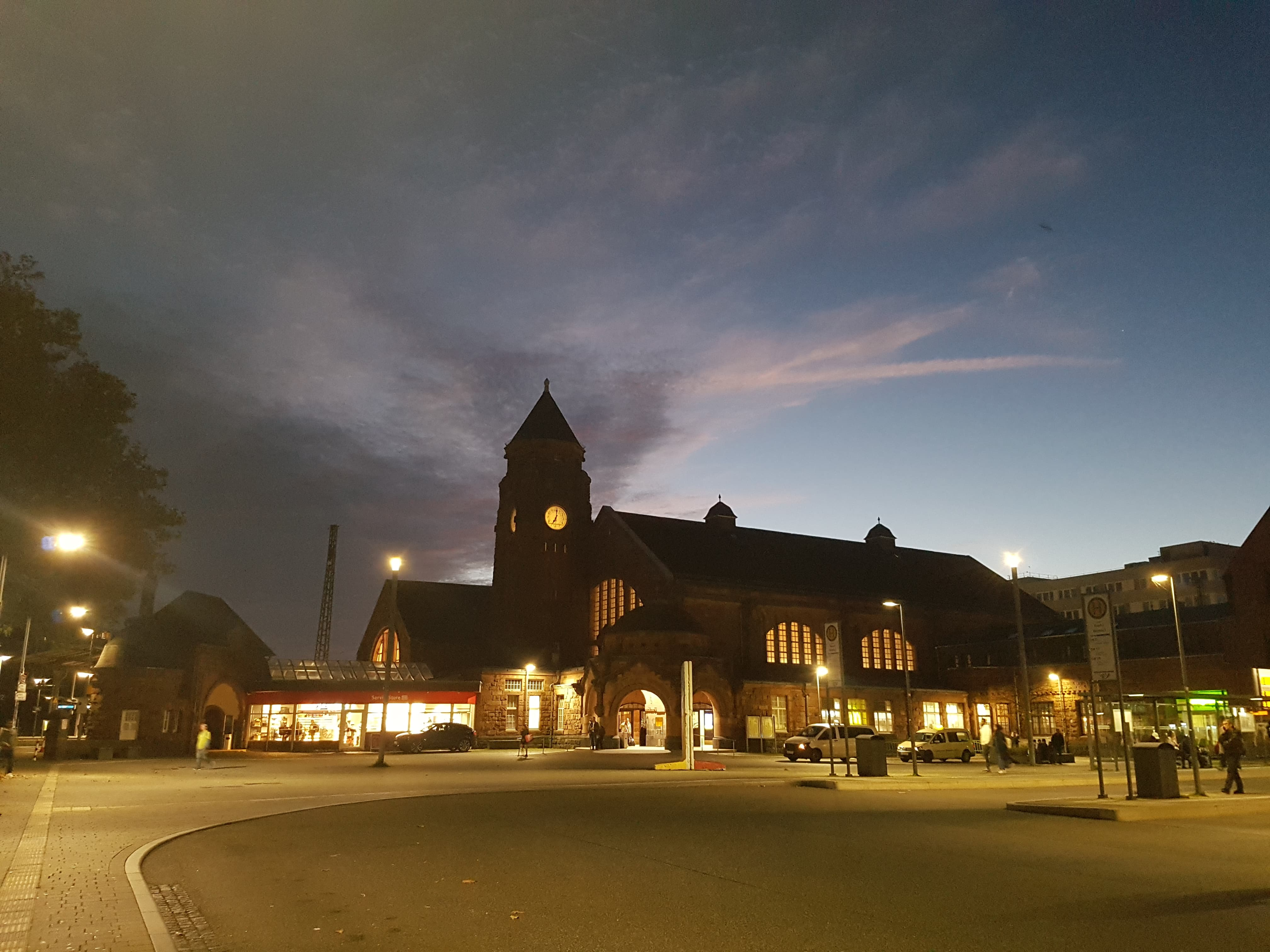
Gießener Bahnhofsgebäude bei Nacht

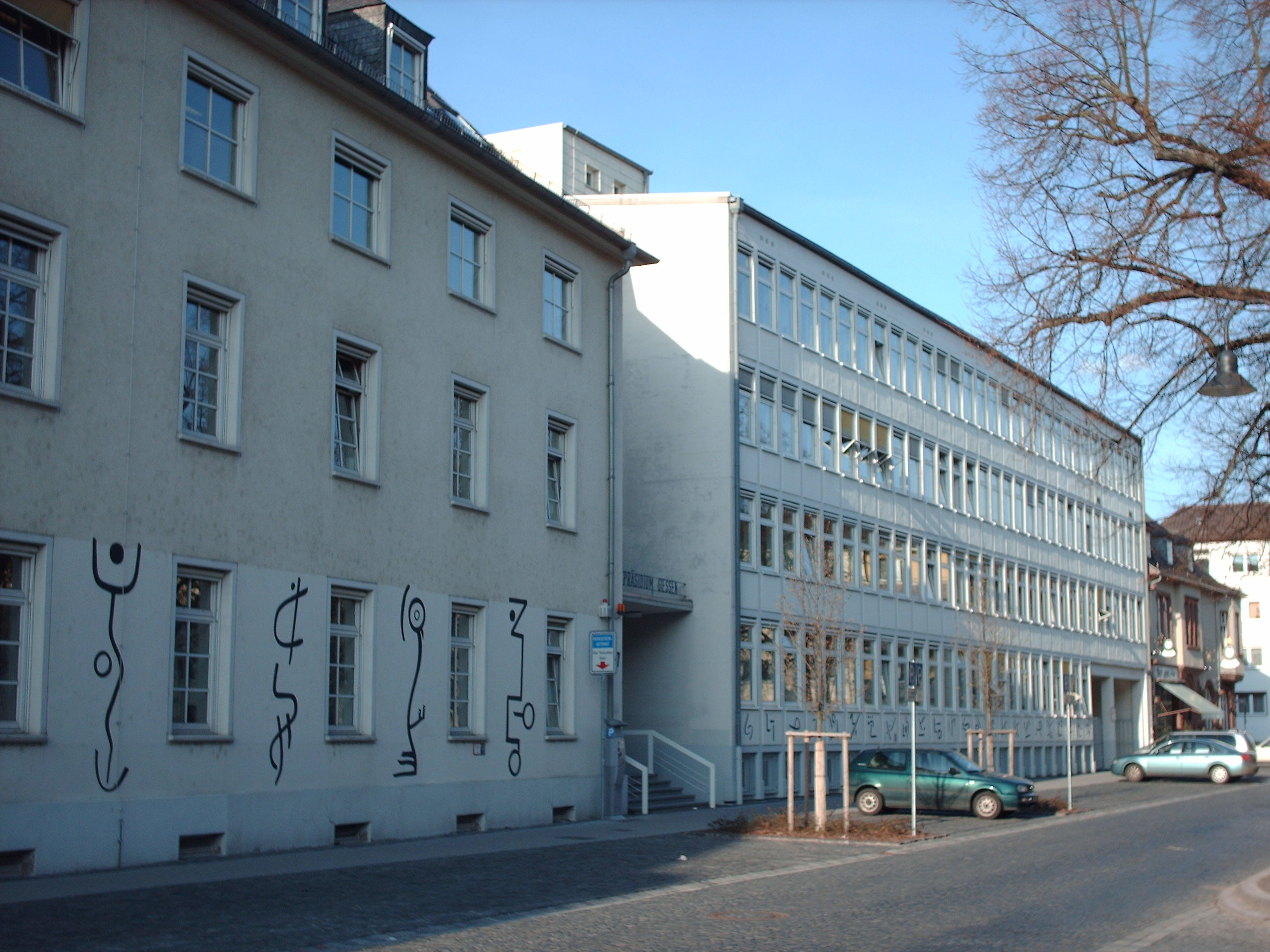
Regierungspräsidium Gießen

### Erste Siedlung
Wilhelm von Gleiberg gründete 1152 eine Wasserburg im unterhalb liegenden Tal und verlegte später seinen Sitz von der Burg Gleiberg dorthin; damit war der Grundstein für die spätere Stadt Gießen gelegt. Die Burg Gleiberg, etwa 8 km nordwestlich der heutigen Stadt, wurde etwa im 10. Jahrhundert von den Konradinern errichtet und ging Ende des 10. Jahrhunderts an die Luxemburger, die damit die Grafschaft Gleiberg an der mittleren Lahn begründeten. Namensgebend für die Stadt waren die Gewässer, da die Wasserburg „Zu den Giezzen“ errichtet wurde.

### Auf dem Weg zur Stadt
Die erste urkundliche Erwähnung des Namens (von den) „Giezzen“ stammt von 1197. 1248 wurde Gießen erstmals als Stadt bezeugt. 1264 kam Gießen durch Verkauf von dem Grafen Ulrich I. von Asperg aus dem Haus der Pfalzgrafen von Tübingen, an den es durch Erbschaft gefallen war, an die Landgrafschaft Hessen, die um 1300 das heutige Alte Schloss anlegen ließ. Um 1325 wurde die Neustadt gegründet. Ab etwa 1370 gab es Bürgermeister in Gießen, die den landesherrlichen Burgmannen gleichgestellt waren, sowie einen Rat als Vertretung der Bürgerschaft. Das 1944 zerstörte Alte Rathaus am Marktplatz als Symbol bürgerlicher Macht entstand um 1450, die Stadtkirche bis 1484. 1442 erhielt Gießen das Marktprivileg. Der heutige „Marktplatz“ diente damals noch als Marktplatz, während der Wochenmarkt heute am Lindenplatz, in den Marktlauben (Alte Marktlauben 1894, Neue Marktlauben um 1910) und am Brandplatz gehalten wird.

### Gründung der Universität
Gegen 1535 ließ Landgraf Philipp der Großmütige die Stadt befestigen. Im selben Jahrzehnt entstanden der Alte Friedhof und das Neue Schloss. Am 27. Mai 1560 vernichtete ein Großbrand den nördlichen Teil der Stadt um das Walltor. Bei der Teilung der Landgrafschaft 1567 kam Gießen zu Hessen-Marburg, 1604 zu Hessen-Darmstadt. 1605 wurde in Gießen das Gymnasium Ludovicianum von Landgraf Ludwig V. als Lateinschule gegründet. Am 19. Mai 1607 ermöglichte ein Privileg Kaiser Rudolfs II. die Gründung der Universität, als Gegenstück zu der in Marburg. Zwei Jahre später eröffnete der Botanische Garten, heute einer der ältesten in Deutschland an seinem ursprünglichen Ort. 1634/35 dezimierte eine schwere Pestepidemie die Bevölkerung der Stadt. Im 18. Jahrhundert wurde die Region mehrfach durch Kriege heimgesucht und die Stadt von fremden Truppen besetzt.

### 19. Jahrhundert

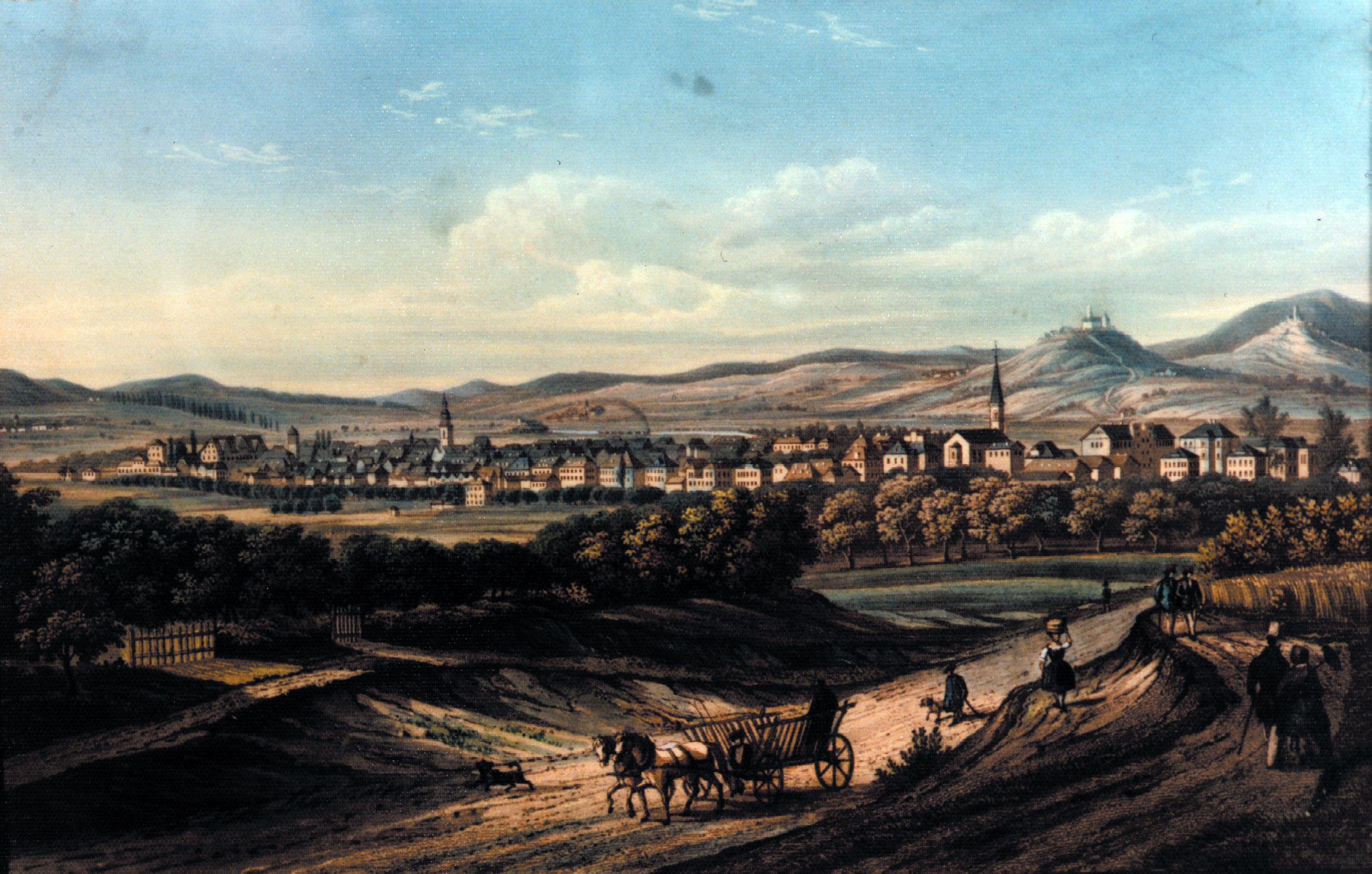
Gießen: Anfang des 19. Jahrhunderts

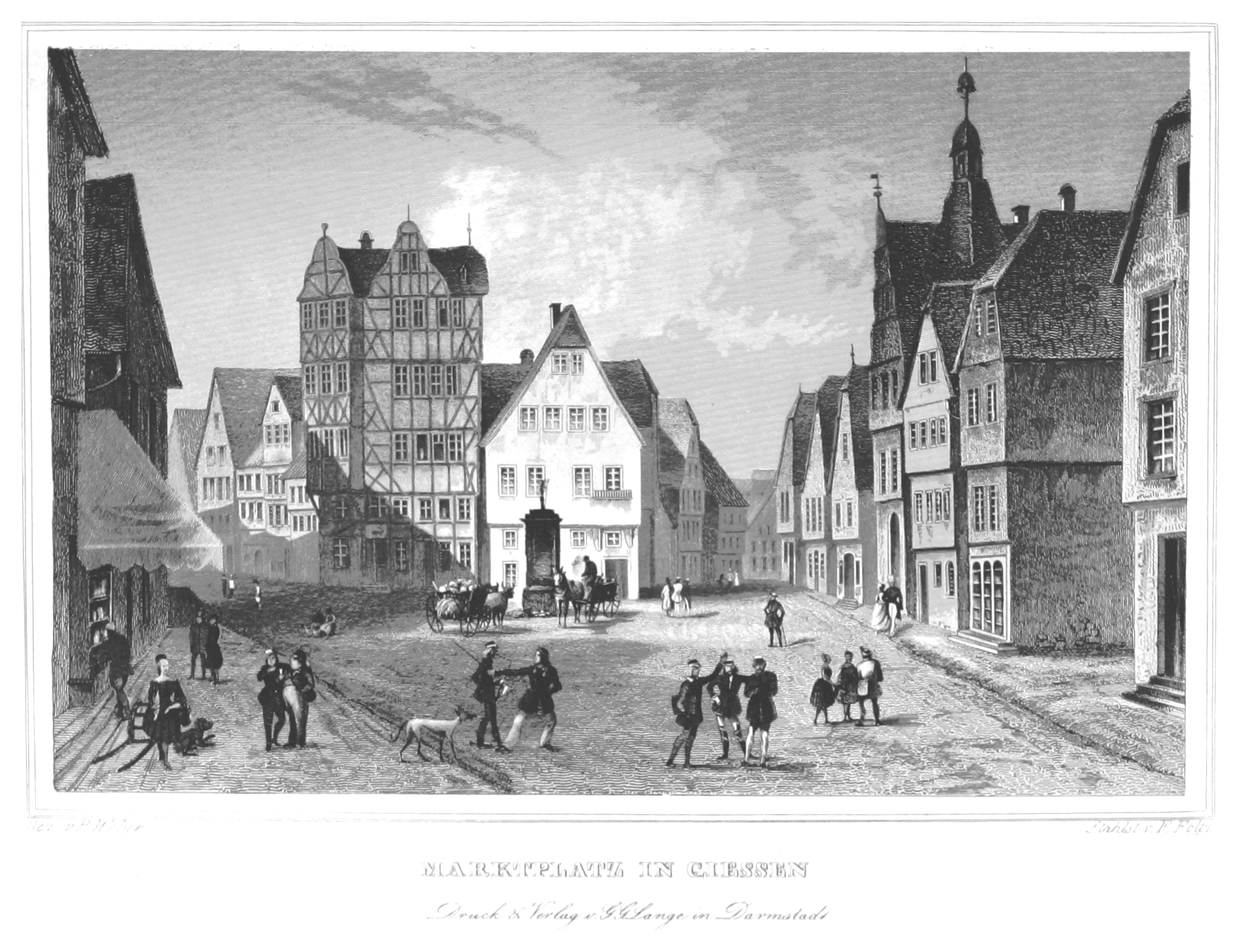
Marktplatz um 1840

1803 wurde Gießen Verwaltungssitz der neuen Provinz Oberhessen im Großherzogtum Hessen. In den folgenden Jahren wurde die Stadtbefestigung geschleift, und an ihrer Stelle wurden die Wallanlagen (Grünanlagen) angelegt. 1824 bis 1852 lehrte Justus Liebig an der Universität Gießen, die nach dem Zweiten Weltkrieg nach ihm benannt wurde. Am 14. Januar 1838 ist die „Schule für technisches Zeichnen“ gegründet worden, eine Vorläuferin der heutigen TH Mittelhessen (THM).
Im Revolutionsjahr 1848 kam es auch in Gießen zu Unruhen; ein Student wurde getötet. August Becker gab in Gießen die radikaldemokratische Tageszeitung „Jüngster Tag“ heraus. 1849 wurde die Stadt mit Eröffnung der Main-Weser-Bahn (Frankfurt-Kassel) an das deutsche Eisenbahnnetz angeschlossen. 1862 folgte die Eisenbahnstrecke nach Köln, 1864 der Anschluss an die Lahntalbahn von Wetzlar nach Koblenz. Ab etwa 1860, vor allem in der Amtszeit des ersten Berufsbürgermeisters August Bramm (1875–1889), wuchs die Stadt über die Wallanlagen hinaus.
1855 wurde die Werkfeuerwehr der Gail'schein Werke gegründet, im selben Jahr auch die Städtische Freiwillige Feuerwehr Gießen.
Ab 1867 war Gießen als Garnisonsstadt ein Militärstandort des Infanterie-Regiments Nr. 116. 1870 eröffnete die Vogelsbergbahn nach Fulda, 1872 die Lahn-Kinzig-Bahn nach Gelnhausen. 1879 bis 1888 lehrte Wilhelm Conrad Röntgen an der Universität Gießen. 1893 wurde die heute größte Kirche der Stadt, die evangelische Johanneskirche an der Südanlage, eingeweiht. 1907 eröffnete das von Bürgern initiierte Stadttheater. Ab 1894 gab es in Gießen öffentlichen Nahverkehr, zunächst mit Pferdeomnibussen, seit 1909 mit einer elektrischen Straßenbahn.

### 20. Jahrhundert

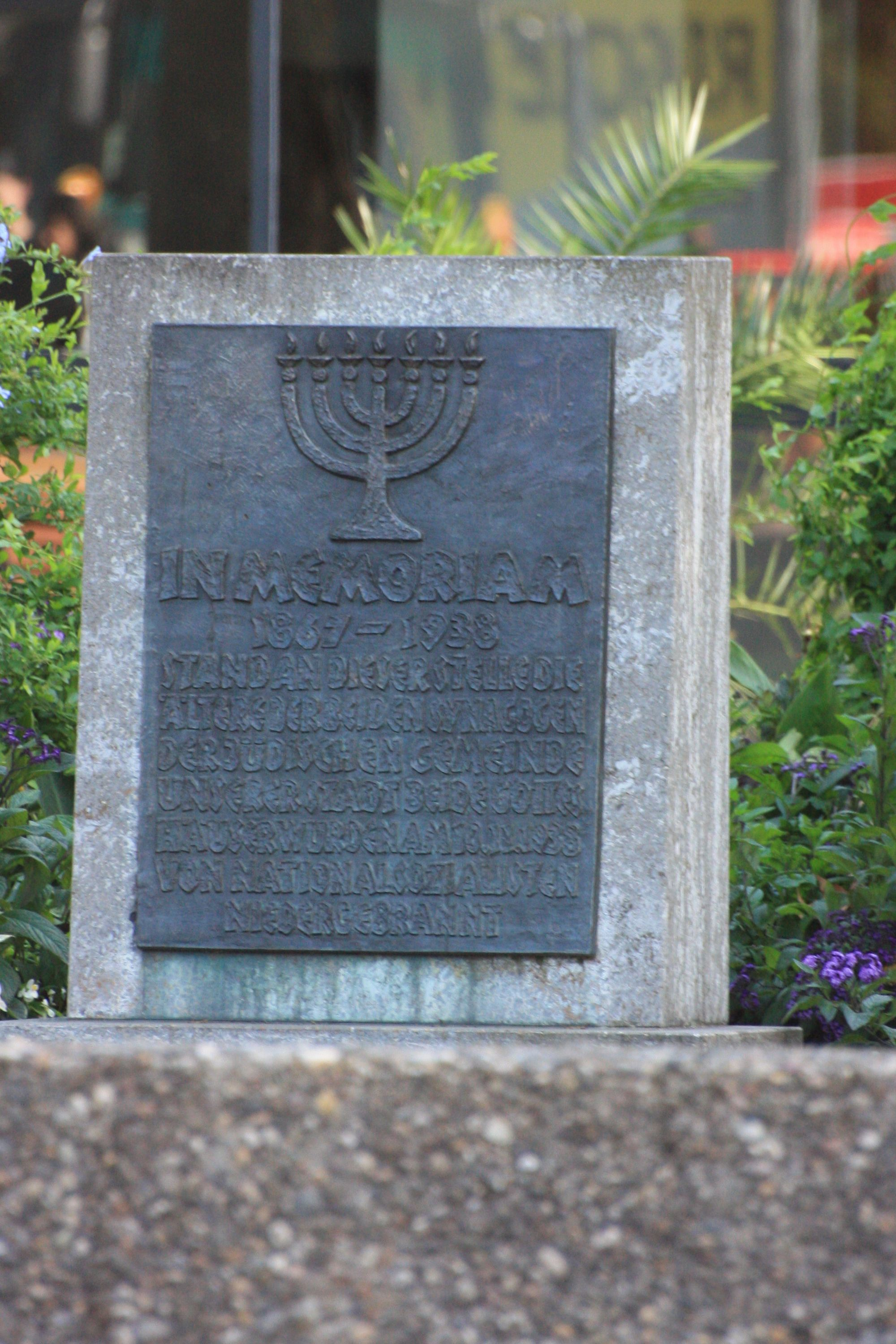
Gedenkstein für die 1938 zerstörte Synagoge

1903 wurde der Neue Friedhof als überkonfessioneller städtischer Friedhof in Betrieb genommen. Ein Jahr später wurde die fortschrittliche Gießener Kanalisation eingeweiht. 1914 wurde die Berufsfeuerwehr gegründet. Die „Volkshalle“ an der heutigen Grünberger Straße und der Gießener Flughafen wurden 1925 eröffnet.
Mit Wirkung zum 1. November 1938 verfügte der Reichsstatthalter in Hessen in seiner Funktion als Führer der Landesregierung nicht nur die Ausgliederung der Städte Darmstadt, Mainz, Offenbach und Worms, sondern auch der Stadt Gießen aus ihrem bisherigen Kreis. Gießen wurde damit kreisfreie Stadt. Durch Eingemeindung von Wieseck, Kleinlinden und Schiffenberg stieg die Einwohnerzahl 1939 auf 42.000.
Im Novemberpogrom 1938 wurden beide Synagogen, die Neue Synagoge (liberale Gemeinde) und die Alte Synagoge (orthodoxe Gemeinde) zerstört. Der Bereich der Neuen Synagoge wurde nach dem Zweiten Weltkrieg mit der Kongresshalle überbaut. Bei Erweiterungsarbeiten an der Kongresshalle konnten 2022 die erhaltenen Fundamente der Synagoge archäologisch ergraben werden.
Am 10. September 1955 richtete der im Jahr zuvor gegründete Landesfeuerwehrverband Hessen in Gießen seine erste Verbandsversammlung aus.

#### Luftangriffe im Zweiten Weltkrieg
Die No. 5 Bomber Group der Royal Air Force bombardierte am 2. Dezember und in der Nacht vom 6. auf den 7. Dezember 1944 im Rahmen der Area Bombing Directive Gießen. Beim zweiten Angriff ('operation hake') wurde fast der ganze historische Stadtkern Gießens durch einen Feuersturm vernichtet; etwa 390 Menschen starben und rund 30.000 wurden obdachlos. Der Bahnhof, die Bahnanlagen und die zahlreichen Militäreinrichtungen blieben dagegen weitgehend intakt.
Es hätte für Gießen noch schlimmer kommen können: Ein nicht unerheblicher Teil der Bombenlast des zweiten Luftangriffes wurde versehentlich über dem Bergwerkswald abgeworfen. Viele der dortigen kreisförmigen Tümpel sind Bombenkrater.
Am 11. Dezember 1944 warfen 353 B-17-Bomber der United States Army Air Forces bei geschlossener Wolkendecke 731 Tonnen Sprengbomben und 1116 Tonnen Brandbomben ab. Getroffen wurde in erster Linie ein Areal zwischen Ludwigstraße und Industriegebiet / Bergwerkswald. In den folgenden Monaten starben viele weitere Menschen durch Tieffliegerangriffe.
Am 28. März 1945 beendete der Einzug von US-Truppen den Krieg für die Gießener.
Die Stadt war zu zwei Dritteln zerstört, die Innenstadt zu 90 Prozent.

#### DP-Lager und Notaufnahmelager ab 1945
Nach dem Einzug der US-Armee Ende März 1945 waren in Gießen wie in vielen anderen Orten Tausende Displaced Persons zu versorgen, eine Aufgabe, die der Nothilfe- und Wiederaufbauverwaltung der Vereinten Nationen (UNRRA) übertragen wurde. Der Leiter des Hanauer DP-Lagers, der Brite Harry Heath, nahm am 12. September 1945 in Gießen an einem Treffen der Lagerleiter teil und notierte in dem Zusammenhang in seinem Tagebuch, dass Gießen „ein kleines Camp mit rund 4.000 DPs unter Leitung von Glen Wilson“ und „ein schönes Kasino mit estnischem Personal als Bedienung und als Köche“ habe. Ob es sich dabei um das DP-Lager in der Berg-Kaserne handelte, das von Häfner erwähnt wurde, ließ sich nicht verifizieren. Das DP-Lager in der Berg-Kaserne bestand bis 1950 und wurde in der zweiten Jahreshälfte geräumt, weil die US-Amerikaner in der Folge des Koreakriegs ihre Truppen in Europa verstärkten und dafür erweiterte Unterkunftsmöglichkeiten benötigten.
Nach der Webseite After the Shoah existierte im Gießener DP-Lager von November 1945 bis März 1949 auch eine kleine jüdische DP-Gemeinde.
Unter der Aufsicht der IRO entstand 1948 in Gießen noch ein weiteres DP-Lager. Hierbei handelte es sich um ein spezielles Lager für ukrainische DPs, das Ukrainian Labor Camp. Das Lager befand sich vermutlich auf dem Gelände des von den US-Amerikanern in Camp Smith umbenannten von Brauchitsch-Lagers, der späteren Steuben-Kaserne.
Die Militärregierung der USA informierte Ende Oktober 1945 die Landesregierung Groß-Hessens, dass das Land 1946 rund 600.000 Vertriebene und Flüchtlinge aufnehmen müsse. Anfang Februar 1946 erreichten die ersten 1200 Menschen die Stadt mit Güterwagen. Das vorerst provisorische „Flüchtlings-Durchgangslager“ befand sich unweit des Bahnhofs im Meisenbornweg. Da Gießen ein Schienenknotenpunkt war, wurde es am 7. Mai 1947 vom Staatskommissar für das Flüchtlingswesen zum Regierungsdurchgangslager für alle Flüchtlinge nach Groß-Hessen. Der Oberbürgermeister Otto-Heinz Engler ersuchte 1948 das Regierungspräsidium in Darmstadt um Verlegung des Lagers aufgrund der hohen Belastung des Sozialetats der Stadt durch die Flüchtlinge. Später erreichte der Bürgermeister Hugo Lotz einen finanziellen Ausgleich für die Stadt durch das Land.
Am 1. September 1950 wurde das Lager in Notaufnahmelager Gießen umbenannt und erhielt bundesweite Kompetenz. Der Anteil der Heimatvertriebenen betrug zu dieser Zeit bereits ein Fünftel der Gesamtbevölkerung Gießens. Das Gießener Notaufnahmelager war auch Durchgangslager für Flüchtlinge aus der Sowjetischen Besatzungszone, die in der amerikanischen Zone bleiben wollten. Seit den 1960er Jahren war es die erste Station für zahlreiche ausgereiste DDR-Bürger; 1989 erlebte es zunächst den Ansturm der über Ungarn geflüchteten Ostdeutschen und im Herbst den der legal über die nun offene Grenze gekommenen. 1986 wurde es in Bundesaufnahmestelle umbenannt, heute befindet sich die Erstaufnahmeeinrichtung des Landes Hessen an einem Standort am ehemaligen US-Depot Gießen in der Rödgener Straße. Der Standort im Meisenbornweg soll eine gemeinsame Gedenkstätte des Landes und des Bundes werden.

#### US Army
Das Stadtbild, die Sozialstruktur und besonders die Gastronomie (viele Bars und sogenannte Ami-Kneipen) in der Stadt wurden in den 1950er und Anfang der 1960er Jahre stark von den Angehörigen der US-Armee geprägt. 1947/48 gab es im Gießener Bahnhofsviertel einen ausgeprägten Schwarzmarkt, besonders mit Zigaretten und ausgemusterten – auch neuen – Uniformteilen (Hosen, Jacken, Parka) der Amerikaner. „Ami-Zigaretten“ galten in dieser Zeit auch als Zahlungsmittel. Weggeworfene Kippen wurden u. a. durch „Kippenstecher“ oder „Kippenleser“ gesammelt und aus dem Tabak neue Zigaretten gedreht. Damals entstand der Gießener „Kippenleser-Blues“ mit dem Text: „Babbe gugg, do unne laid en Kippe, vo e'r gure Chesterfield, heeb en off, da hu m'r aut ze räche, so eh gure Chesterfield …“ nach der Melodie von „In the Mood“.

#### Nachkriegszeit

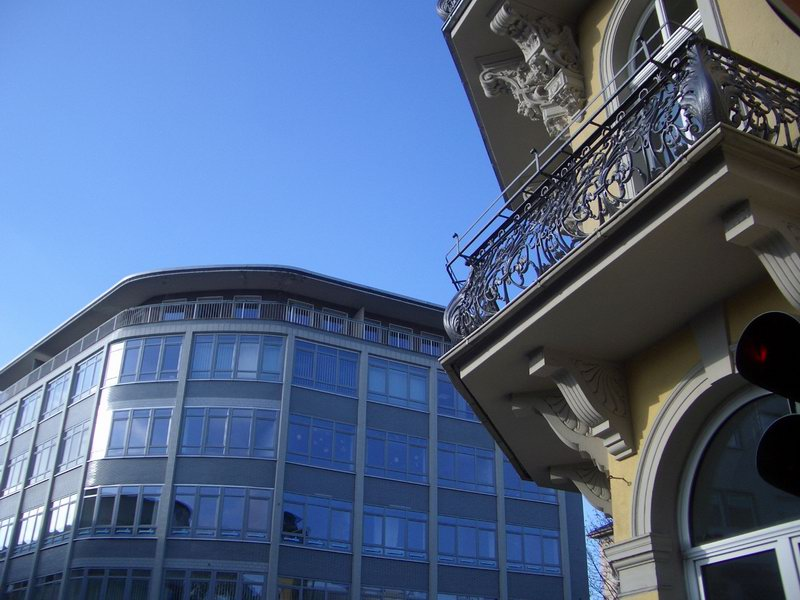
Prägen: Architektur der 1950er Jahre und Gründerzeitbauten

Der Wiederaufbau orientierte sich an den Lehren des modernen Städtebaus: Altstadtgrundstücke wurden zu großen Einheiten zusammengefasst, Straßen- und Platzräume ausgeweitet und der öffentliche Raum weitgehend den Interessen des Autoverkehrs angepasst. 1953 wurde die letzte zuvor aufwändig wiederaufgebaute Linie der Gießener Straßenbahn stillgelegt, stattdessen fuhren bis 1968 Oberleitungsbusse.
Viele der wenigen von den Bombenangriffen verschont gebliebenen Straßenzüge des Stadtkerns wurden niedergerissen, ebenso teilweise erhalten gebliebene Ruinen wie die durchaus wiederaufbaufähige Ruine des 500 Jahre alten Rathauses. Neubauten im Stil der 1950er Jahre entstanden, unter anderem das (bereits wieder abgerissene) Behördenhochhaus am Berliner Platz, die Kongresshalle von Sven Markelius – inzwischen unter Denkmalschutz – sowie das 1961 gebaute und 2006 abgerissene Stadthaus.
Die letzte Kriegsruine der Innenstadt war ein Hinterhaus in der Goethestraße; es wurde 2004 abgetragen. Die Ausfallstraßen, die Wallanlagen und die wichtigsten Achsen der Innenstadt wurden zu mehrspurigen Verkehrsstraßen (Anlagenring) ausgebaut. Bis 1975 entstanden rund um Gießen zahlreiche Autobahnteilstücke, darunter der Gießener Ring (teilweise Schnellstraße).
Gießen trägt seit dem 13. Januar 1959 und wieder seit 17. Dezember 1979 die amtliche Zusatzbezeichnung Universitätsstadt, in Bezug auf die Justus-Liebig-Universität.
Am 1. Januar 1977 wurde Gießen im Zuge der Gebietsreform in Hessen nach einem gut zweieinhalbjährigen organisatorischen Vorlauf kraft Landesgesetzes mit der Nachbarstadt Wetzlar und 14 Umlandgemeinden zur neuen kreisfreien Stadt Lahn zusammengeschlossen. Die neue Stadt hatte zirka 156.000 Einwohner. Nach scharfen Protesten, vor allem von Wetzlarer Seite, wurde die Neugliederung des Lahn-Dill-Gebiets modifiziert und die Stadt Lahn nach 31 Monaten Existenz wieder aufgelöst. Dadurch wurde Gießen am 1. August 1979 unter Verlust der Kreisfreiheit wieder als eigenständige Stadt gebildet. Nach der Neugründung entspricht das Stadtgebiet im Wesentlichen dem Gebietsstand von vor dem Neugliederungsgesetz von 1974, zuzüglich  des Stadtteils Lützellinden. Dafür erlangten zugleich mit der Auflösung der Stadt Lahn die kreisangehörigen Städte mit mehr als 50 000 Einwohnern, also auch Gießen, den Rang von Sonderstatusstädten mit zusätzlichen Kompetenzen und dem Privileg, dass die beiden Personen an der Verwaltungsspitze die Amtsbezeichnung Oberbürgermeister und Bürgermeister tragen. Demokratisch gewählte Körperschaften erhielt die Stadt nach den für den 7. Oktober 1979 angesetzten Nachwahlen, bei denen der CDU die absolute Mehrheit zufiel. Gießen ist seither Kreisstadt des aus dem Lahn-Dill-Kreis ausgegliederten und gegenüber früher vergrößert wiederhergestellten Landkreises Gießen.

### 21. Jahrhundert
2005 wurde nach einjähriger Bauzeit die Galerie Neustädter Tor (seit 2023 „neustädter“) eröffnet. Sie vereint mehrere Geschäfte in einem Gebäudekomplex. Es besteht eine direkte Bus- und Bahnanbindung durch die beiden Haltestellen am Oswaldsgarten. Ein integriertes Parkhaus verfügt über 1100 Stellplätze.
2006 begann nach Abriss des alten Rathauses aus den 1950er-Jahren der Bau des neuen Stadthauses von 2009 am Berliner Platz, in dem fast alle Behörden wieder zusammengeführt wurden. Neue medizinische Zentren wie die Tagesklinik in der Nordanlage, ein Erweiterungsbau des Universitätsklinikums, der neue Martinshof neben dem St.-Josefs-Krankenhaus und das Pflegezentrum in der Grünberger Straße wurden errichtet.
2012 wurde das neue Biomedizinische Forschungszentrum der Justus-Liebig-Universität am Seltersberg eingeweiht. Es sticht durch seine auffallenden Farben und seinen markanten Baustil heraus.

### Eingemeindungen
1939 wurden die umliegenden Gemeinden Wieseck (nördlich) und Kleinlinden (südlich) eingemeindet. Bevor die kreisfreie Stadt Gießen im Jahr 1977 in der Stadt Lahn aufging, wurden im Zuge der Gebietsreform in Hessen zum 1. Oktober 1971 die Gemeinden Allendorf an der Lahn und Rödgen auf freiwilliger Basis eingegliedert. Lützellinden folgte 1979 und ist somit jüngster Stadtteil Gießens.

## Bevölkerung

### Einwohnerstruktur
Nach den Erhebungen des Zensus 2011 lebten am Stichtag, dem 9. Mai 2011, in Gießen 74.776 Einwohner. Darunter waren 8412 (11,2 %) Ausländer, von denen 2387 aus dem EU-Ausland, 3222 aus anderen europäischen Ländern und 3803 aus anderen Staaten kamen. Von den deutschen Einwohnern hatten 21,9 % einen Migrationshintergrund. Die Einwohner lebten in 40.679 Haushalten. Davon waren 19.862 Singlehaushalte, 8183 Paare ohne Kinder und 6.589 Paare mit Kindern, sowie 2914 Alleinerziehende und 3131 Wohngemeinschaften.

### Einwohnerentwicklung
Gießen hatte im Mittelalter nur einige hundert und in der frühen Neuzeit nur wenige tausend Einwohner. Die Bevölkerung wuchs nur langsam und ging durch die zahlreichen Kriege, Seuchen und Hungersnöte immer wieder zurück. So starben 1634/35 durch eine schwere Pestepidemie zahlreiche Bewohner. Erst mit dem Beginn der Industrialisierung im 19. Jahrhundert beschleunigte sich das Bevölkerungswachstum. Lebten 1800 erst 4800 Menschen in der Stadt, so waren es 1900 bereits 25.000. Deutlich sichtbar sind die Auswirkungen des Zweiten Weltkrieges. Bis Kriegsende wurden durch die alliierten Luftangriffe zwei Drittel der Gebäude teilweise oder total zerstört. Schätzungen zufolge fanden etwa tausend Menschen den Tod. Die Bevölkerungszahl sank von 47.000 im Jahre 1939 auf 25.000 im März 1945.
1971 stieg die Einwohnerzahl durch die Eingemeindung von Allendorf und Rödgen auf 78.109 – bis 2011 historischer Höchststand. Am 30. Juni 2005 betrug die Amtliche Einwohnerzahl nach Fortschreibung des Hessischen Statistischen Landesamtes 73.358 (nur Hauptwohnsitze und nach Abgleich mit den anderen Landesämtern). Seit 1963 liegt die Bevölkerungszahl der Stadt – außer 1987 – über der Grenze von 70.000. Die 80.000er-Marke wurde 2014 überschritten; 2020 überschritt die Stadt vorübergehend die 90.000er-Marke. Durch die derzeitige Einwohnerzahl zählt Gießen zu den hundert größten Gemeinden in Deutschland.
Die folgende Übersicht zeigt die Einwohnerzahlen nach dem jeweiligen Gebietsstand. Bis 1828 handelt es sich meist um Schätzungen, danach um Volkszählungsergebnisse (¹) oder amtliche Fortschreibungen des Statistischen Landesamtes. Die Angaben beziehen sich ab 1871 auf die „Ortsanwesende Bevölkerung“, ab 1925 auf die „Wohnbevölkerung“ und seit 1987 auf die „Bevölkerung am Ort der Hauptwohnung“. Vor 1871 wurde die Einwohnerzahl nach uneinheitlichen Erhebungsverfahren ermittelt.
| Jahr               | Einwohner |
| ------------------ | --------- |
| 1495               | 1200      |
| 1577               | 3000      |
| 1675               | 4450      |
| 1782               | 4600      |
| 1800               | 4800      |
| 1805               | 5174      |
| 1828               | 7251      |
| 1. Dezember 1834 1 | 7878      |
| 3. Dezember 1846 1 | 8696      |
| 3. Dezember 1855 1 | 9000      |
| 3. Dezember 1861 1 | 9210      |
| 3. Dezember 1864 1 | 9600      |
| 3. Dezember 1867 1 | 10.200    |
| 1. Dezember 1871 1 | 12.245    |
| 1. Dezember 1875 1 | 13.900    |
| 1. Dezember 1880 1 | 17.003    |
| 1. Dezember 1885 1 | 19.001    |
| 1. Dezember 1890 1 | 20.416    |
| 2. Dezember 1895 1 | 22.702    |

| Jahr                 | Einwohner |
| -------------------- | --------- |
| 1. Dezember 1900 1   | 25.491    |
| 1. Dezember 1905 1   | 28.769    |
| 1. Dezember 1910 1   | 31.153    |
| 1. Dezember 1916 1   | 26.591    |
| 5. Dezember 1917 1   | 26.806    |
| 8. Oktober 1919 1    | 33.402    |
| 16. Juni 1925 1      | 33.600    |
| 16. Juni 1933 1      | 35.913    |
| 17. Mai 1939 1       | 46.560    |
| 31. Dezember 1945    | 34.907    |
| 29. Oktober 1946 1   | 39.709    |
| 13. September 1950 1 | 46.712    |
| 25. September 1956 1 | 58.178    |
| 6. Juni 1961 1       | 66.291    |
| 31. Dezember 1965    | 72.395    |
| 27. Mai 1970 1       | 75.555    |
| 31. Dezember 1975    | 75.481    |
| 31. Dezember 1980    | 76.374    |
| 31. Dezember 1985    | 71.104    |

| Jahr              | Einwohner |
| ----------------- | --------- |
| 25. Mai 1987 1    | 69.824    |
| 31. Dezember 1990 | 74.497    |
| 31. Dezember 1995 | 73.889    |
| 31. Dezember 2000 | 73.138    |
| 30. Juni 2005     | 73.358    |
| 31. Dezember 2006 | 73.958    |
| 30. Juni 2007     | 74.123    |
| 31. Dezember 2008 | 75.140    |
| 31. Dezember 2009 | 76.090    |
| 31. Dezember 2011 | 78.584    |
| 31. Dezember 2014 | 83.280    |
| 31. Dezember 2015 | 84.455    |
| 31. Dezember 2016 | 86.543    |
| 31. Dezember 2018 | 88.546    |
| 31. Dezember 2019 | 89.802    |
| 31. Dezember 2020 | 90.131    |
| 31. Dezember 2021 | 91.255    |
| 31. Dezember 2022 | 94.146    |
| 31. Dezember 2023 | 88.933    |

### Religionen

#### Konfessionsstatistik
- 1961: 32.030 evangelische (= 43,2 %), 14.250 katholische (= 19,2 %) Einwohner[30]
- 2011: 31.980 evangelische (= 42,8 %), 14.200 katholische (= 19,0 %), 28.590 Sonstige, Konfessionslose, ohne Angabe (= 38,2 %)[31]

#### Christentum

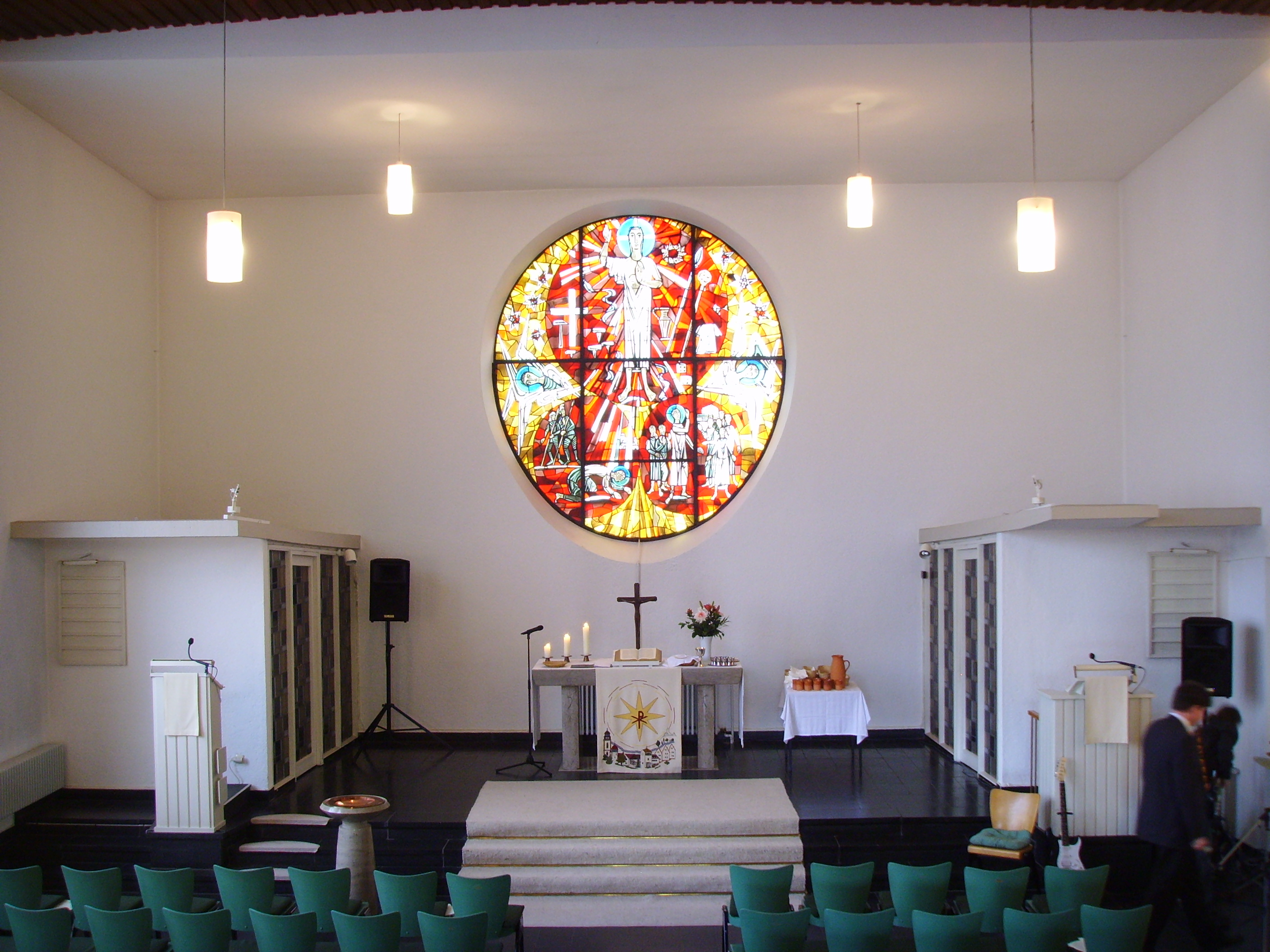
Innenansicht der evangelischen Pauluskirche

Die evangelischen Kirchengemeinden in Gießen gehören zur Evangelischen Kirche in Hessen und Nassau; Gießen ist Sitz des Dekanats Gießen. Eine Ausnahme bildet der Stadtteil Lützellinden, der zur Evangelischen Kirche im Rheinland gehört. Michael-, Paulus- und Thomasgemeinde haben sich 2020 zur Evangelischen Gesamtkirchengemeinde Gießen Nord vereinigt mit ca. 7000 Mitgliedern.
Größte evangelische Kirche ist die Johanneskirche an der Südanlage.
Die katholische Kirche gehört zum Bistum Mainz. Bis in die fünfziger Jahre war St. Bonifatius in der Liebigstraße die einzige katholische Pfarrkirche der Stadt. 1957 wurde St. Albertus in der Nordanlage gegründet, 1963 St. Thomas Morus an der Grünberger Straße.
Zu den Freikirchen gehören eine Reformierte Gemeinde, zwei Brüdergemeinden, eine Evangelisch-Freikirchliche Gemeinde (Baptisten), eine Freie Christengemeinde, eine Gemeinde der Jesus Freaks, das Hausgemeinde-Netzwerk Hoffnung Gießen und eine Freie evangelische Gemeinde.
In der Region Mittelhessen gilt Gießen mit als eine Hochburg evangelikaler Protestanten in Landes- und Freikirchen. In der Stadt gibt es die christliche Privatschule August-Hermann-Francke-Schule und die private Freie Theologische Hochschule Gießen mit evangelikaler Ausrichtung. Gießen ist auch Sitz zahlreicher Organisationen und Unternehmen aus dem christlichen Bereich, etwa der Studentenmission Campus für Christus und des Brunnen Verlags.
Seit 1881 gibt es in Gießen eine neuapostolische Gemeinde; sie ist damit die älteste im südlichen Deutschland. Gießen ist auch ein Zentrum verschiedener kleiner Gemeinden, die sich seit 1989 aus der neuapostolischen Kirche bzw. einer Abspaltung, der Apostolischen Gemeinde Wiesbaden, entwickelt haben.
Gießen hat eine beachtlich große Suryoye-Gemeinde (auch bekannt als Assyrer, Aramäer oder Chaldäer), im Landkreis wohnen mehr als 1700 Familien. Die Suryoye in Gießen gehören fast ausnahmslos der Syrisch-Orthodoxen Kirche von Antiochien an. Mittlerweile sind fünf Gemeinden in Gießen und umstellbarer Umgebung vertreten, darunter drei in Pohlheim sowie zwei in Gießen direkt. Drei der fünf Kirchen wurden erst kürzlich neu erbaut, auch wurden größere Gemeindezentren der Aramäer erbaut. Die meisten Suryoye wohnen in Pohlheim. Die Suryoye sind eine semitische christliche Minderheit, die ihren Ursprung im alten Mesopotamien hat. Damit ist heute das Vierländereck Südosttürkei gemeint (Tur-Abdin), Nordirak, Ostsyrien (Gozarto) und Westiran (Urmia). Diese Urchristen sprechen bis heute Aramäisch, die Gemeinde in Gießen benutzt dabei fast ausnahmslos den Neu-Ostaramäischen Dialekt Surayt (auch als Turoyo bekannt).

#### Weitere Religionsgemeinschaften
- Zeugen Jehovas mit dem Königreichssaal in der Margaretenhütte

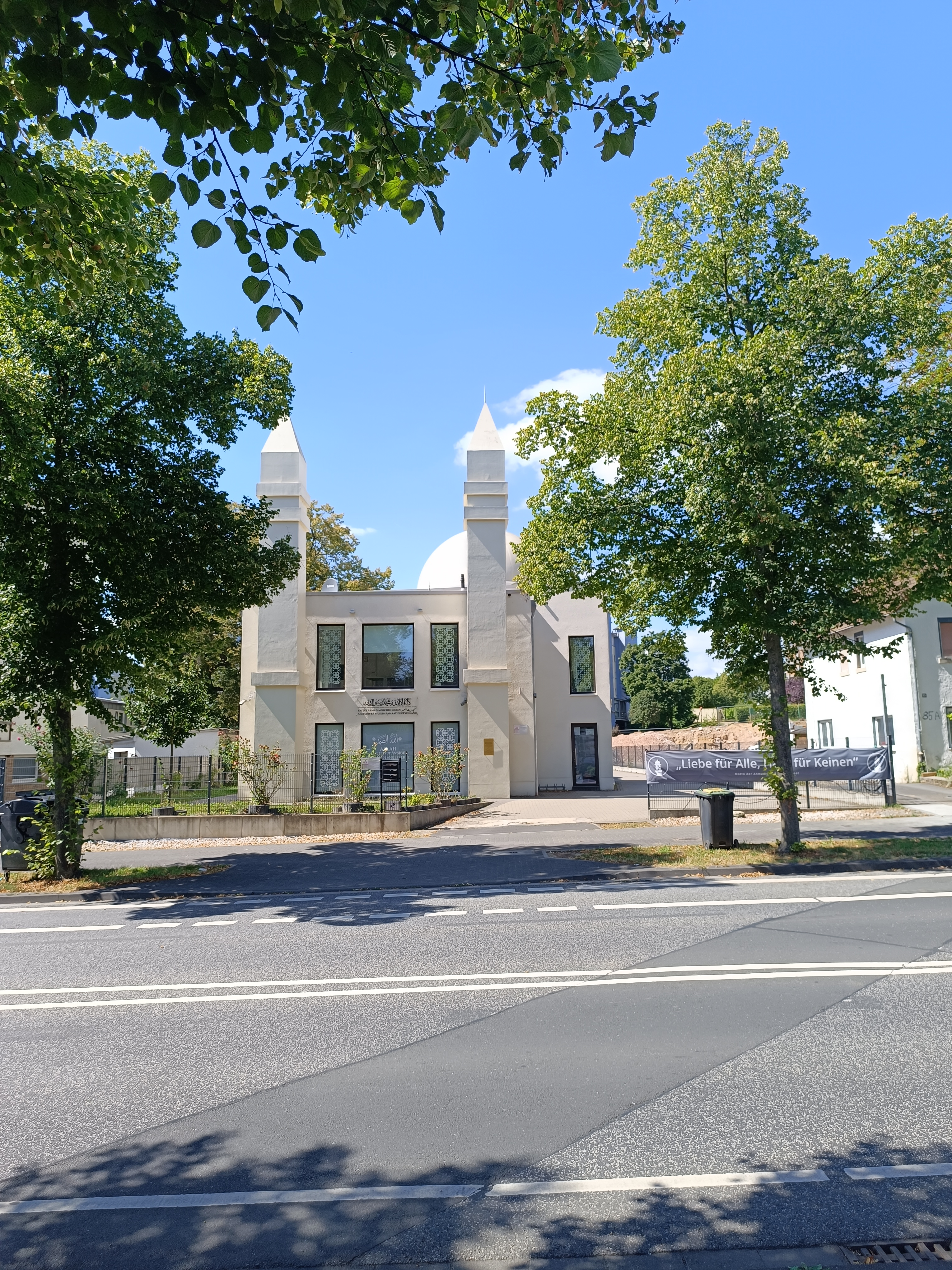
Moschee Bait-us-Samad in Gießen

- Vier Moscheen für Muslimen verschiedener Richtungen[40], davon
  - Buhara-Moschee des Vereins Islamische Gemeinschaft von 2001[41]
  - Moschee Bait-us-Samad der Ahmadiyya Muslim Jamaat
- Gemeinde der Aleviten[42]

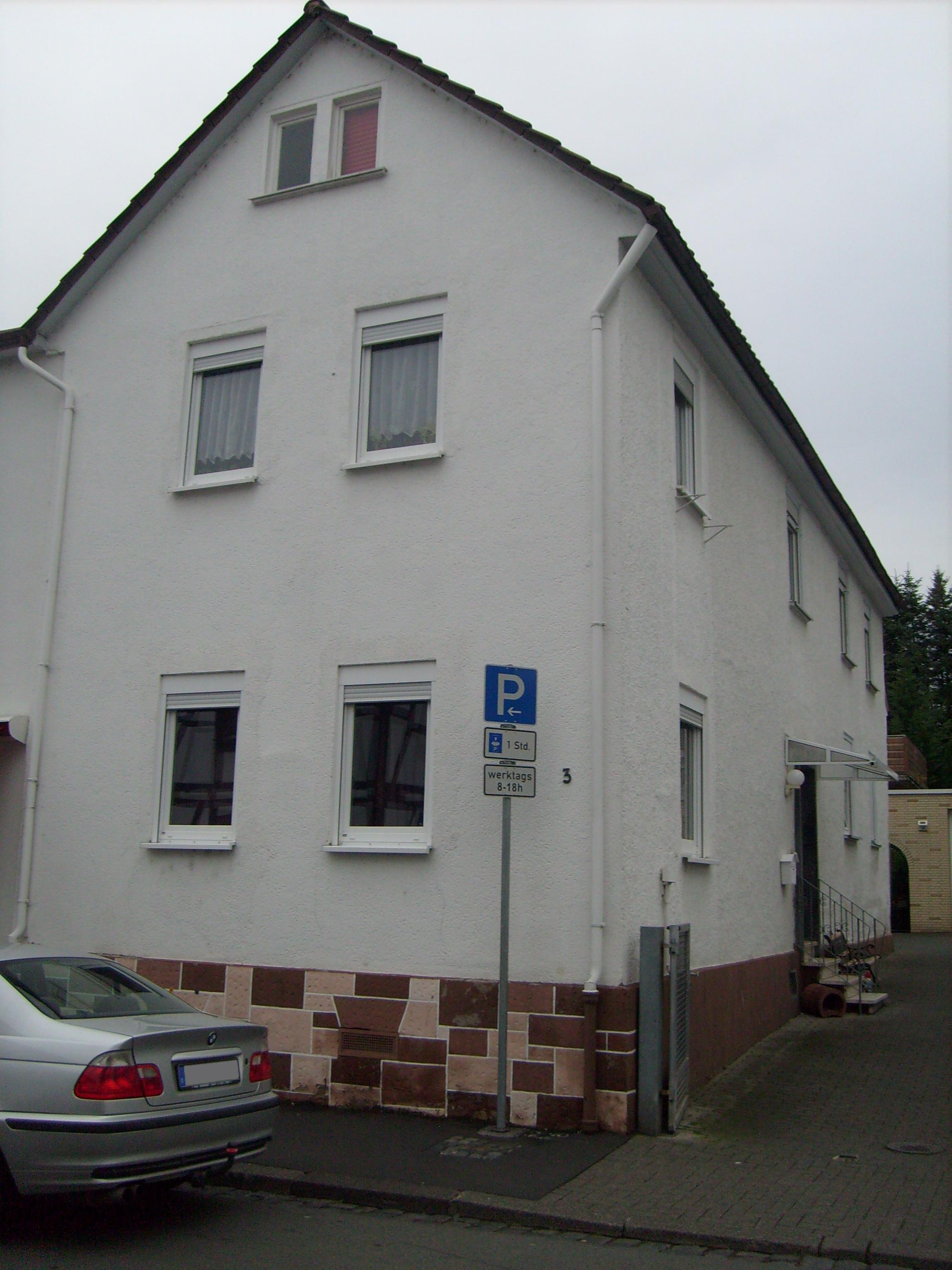
Synagoge (1872–1938) in Wieseck

- Beith-Jaakov-Synagoge nahe dem Kirchenplatz; im 19. Jahrhundert wirkte in Gießen der Rabbiner Benedikt Levi. Bis zur NS-Zeit gab es die Synagogen am Berliner Platz und in der Steinstraße.
- Buddhistischer Tempel Wat Pah Puritattaram von 2005, Sandfeld 12
- jesidische Gemeinde seit 2008
- Gemeinde der Baháí, Liebigstraße

## Politik

### Stadtverordnetenversammlung
Die Stadtverordnetenversammlung ist das oberste Organ der Stadt. Ihre politische Zusammensetzung wird alle fünf Jahre in der Kommunalwahl durch die Wahlbevölkerung der Stadt bestimmt. Wählen darf, wer das 18. Lebensjahr vollendet hat und deutscher Staatsbürger oder Staatsangehöriger eines der übrigen Mitgliedstaaten der Europäischen Union ist. Für alle gilt, dass sie seit mindestens drei Monaten in der Stadt gemeldet sein müssen.
In der Kommunalwahl am 14. März 2021 wurden die Mitglieder der Stadtverordnetenversammlung sowie die Ortsbeiräte der Stadt für die Legislaturperiode vom 1. April 2021 bis 31. März 2026 gewählt.
Von 64.242 Wahlberechtigten gingen 31.236 zur Wahl. Die Wahlbeteiligung stieg damit von 44,9 Prozent 2016 auf 48,6 Prozent.
| Stadtverordnetenversammlung – Kommunalwahlen 2021 | Stadtverordnetenversammlung – Kommunalwahlen 2021                                                                                     |
| --- | --- |
| Stimmenanteil in %Wahlbeteiligung: 48,3 % 3020100 26,820,516,97,77,35,65,54,53,31,8 GrüneCDUSPDLinkeGiggFDPAfDFWPARTEIVoltGewinne und Verlusteim Vergleich zu 2016 %p 12 10 8 6 4 2 0 −2 −4 −6 −8−10−12+12,0−1,5−11,1−0,6+7,3+0,4−7,4+0,2+3,3+1,8GrüneCDUSPDLinkeGiggFDPAfDFWPARTEIVolt | SitzverteilungInsgesamt 59 Sitze - Linke: 5 - PARTEI: 2 - SPD: 10 - Grüne: 16 - Volt: 1 - Gigg: 4 - FW: 3 - FDP: 3 - CDU: 12 - AfD: 3 |

| Parteien und Wählergemeinschaften | Parteien und Wählergemeinschaften           | 2021     | 2021  | 2016     | 2016  | 2011     | 2011  | 2006     | 2006  | 2001     | 2001  | 1997     | 1997  |
| Parteien und Wählergemeinschaften | Parteien und Wählergemeinschaften           | Anteil a | Sitze | Anteil a | Sitze | Anteil a | Sitze | Anteil a | Sitze | Anteil a | Sitze | Anteil a | Sitze |
| --------------------------------- | ------------------------------------------- | -------- | ----- | -------- | ----- | -------- | ----- | -------- | ----- | -------- | ----- | -------- | ----- |
| Grüne                             | Bündnis 90/Die Grünen                       | 26,8     | 16    | 14,8     | 9     | 20,7     | 12    | 12,8     | 8     | 9,7      | 6     | 12,5     | 8     |
| CDU                               | Christlich Demokratische Union Deutschlands | 20,5     | 12    | 22,0     | 13    | 26,5     | 16    | 36,0     | 21    | 38,6     | 23    | 33,8     | 21    |
| SPD                               | Sozialdemokratische Partei Deutschlands     | 16,9     | 10    | 28,0     | 16    | 33,6     | 20    | 33,2     | 20    | 33,4     | 20    | 34,8     | 22    |
| Linke                             | Gießener Linke (zuvor Linkes Bündnis)       | 7,7      | 5     | 8,3      | 5     | 2,3      | 1     | –        | –     | –        | –     | –        | –     |
| Gigg                              | Gießen gemeinsam gestalten                  | 7,3      | 4     | –        | –     | –        | –     | –        | –     | –        | –     | –        | –     |
| FDP                               | Freie Demokratische Partei                  | 5,6      | 3     | 5,2      | 3     | 3,6      | 2     | 5,7      | 3     | 5,5      | 3     | 3,3      | –     |
| AfD                               | Alternative für Deutschland                 | 5,5      | 3     | 12,9     | 8     | –        | –     | –        | –     | –        | –     | –        | –     |
| FW                                | Freie Wähler Gießen b                       | 4,5      | 3     | 4,5      | 3     | 4,6      | 3     | 3,8      | 2     | 7,4      | 4     | 7,6      | 5     |
| PARTEI                            | Die PARTEI                                  | 3,3      | 2     | –        | –     | –        | –     | –        | –     | –        | –     | –        | –     |
| Volt                              | Volt Deutschland                            | 1,8      | 1     | –        | –     | –        | –     | –        | –     | –        | –     | –        | –     |
| Piraten                           | Piratenpartei Deutschland                   | –        | –     | 2,2      | 1     | 2,8      | 2     | –        | –     | –        | –     | –        | –     |
| BLG                               | Bürgerliste Gießen                          | –        | –     | 2,2      | 1     | 1,9      | 1     | 2,4      | 1     | 1,1      | 1     | –        | –     |
| Linke                             | Die Linke c                                 | –        | –     | –        | –     | 4,0      | 2     | 5,9      | 4     | 3,8      | 2     | 1,7      | –     |
| Sonstige d                        | Sonstige d                                  | –        | –     | –        | –     | –        | –     | 0,1      | –     | 0,5      | –     | 6,3      | 3     |
| Gesamt                            | Gesamt                                      | 100,0    | 59    | 100,0    | 59    | 100,0    | 59    | 100,0    | 59    | 100,0    | 59    | 100,0    | 59    |
| Ungültige Stimmen in %            | Ungültige Stimmen in %                      | 2,7      | –     | 3,2      | –     | 4,3      | –     | 2,9      | –     | 3,7      | –     | 1,7      | –     |
| Wahlbeteiligung in %              | Wahlbeteiligung in %                        | 48,3     | 48,3  | 44,9     | 44,9  | 42,3     | 42,3  | 37,9     | 37,9  | 47,2     | 47,2  | 61,6     | 61,6  |

Nach der Kommunalwahl am 27. März 2011 löste eine rot-grüne Koalition die bis dahin regierende Jamaika-Koalition aus CDU, Grünen und FDP ab. Seit der Oberbürgermeisterwahl am 7. Juni 2009 hatte mit Dietlind Grabe-Bolz eine SPD-Oberbürgermeisterin einer von der Jamaika-Koalition dominierten Stadtverordnetenversammlung gegenübergestanden.
Die Jamaika-Koalition hatte sich dabei im Vorfeld der Kommunalwahlen 2006 bereits angedeutet, da der städtische Haushalt erst in einer zweiten Sitzung im Februar 2006 mit Hilfe einiger Stimmen aus den Reihen der damals noch oppositionellen Grünen verabschiedet worden war. In der Sitzung vom 8. Dezember 2005 hatte der Haushaltsplan des Magistrats die Zustimmung der Stadtverordnetenversammlung zunächst nicht erhalten, da der Stadtverordnete der Freien Wähler Bernhard Hasenkrug kurz zuvor zur Bürgerliste Gießen (BLG) gewechselt war, wodurch die damals amtierende bürgerliche Koalition aus CDU, FDP und FW ihre Mehrheit in der Stadtverordnetenversammlung verloren hatte.
Die in Gießen erfolgreich bei der Kommunalwahl 2006 angetretene Liste der Linkspartei.PDS stellte de facto eine Wählergemeinschaft von Linkspartei.PDS, WASG, DKP, linksorientierten Parteilosen und Mitgliedern der Hochschulfraktion Demokratische Linke an der Justus-Liebig-Universität Gießen dar. Zum ersten Mal seit 1956 saß mit Michael Beltz (DKP) wieder ein Mitglied einer kommunistischen Partei in der Gießener Stadtverordnetenversammlung. Bis zu ihrem Verbot 1956 war die KPD im Parlament vertreten.

### Oberbürgermeister und Magistrat

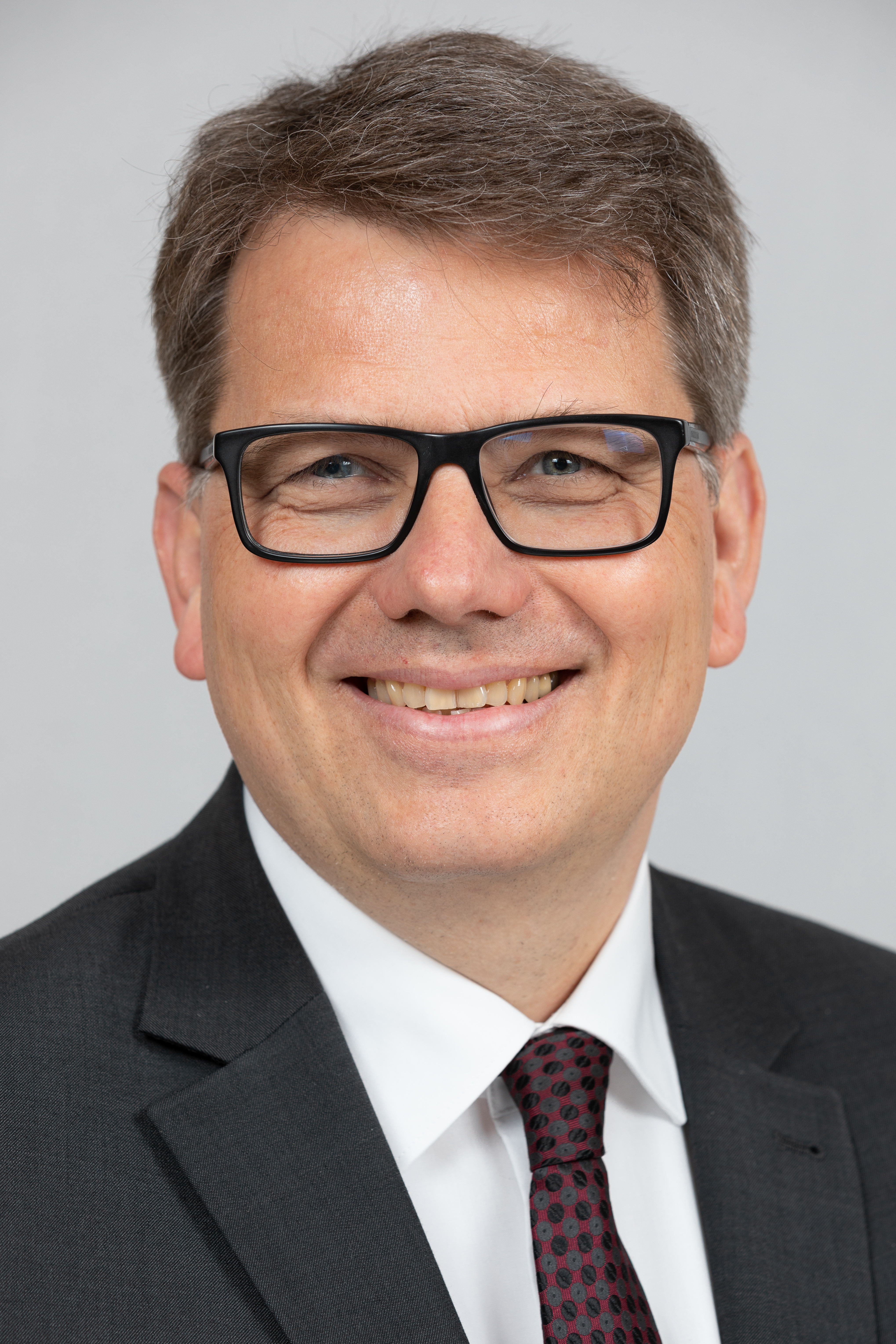
Frank-Tilo Becher, amtierender Oberbürgermeister von Gießen

Nach der hessischen Kommunalverfassung wird in den Sonderstatusstädten der Oberbürgermeister für eine sechsjährige Amtszeit gewählt, seit dem Jahr 1993 in einer Direktwahl, und ist Vorsitzender des Magistrats, dem in der Stadt Gießen neben dem Oberbürgermeister als weitere hauptamtliche Mitglieder ein Bürgermeister als sein Vertreter und zwei Stadträte angehören sowie als ehrenamtliche Mitglieder zwölf weitere Stadträte. Oberbürgermeister ist seit dem 13. Dezember 2021 Frank-Tilo Becher (SPD), der dafür sein Direktmandat als Mitglied des Hessischen Landtags aufgab. Er wurde als Nachfolger von Dietlind Grabe-Bolz (SPD), die nach zwei Amtszeiten nicht wieder kandidiert hatte, am 24. Oktober 2021 in einer Stichwahl bei 37,66 Prozent Wahlbeteiligung mit 55,74 Prozent der Stimmen gewählt. Sein Kontrahent Alexander Wright, Fraktionsvorsitzender der Grünen im Stadtparlament, der im ersten Wahlgang noch mit rund 150 Stimmen in Führung gelegen hatte, kandidierte anschließend erfolgreich auf die vakante Stelle des hauptamtlichen Bürgermeisters, die er am 1. März 2022 antrat.

#### Amtszeiten der Oberbürgermeister
- seit 2021 Frank-Tilo Becher (SPD)[51]
- 2009–2021 Dietlind Grabe-Bolz (SPD)
- 2003–2009 Heinz-Peter Haumann (CDU)
- 1985–2003 Manfred Mutz (SPD)
- 1979–1985 Hans Görnert (CDU)

Nach Auflösung der Stadt Lahn und Neubildung der Stadt Gießen am 1. August 1979 wurde Hans Görnert (CDU), letzter Oberbürgermeister der Stadt Lahn, als staatsbeauftragter Oberbürgermeister bestellt und in der am 7. Oktober 1979 neu gewählten Stadtverordnetenversammlung von der Mehrheitsfraktion der CDU zum Oberbürgermeister der Stadt Gießen gewählt. Seine Amtszeit begann am 13. Dezember 1979, nachdem er von dem Stadtverordnetenvorsteher in öffentlicher Sitzung in sein Amt eingeführt und durch Handschlag auf die gewissenhafte Erfüllung seiner Aufgaben verpflichtet worden war mit der Aushändigung der Ernennungsurkunde. Dieser Kalendertag ist seitdem alle sechs Jahre der Termin für den Beginn einer neuen Amtsperiode gewesen, da bislang kein Amtsinhaber vorzeitig aus dem Amt geschieden ist.
Vor der Gründung der Stadt Lahn amtierten als Oberbürgermeister der kreisfreien Stadt Gießen:
- 1963–1977 Bernd Schneider (SPD)
- 1957–1963 Albert Osswald a (SPD)
- 1954–1957 Hugo Lotz (CDU)
- 1948–1954 Otto Heinz Engler (FDP)
- 1946–1948 Albin Mann (SPD)
- 1945–1946 Karl Dönges
- 1942–1943 Heinrich Vogt (NSDAP)
- 1934–1942 Heinrich Ritter (NSDAP)
- 1914–1934 Karl Keller
- 1902–1914 Anton Mecum
- 1890–1901 Feodor von Gnauth
- 1875–1889 August Bramm

Quelle für die Auflistung: 

#### Magistrat
Der Magistrat ist als Kollegialorgan die Verwaltungsbehörde der Stadt. Er besteht aus dem Oberbürgermeister als Vorsitzenden, dem Bürgermeister und den Stadträten. In der Praxis besteht die weit überwiegende Mehrheit des Magistrats aus ehrenamtlichen Mitgliedern. Die Zahl der hauptamtlichen Beigeordneten (Stadträte und der Bürgermeister) darf die der ehrenamtlichen jedenfalls nicht übersteigen.
Der Magistrat besorgt die laufende Verwaltung und wird von den Bediensteten der Stadt unterstützt. Diese stellt er ein, befördert und entlässt sie. Er trifft die Entscheidungen zu laufenden Verwaltungsangelegenheiten, bereitet gemeinsam mit der Verwaltung die Beschlüsse der Stadtverordnetenversammlung vor und führt diese aus. Er wirkt mit bei der Ausführung der Gesetze und Verordnungen innerhalb der Stadt, bei der Verwaltung des Vermögens, bei der Erstellung des Haushaltsplanes sowie bei der Überwachung des Kassen- und Rechnungswesens. Auch die Wahrung der Bürgerinteressen ist seine Aufgabe. Er vertritt die Gemeinde nach außen, führt den Schriftwechsel und vollzieht die Gemeindeurkunden. Er tagt unter Vorsitz des Oberbürgermeisters in nicht-öffentlichen Sitzungen. An den Sitzungen der Stadtverordnetenversammlung nimmt der Magistrat ohne Stimmrecht teil.
Die ehrenamtlichen Stadträte werden von der Stadtverordnetenversammlung in oder bald nach der konstituierenden Sitzung für die fünfjährige Wahlperiode bis zur nächsten Kommunalwahl in den Magistrat gewählt. Für die Dauer ihrer Wahlzeit werden sie zu Ehrenbeamten ernannt und können zwar zurücktreten, aber im Gegensatz zu hauptamtlichen Magistratsmitgliedern nicht abgewählt werden. Die Stärke der in der Stadtverordnetenversammlung vertretenen Fraktionen spiegelt sich grundsätzlich in der Zusammensetzung des ehrenamtlichen Magistrats wider. Ihre Wahlzeit endet erst mit der Wahl eines neuen Magistrats nach der nächsten Kommunalwahl.
Der hauptamtliche Bürgermeister und die hauptamtlichen Stadträte werden von der Stadtverordnetenversammlung auf die Dauer von sechs Jahren als Wahlbeamte gewählt. Nach dem Geschäftsverteilungsplan des Oberbürgermeisters sind die vier hauptamtlichen Magistratsmitglieder als Dezernenten jeweils für einen Teil der Ämter und Fachbereiche der Stadtverwaltung zuständig. Neben Oberbürgermeister Frank-Tilo Becher (SPD) handelt es sich um Bürgermeister Alexander Wright (Grüne) sowie die Stadträtinnen Astrid Eibelshäuser (SPD) und Gerda Weigel-Greilich (Grüne). Darüber hinaus hat auch ein ehrenamtlicher Stadtrat ein kleiner zugeschnittenes Dezernat übernommen.

### Wappen und Flagge

Flagge der Stadt Gießen

| Wappen von Gießen | Blasonierung: „In Silber ein schwarz geflügelter, blaubewehrter und blaugezungter roter Löwe.“ |
| Wappen von Gießen | Wappenbegründung: Das älteste Siegel der Stadt stammt aus dem Jahr 1248 und zeigt den Pfalzgrafen Wilhelm von Tübingen als Ritter zu Pferd mit einem Wappenschild und dreilanziger Kirchenfahne. Nach dem Verkauf der Gießener Herrschaft an die Landgrafen von Hessen zeigt das nächste Siegel (von 1264) den Landgrafen von Hessen als Ritter zu Pferd mit Fahne und Löwenschild. Im 14. Jahrhundert erschien auf dem Siegel das hessische Wappen, getragen von zwei Drachen oder zwei Ästen. Spätere Siegel zeigen den hessischen Löwen, herausschreitend aus dem geflügelten gotischen Buchstaben „G“ unter einer dreizackigen Krone. Folgend gingen die Flügel auf den Löwen über, dieser erschien erstmals 1605 in den Werken von Siebmacher. Um 1900 verschwanden dann das „G“ und die Krone. Das Wappen wurde der Stadt am 29. April 1916 von Großherzog Ernst Ludwig verliehen. Die rot-weiße Flagge wurde am 19. September 1980 genehmigt. |

### Städtepartnerschaften und -freundschaften
Städtepartnerschaften bestehen mit:
- Winchester,  England
- Gödöllő,  Ungarn
- Netanja,  Israel
- Ferrara,  Italien
- Hradec Králové,  Tschechien
- San Juan del Sur,  Nicaragua
- Wenzhou,  Volksrepublik China[62]

Zu Wenzhou in der Provinz Zhejiang bestand seit 2004 eine Freundschaft. Der Titel „Friendship City“ wurde geführt und 2011 in eine offizielle Städtepartnerschaft umgewandelt.
Mit der Stadt und dem Kreis Mohrungen besteht seit 1954 eine Patenschaft.
Seit 2001 trägt zudem ein Airbus A340-300 der Lufthansa mit der Kennzeichnung D-AIFD den Namen „Gießen“. Ferner wurde der ICE 1 mit der Nummer 401 001 (Triebzug 101) auf „Gießen“ getauft.

### Bürgerinformationssystem
Die Stadt Gießen betreibt ein Bürgerinformationssystem, mit Hilfe dessen sich Bürger über die politischen Gremien informieren können. Hier werden die nächsten Sitzungen mit ihrer Tagesordnung angekündigt, des Weiteren können Informationen (Name, Parteizugehörigkeit, Funktion und Kontakt) zu den Kommunalpolitikern eingesehen werden.

## Kultur und Sehenswürdigkeiten

### Theater

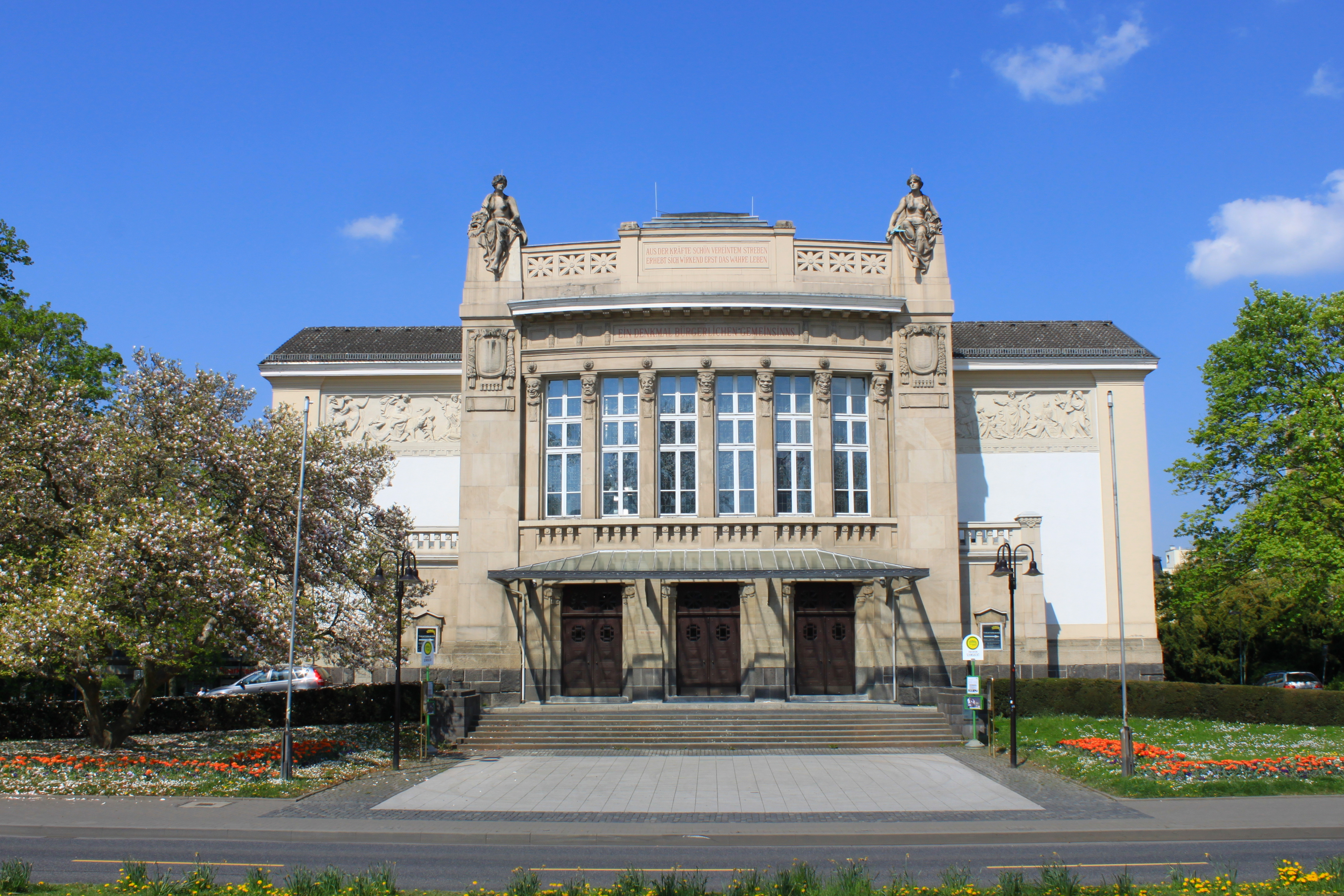
Stadttheater

Das Stadttheater Gießen wurde, vom Jugendstil beeinflusst, vom Büro Fellner & Helmer grundrissgleich mit jenen in Klagenfurt und Gablonz geplant und durch den Architekten Hans Meyer (1867–1949) ausgeführt. Es bietet als Drei-Sparten-Haus mit eigenem Ensemble und Gastspielen 600 Zuschauern/-hörern Platz bei Theater-, Oper-, Operette-, Musical-, Tanz- und Konzertaufführungen. Als neue Nebenspielstätte des Stadttheaters wurde zur Spielzeit 2014/2015 in direkter Nachbarschaft das kleine Theater am großen Theater (taT) eröffnet. Mit dem Antritt von Simone Sterr als neue Intendantin im September 2022 wurde es in "kleines Haus" umbenannt. Es wird vor allem für kammertheatralische Arbeiten sowie Kinder- und Jugendtheater genutzt.
Das ausschließlich englischsprachige Keller Theatre wurde im Jahr 1958 von der Unterhaltungsabteilung der in Gießen stationierten amerikanischen Streitkräften gegründet und anfänglich auch betrieben. Seit dem Abzug der amerikanischen Streitkräfte im Jahr 2007 wird das Theater durch einen Förderverein betrieben und ist damit das älteste englischsprachige deutsche Theater.

### Gießener Konzertverein
Der Gießener Konzertverein gehört zu den traditionsreichsten Vereinen Gießens. Er geht auf die bereits 1792 gegründete Musikalische Gesellschaft zurück. Damit ist er einer der ältesten bürgerlichen Konzertvereine in Deutschland überhaupt Bedeutende Komponisten wie Carl Maria von Weber und berühmte Solisten gaben ihre Konzerte in Gießen in Zusammenarbeit mit der Musikalischen Gesellschaft, die 1863 den bis heute geltenden Namen Gießener Konzertverein erhielt. 1935 wurde die enge Zusammenarbeit zwischen dem Stadttheater Gießen und dem Konzertverein etabliert. Jährlich werden gemeinsam zwei große Oratorienkonzerte im Stadttheater aufgeführt. Chorleiter des Konzertvereins ist der jeweilige Chordirektor des Stadttheaters.

### Weitere Kunst- und Kulturangebote
- In der Kunsthalle Gießen im Stadthaus am Berliner Platz werden Arbeiten regionaler und überregionaler Künstler in regelmäßig wechselnden Ausstellungen gezeigt.
- Der zeitgenössischen Kunst widmet sich seit 1998 der Neue Kunstverein Gießen, der seit 2003 in einem ehemaligen Kiosk an der Licher Gabel sein Domizil gefunden hat.
- Das KiZ – Kultur im Zentrum befindet sich im gleichen Gebäudekomplex wie die Kongresshalle. In ihm werden regelmäßig wechselnde Ausstellungen regionaler Künstlergruppen gezeigt.

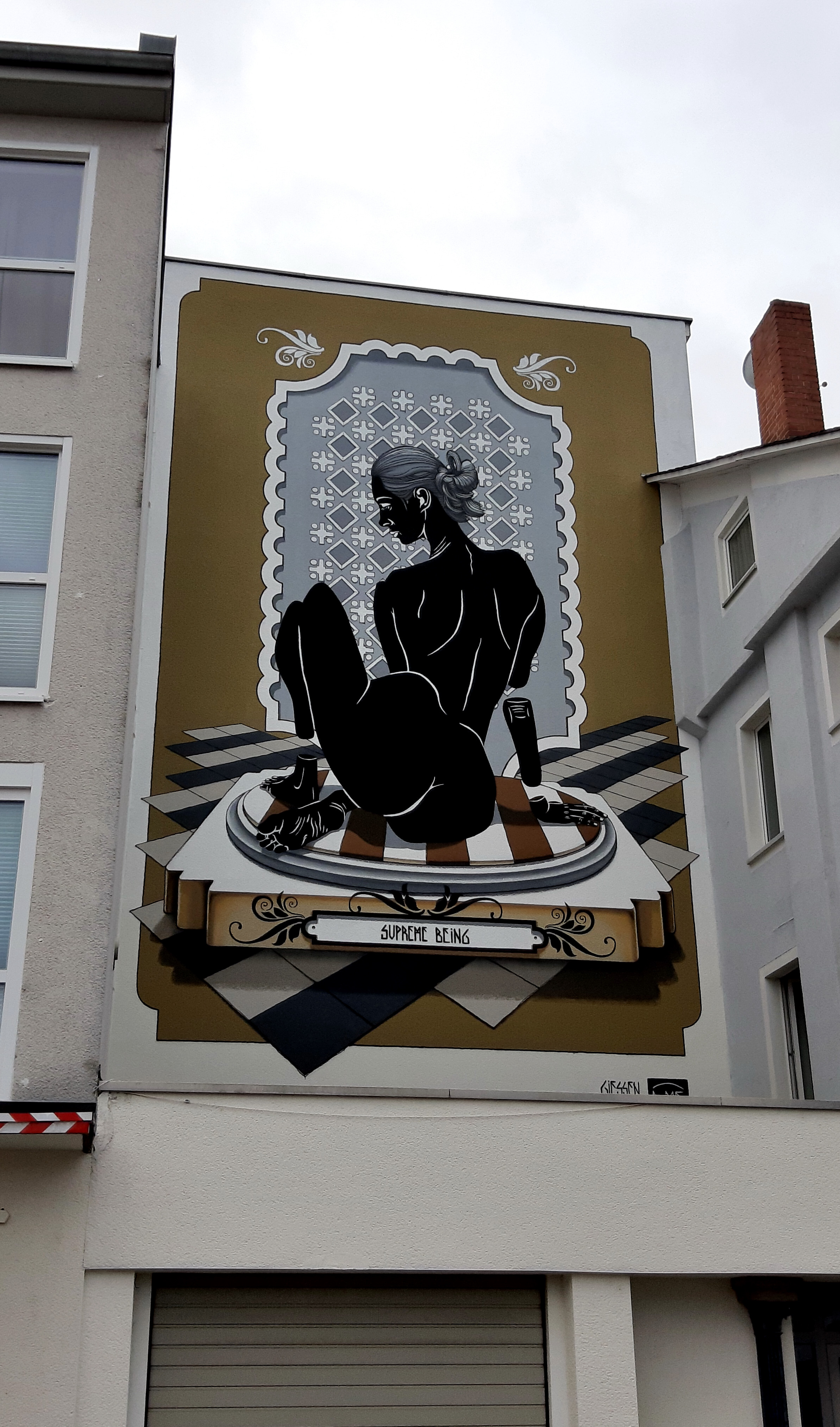
Streetart von DOME

- Das Streetart-Kollektiv 3Steps gestaltet, auch mit Unterstützung internationaler Künstler, seit Anfang der 2000er Jahre Fassaden im gesamten Stadtbereich.
- Der gemischte A-Cappella-Chor Cantamus Gießen besteht seit 2009.
- Seit 2011 findet das Eritrea-Festival statt.
- Die Kulturkirche St. Thomas Morus etabliert sich seit 2013 mit einem spartenübergreifenden Kulturangebot.
- Seit 2017 findet die Giennale als Biennale statt.[68] Die Kunst- und Kulturveranstaltung wird an unterschiedlichen Orten in Stadt und Landkreis ausgetragen. Zum Programm gehören Ausstellungen, Performances, Installationen, Lesungen, Konzerte und Workshops.
- Die Stadt unterstützt die Musikerszene, auch aufgrund der „Kulturinitiative Gießen“ (KiG)[69], die in der ehemaligen Steuben-Kaserne rund einhundert Räume für heimische Bands zur Verfügung stellt. Überregional bekannte Bands sind: Juli, Boxhamsters, OK Kid, Pestpocken, April Art, Marspol und Lebendig.

### Museen und Ausstellungsorte

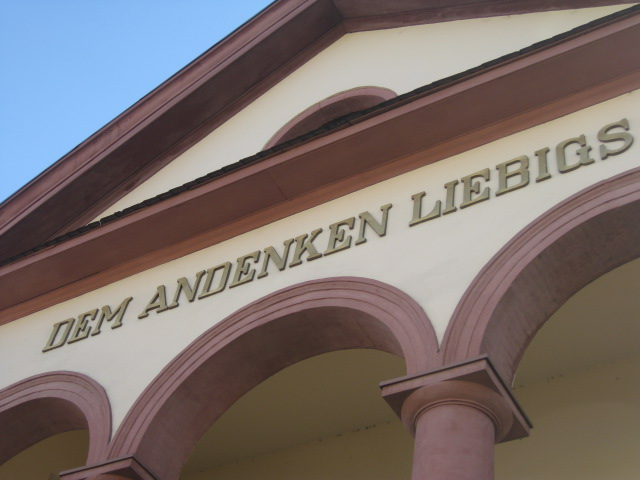
Schriftzug des Liebig-Museums

#### Naturwissenschaften und Mathematik
- Das Liebig-Laboratorium in der Liebig-Straße ist die originale Wirkungsstätte von Justus Liebigs und beherbergt seit 1920 das Liebig-Museum.
- Das von Albrecht Beutelspacher gegründete Mathematikum im benachbarten ehemaligen Hauptzollamt, bietet als Science Center dem Besucher die Möglichkeit, sich spielerisch mit der Mathematik zu beschäftigen. Es diente als Vorbild für weitere Museen dieser Art in Deutschland.

#### Geschichte
- Das städtische Museum in der Innenstadt ist das Oberhessische Museum mit den drei Abteilungen im Alten Schloss, dem Wallenfels’schen Haus und dem Leib’schen Haus. Das Wallenfels’sche Haus und das Leib’sche Haus sind die beiden ältesten noch erhaltenen Häuser in Gießen und befinden sich direkt am Kirchplatz. Hier findet man eine umfassende Sammlung der Vor- und Frühgeschichte, Archäologie und Völkerkunst im Gießener Raum sowie eine große Ausstellung zur Stadtgeschichte. Im Alten Schloss am Brandplatz befindet sich eine Sammlung von Kunstwerken heimischer Künstler aus dem 19. und 20. Jahrhundert.

- In der Vitos-Klinik für Psychiatrie und Psychotherapie gibt es seit 1998 die Ausstellung Vom Wert des Menschen, die die Geschichte dieser Klinik dokumentiert. Sie informiert überwiegend über die Zeit nach 1933 und thematisiert auch die Verbrechen der Nationalsozialisten.[70]

#### Weitere Museen und Ausstellungsorte
- Das Gießkannenmuseum ist in seiner Art einmalig in Deutschland und wurde anlässlich der Landesgartenschau 2014 in Gießen gegründet. Es befindet sich inzwischen in direkter Nachbarschaft zum Botanischen Garten. Sein Sammlungsbestand besteht größtenteils aus Schenkungen.
- Das private Buchdruckmuseum Setzkasten in Gießen-Wieseck zeigt Ausstellungsstücke aus der Geschichte des Druckerei- und Buchdruckwesens.[71]
- Im Ausstellungsraum der Universitätsbibliothek der Justus-Liebig-Universität sind regelmäßig Ausstellungen zu sehen. Viele dieser Ausstellungen werden im Rahmen von Lehrveranstaltungen konzipiert und organisiert.[72]
- Im Foyer des Rathauses am Berliner Platz werden regelmäßig Ausstellungen gezeigt.

### Manische Sprache
Eine weitere Besonderheit in Gießen ist die heute nur mehr in Relikten vorhandene manische Sprache. Gesprochen wurde Manisch in Gießen auf der „Gummiinsel“, einer kleinen Backsteinhaussiedlung, die als Arbeitersiedlung einer Gummifabrik errichtet wurde (daher der Name), in der Weststadt Gießens, die um die Jahrhundertwende angelegt und gebaut wurde, und in anderen randständigen Wohnquartieren wie dem Eulenkopf, dem Heyerweg und der Margaretenhütte, aber auch im benachbarten Wetzlarer „Finsterloh“ oder im wittgensteinischen Berleburg.

### Bauwerke

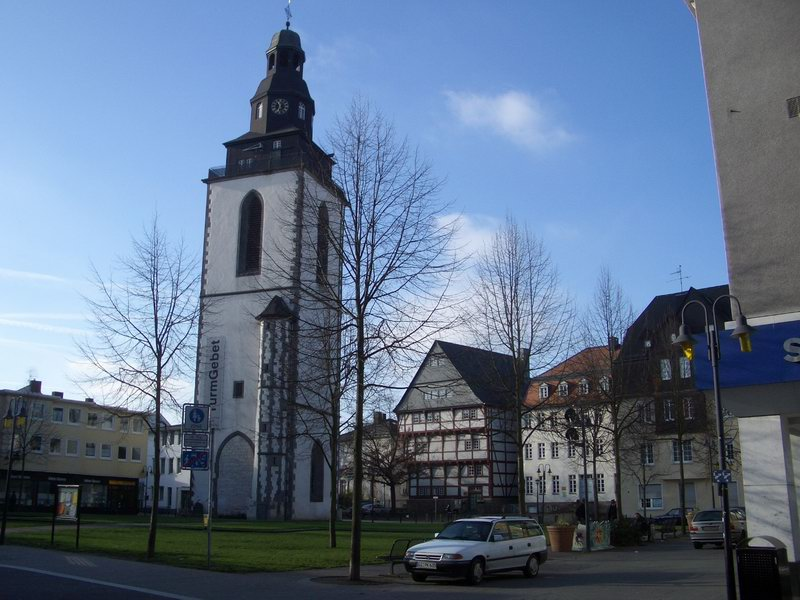
Kirchenplatz mit Turm der ehemaligen Stadtkirche

Aufgrund der verheerenden Zerstörungen durch die Luftangriffe des Zweiten Weltkriegs und die Stadtplanung der Nachkriegszeit gibt es im eigentlichen Zentrum kaum noch Bauwerke der vorindustriellen Epoche. In den Stadtvierteln außerhalb der Wallanlagen finden sich jedoch zahlreiche, teilweise recht sehenswerte architektonische Zeugnisse aus den beiden großen Wachstumsphasen der Stadt, der Gründerzeit und den 1950er Jahren, sowie auch einige Viertel, die im Stil der späten 1920er Jahre errichtet wurden (Wartwegviertel, hinterer Asterweg).

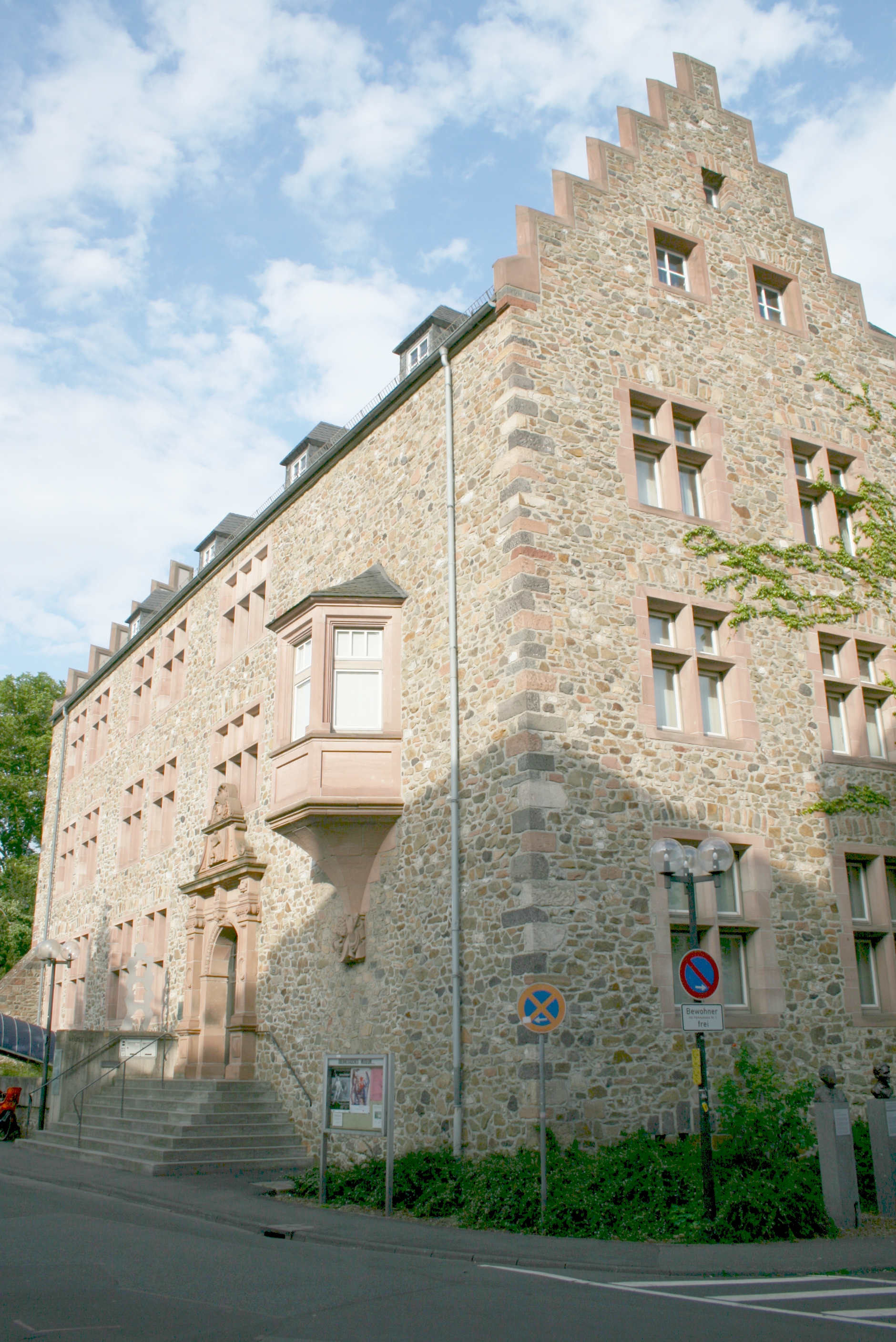
Altes Schloss

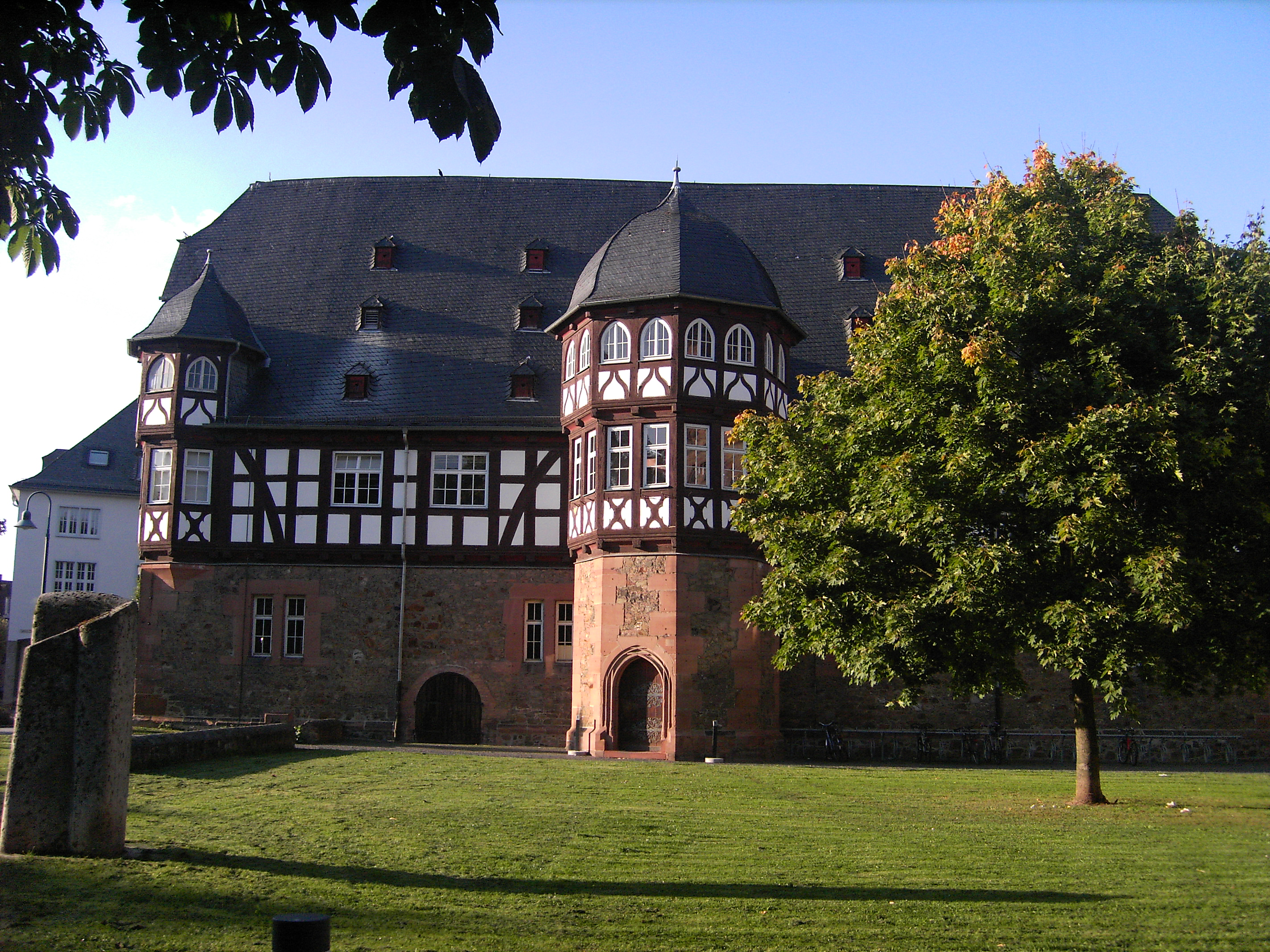
Neues Schloss

Sehenswürdig sind einige wiederaufgebaute Fachwerkhäuser: Gasthaus Zum Löwen im Neuenweg, in dem Goethe einmal übernachtete und öfter dinierte, das Alte Schloss und das Neue Schloss der Landgrafen von Hessen (am Brandplatz) sowie das Burgmannenhaus am Kirchplatz.

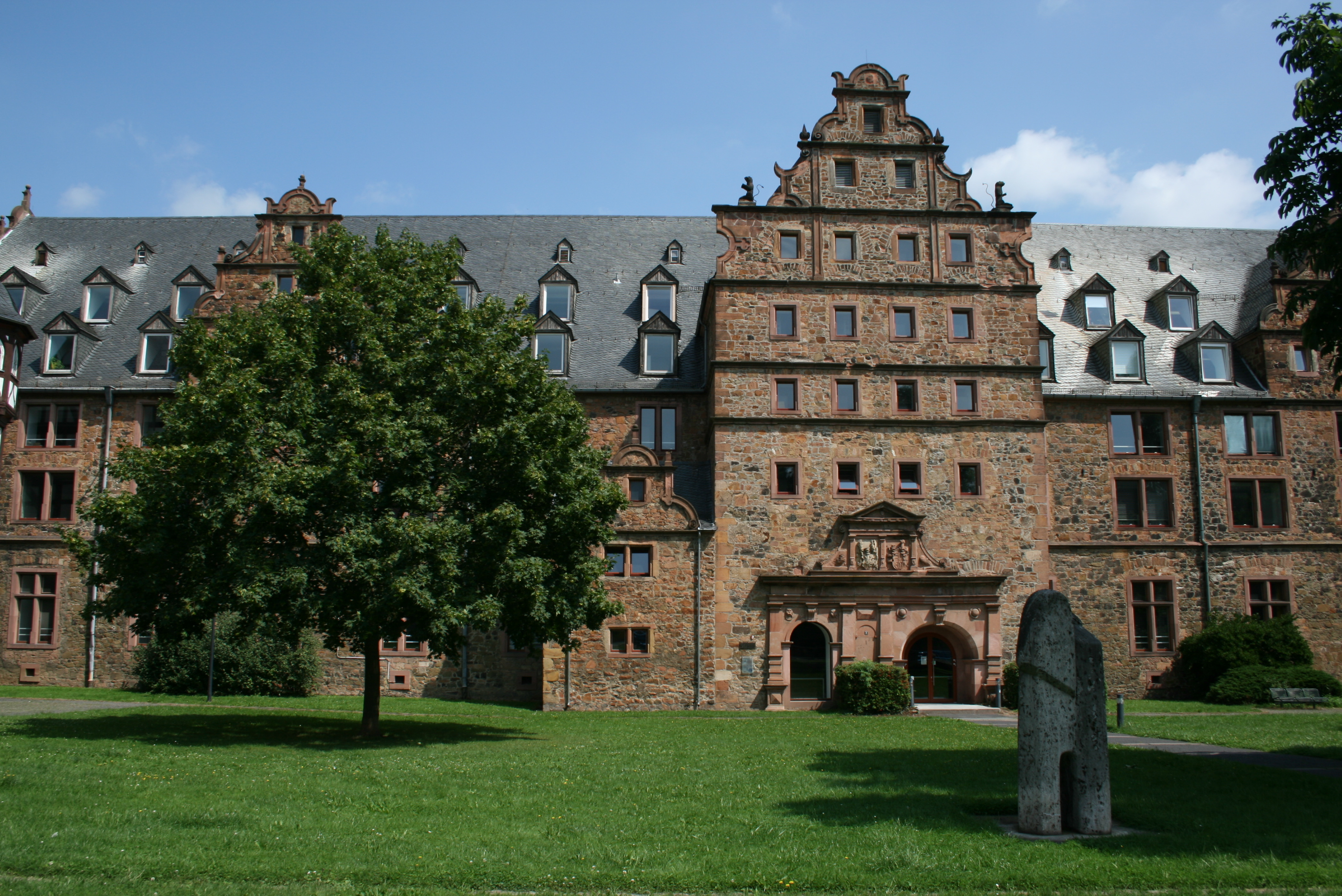
Fassade des Zeughauses

Das Hauptgebäude der Justus-Liebig-Universität Gießen in Gießen gehört ebenfalls zu den Sehenswürdigkeiten. Es liegt im Stadtkern und an der Gießener „Feiermeile“, der Ludwigstraße. In diesem Zusammenhang ist auch das Zeughaus zu nennen, das von der Universität genutzt wird.
Die klassizistische Stadtkirche wurde bei den Luftangriffen 1944 zerstört, nur der gotische Westturm wurde restauriert und dient als Mahnmal gegen den Krieg. Auf der gegenüberliegenden Seite der Georg-Schlosser-Straße entstand 1949 die Pankratiuskapelle, eine "Notkirche" nach Plänen des Kirchenarchitekten Otto Bartning. Dabei wurden für Fundamentierung und Wände Trümmer der zerstörten Stadtkirche verwendet.
Nicht weit entfernt vom Stadttheater steht die Johanneskirche, die als größte evangelische Kirche Gießens in den Jahren 1891 bis 1893 nach Plänen des Berliner Architekten Hans Grisebach errichtet wurde. Der Turm der neo-romanischen Kirche überragt die umliegenden Gebäude mit einer Höhe von 75 Metern.

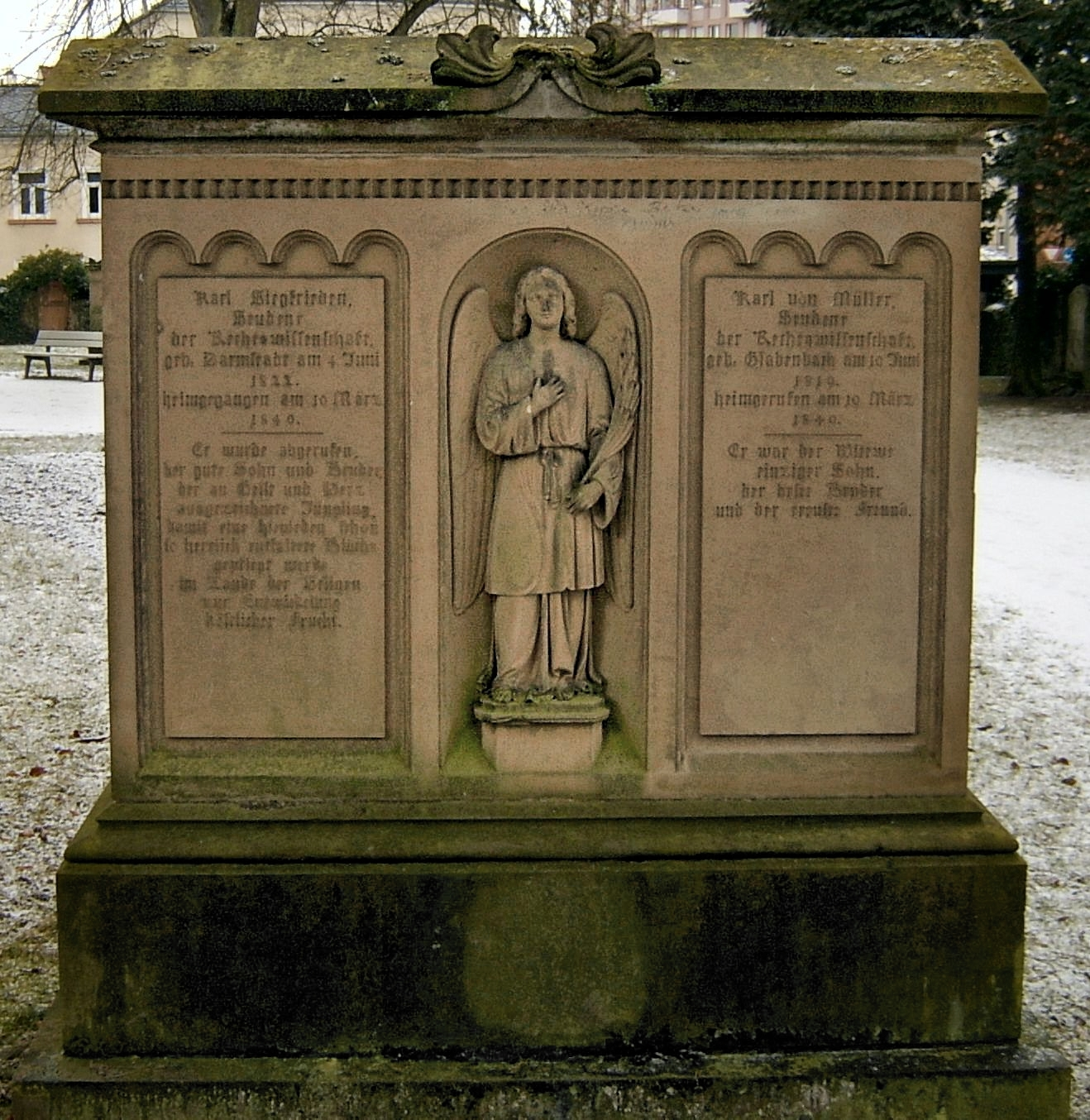
Studenten-Doppelgrabstein auf dem Alten Friedhof

Der Alte Friedhof befindet sich am Nahrungsberg. Er wurde 1530 während der Erweiterung der Stadt außerhalb des Festungswalls angelegt. Auf dem Friedhof befindet sich unter anderem das Grab von Wilhelm Conrad Röntgen, der hier auf seinen Wunsch hin beerdigt wurde. Sehenswert sind auch die zwischen 1623 und 1625 unter Aufsicht von Johann Ebel zum Hirsch erbaute und 1869 von Hugo von Ritgen restaurierte Friedhofskapelle sowie die Grabsteine mit lateinischen Inschriften, die um die Kapelle herum versammelt sind und ebenfalls aus der Zeit um 1530 (oder früher) stammen.
Die Synagoge der jüdischen Gemeinde ist ein Fachwerkgebäude mit wechselhafter Geschichte. Ursprünglich stand das 1835 erbaute Gebäude in Wohra und diente als Wirtschaftsgebäude. Von 1867 bis 1940 diente es als Synagoge in Wohra. 1940 musste die dortige jüdische Gemeinde das Gebäude zwangsverkaufen. 1990 erwarb die jüdische Gemeinde Gießen das Gebäude und versetzte es 1992 in den Mittelpunkt des neuen jüdischen Gemeindezentrums. Die Synagoge fasst 35 Männer und 25 Frauen.
Mit dem Bau der Fischtreppe am Wehr nahe der denkmalgeschützten Klinkel’schen Mühle wurde 2007 das Hessische Gewässer-Informationszentrum Lahnfenster vom Regierungspräsidium Gießen eingerichtet. 2014 wurde es anlässlich der Landesgartenschau nach einer Erweiterung wiedereröffnet.

## Stadtentwicklung und Baudenkmäler

### Innenstadt und Bahnhof

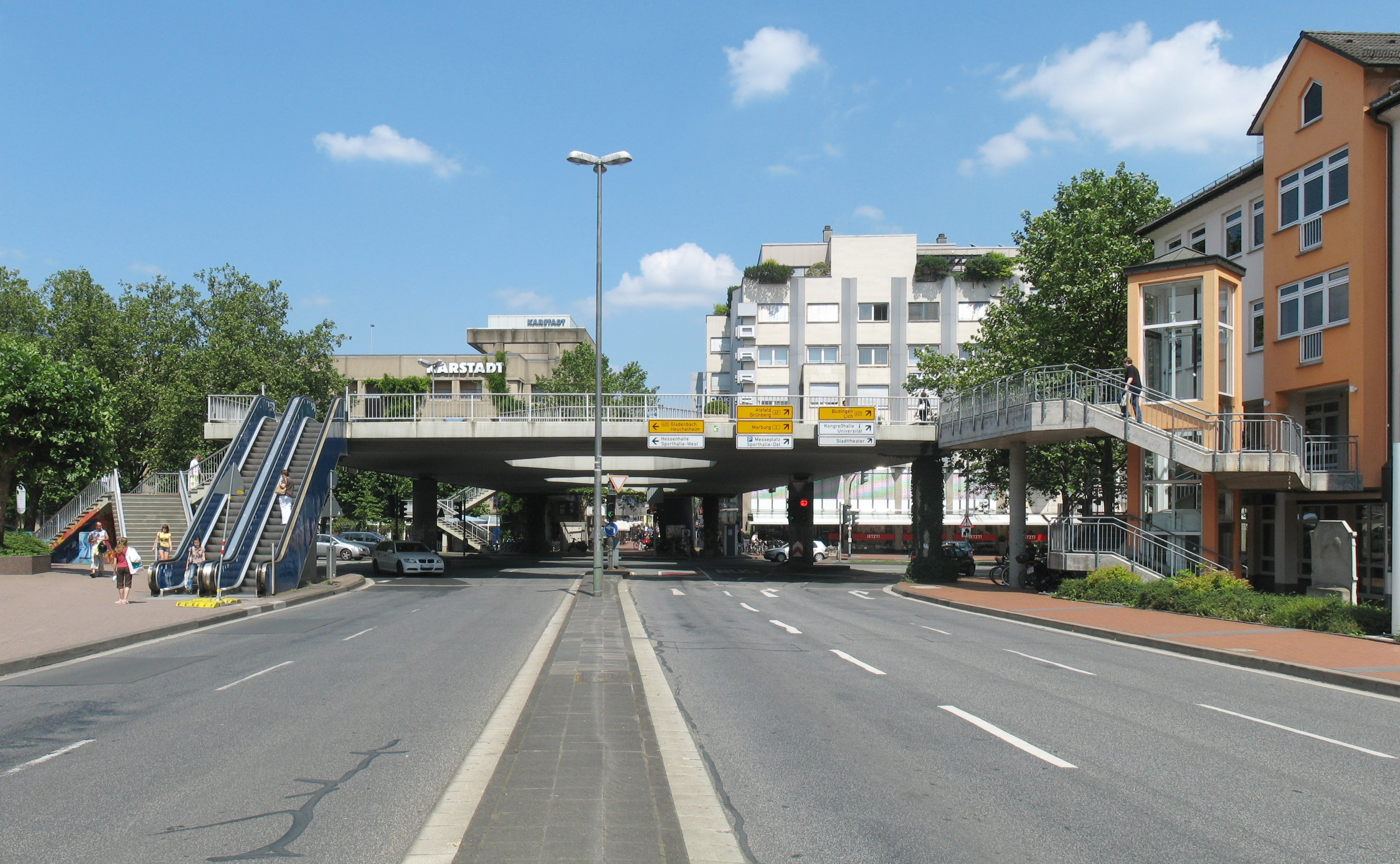
Fußgängerüberführung von 1968 am Selterstor

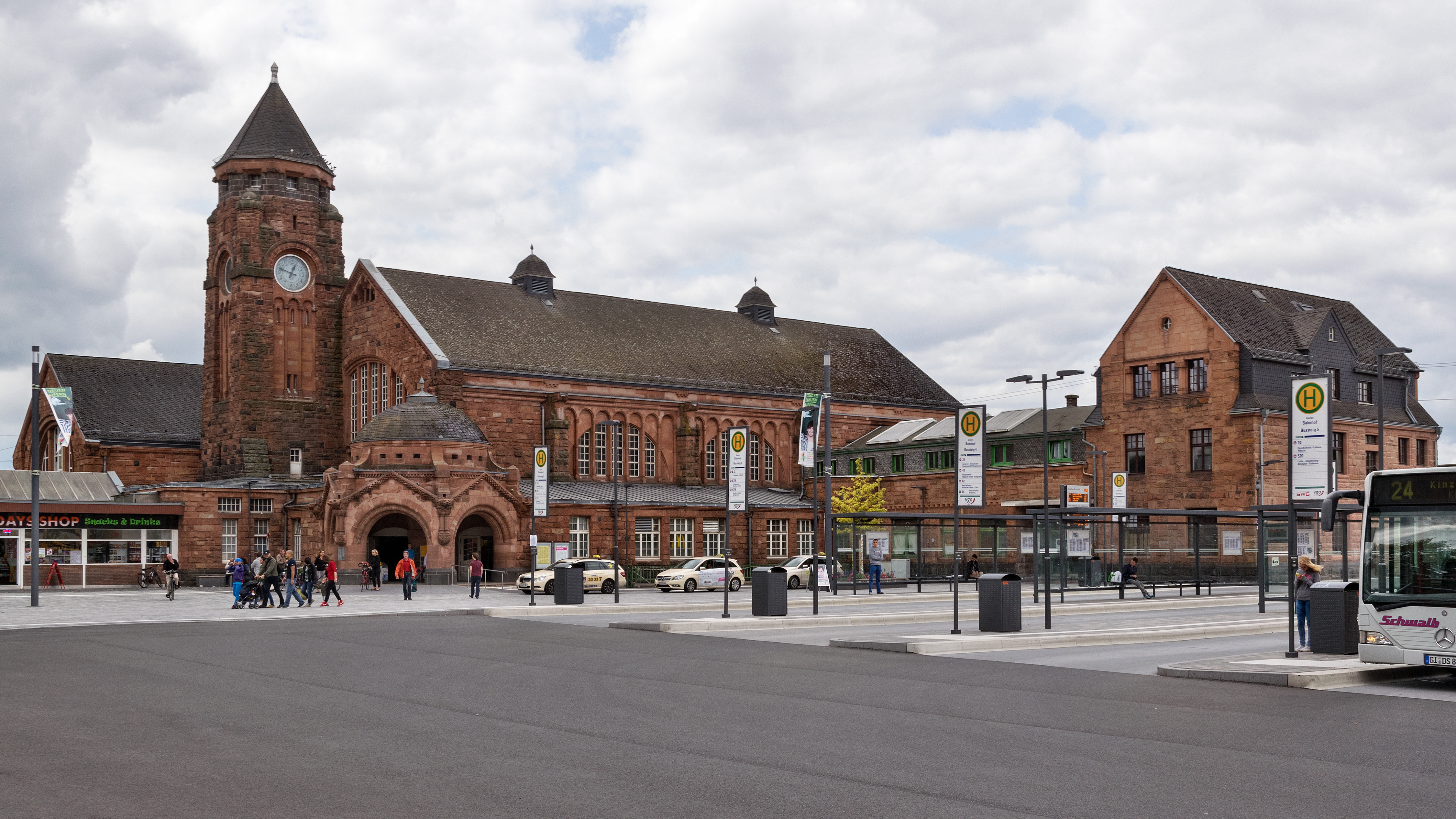
Gießener Bahnhof

Überregional bekannt und ein Wahrzeichen der Stadt ist die wuchtige Fußgängerüberführung am Selterstor, die wegen ihres Erscheinungsbildes den Spitznamen „Elefantenklo“ trägt.
Das Empfangsgebäude des Bahnhofs südlich der Innenstadt wurde 1904 bis 1906 von Ludwig Hofmann mit Anklängen an den Darmstädter Jugendstil errichtet; dabei wurden Teile des Vorgängerbaus der Main-Weser-Bahn von 1854 beibehalten.

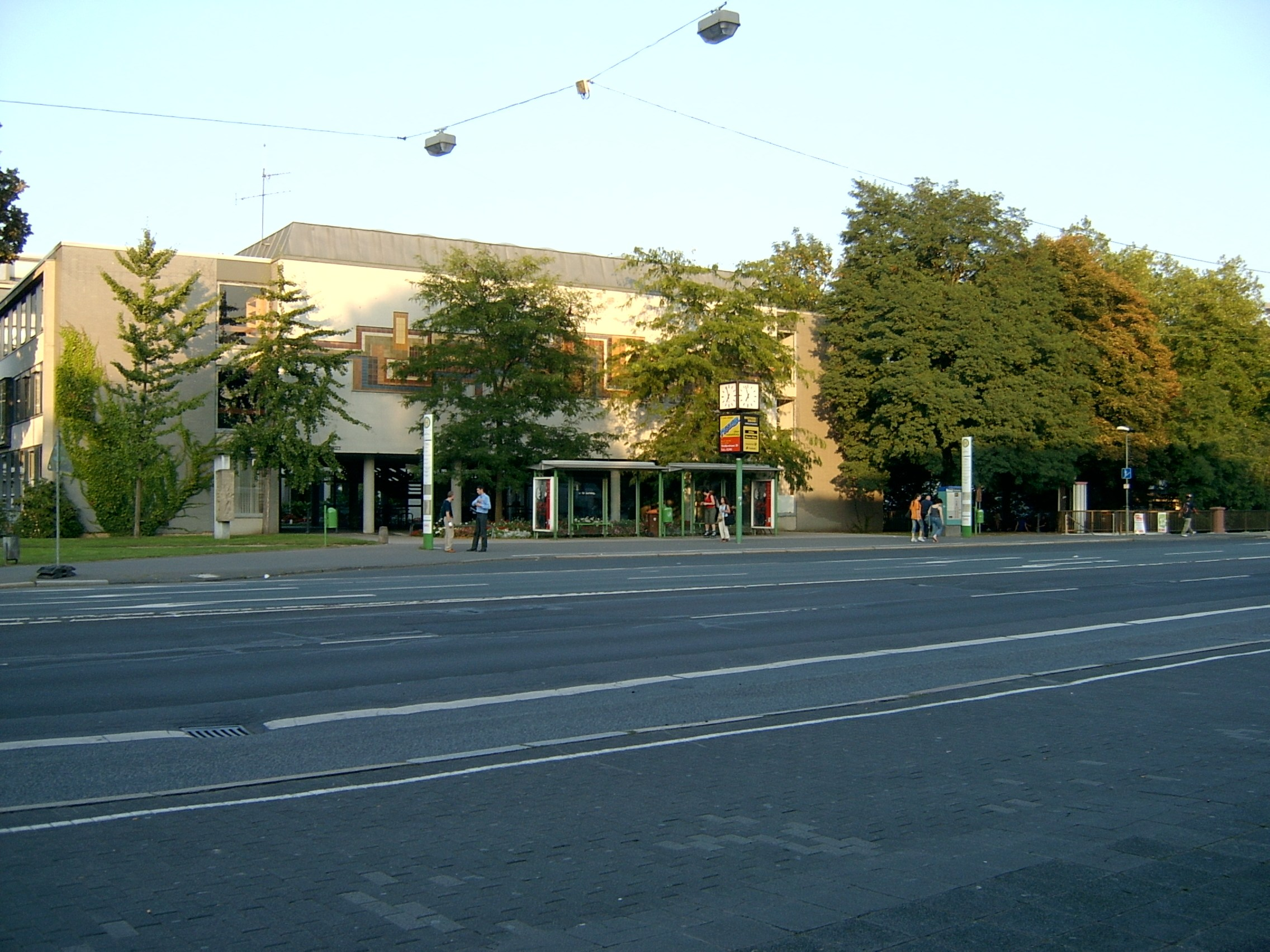
Abgerissenes altes Rathaus

Im Nordwesten der Stadt in der Nähe des evangelischen Krankenhauses befindet sich ein Bismarckturm.
Die 1884 bis 1885 erbaute Villa Leutert befindet sich in der Ostanlage und ist heute unter anderem Sitz des Standesamts.

### Berliner Platz
In den letzten Jahren fanden am und um den Berliner Platz umfangreiche Baumaßnahmen statt. Das Rathaus aus den 1950er Jahren wurde durch einen Neubau ersetzt und mit innenliegender Stadtbibliothek ausgestattet.

### Militärstandort
Gießen war nach dem Ersten Weltkrieg und den Bestimmungen des Versailler Vertrages von 1919 als Militärstandort interessant, weil es knapp außerhalb der entmilitarisierten Zone lag. In den 1930er und 1940er Jahren wurden bei der Aufrüstung rund 467 Hektar städtisches Gelände an Heer und Luftwaffe gegen einen geringen Preis abgegeben. Es entstanden weitere Kasernen: Artilleriekaserne (Bleidorn-Kaserne, später Pendleton Barracks) und Waldkaserne (Verdun-Kaserne, später Rivers Barracks) an der Licher Straße. Ein Standortübungsplatz wurde zwischen der ehemaligen Steuben-Kaserne und der Hohen Warte eingerichtet. Zu den weiteren Kasernen zählten Zeughauskaserne und Neue Kaserne (Berg-Kaserne).
1936 bis 1939 entstand ein Lazarett an der Ecke Schubertstraße/Karl-Franz-Straße. Es blieb im Zweiten Weltkrieg unzerstört und wurde, wie die Gießener Kasernen, nach 1945 zunächst von der US-Armee, ab 1951 von den französischen Streitkräften genutzt. 1957 wurde es zurückgegeben und als Bundeswehrlazarett in Dienst gestellt; später umbenannt in Bundeswehrkrankenhaus Gießen. 1997 wurde es geschlossen; das Gebäude wird nach einer Konversion inzwischen unter anderem durch das Finanzamt genutzt.
Auf dem Gelände der Verdun-Kaserne (1950–1993: Rivers Barracks des US-Militärs) an der Licher Straße unterhielt die Wehrmacht den Nachrichtenbunker Gisela, der unter anderem zur Koordination des Angriffs auf Frankreich 1940 genutzt wurde. Noch immer sind weite Teile der Anlage vorhanden. Die US-amerikanischen Streitkräfte gaben diesen Standort 1993 auf. Die Konversion der freigewordenen militärischen Flächen war Aufgabe der Stadtentwicklung und -planung. Entstanden ist hier unter anderem die Auto-Meile; zahlreiche Autohändler haben hier ihre Niederlassungen eingerichtet. In den Kasernengebäuden um den Riversplatz wurden ab 1999 Asylbewerber untergebracht und 2007 begann der Umbau zu einem Behördenzentrum: hier hat sich die Kreisverwaltung des Landkreises Gießen angesiedelt.
Gießen wurde in der Zeit nach dem Zweiten Weltkrieg Standort für Truppen der US Army. Ihr unterstand unter anderem die Steuben-Kaserne. Das US-Depot Gießen und der Standort des Army & Air Force Exchange Service (AAFES) hatten eine wichtige Versorgungsfunktion für die US Army in Europa. Zu den betreuten Liegenschaften zählte im Kalten Krieg das Sondermunitionslager Gießen und das Sondermunitionslager Alten-Buseck mit Nuklearsprengköpfen und die Patriot-Stellung Hohe Warte. Auf der Hohen Warte haben die Amerikaner heute noch einen Truppenübungsplatz. Die Genehmigung wurde 2000 erteilt, obwohl es sich mittlerweile um ein Naturschutzgebiet handelt.
Nach dem Ende des Kalten Krieges reduzierte sich die Zahl der Amerikaner stufenweise und der endgültige Abzug fand mit der Schließung des Depots im September 2007 seinen Abschluss. Das US-Depot war über Jahrzehnte ein wichtiger Wirtschaftsfaktor und beschäftigte während seiner Hochzeit bis zu 3.500 nicht-amerikanische Arbeitskräfte. Inzwischen wurde das 720.000 m² große Grundstück mit dem restaurierten Flughafen Gießen als Mittelpunkt als „Gewerbegebiet Alter Flughafen“ durch ein Unternehmen revitalisiert. Das Projekt wurde 2021 in der Kategorie „bestes Gewerbe- und Industrieprojekt“ mit dem „Brownfield24 Award“ ausgezeichnet und gilt als Beispiel für erfolgreiche Konversion.

### Schiffenberg

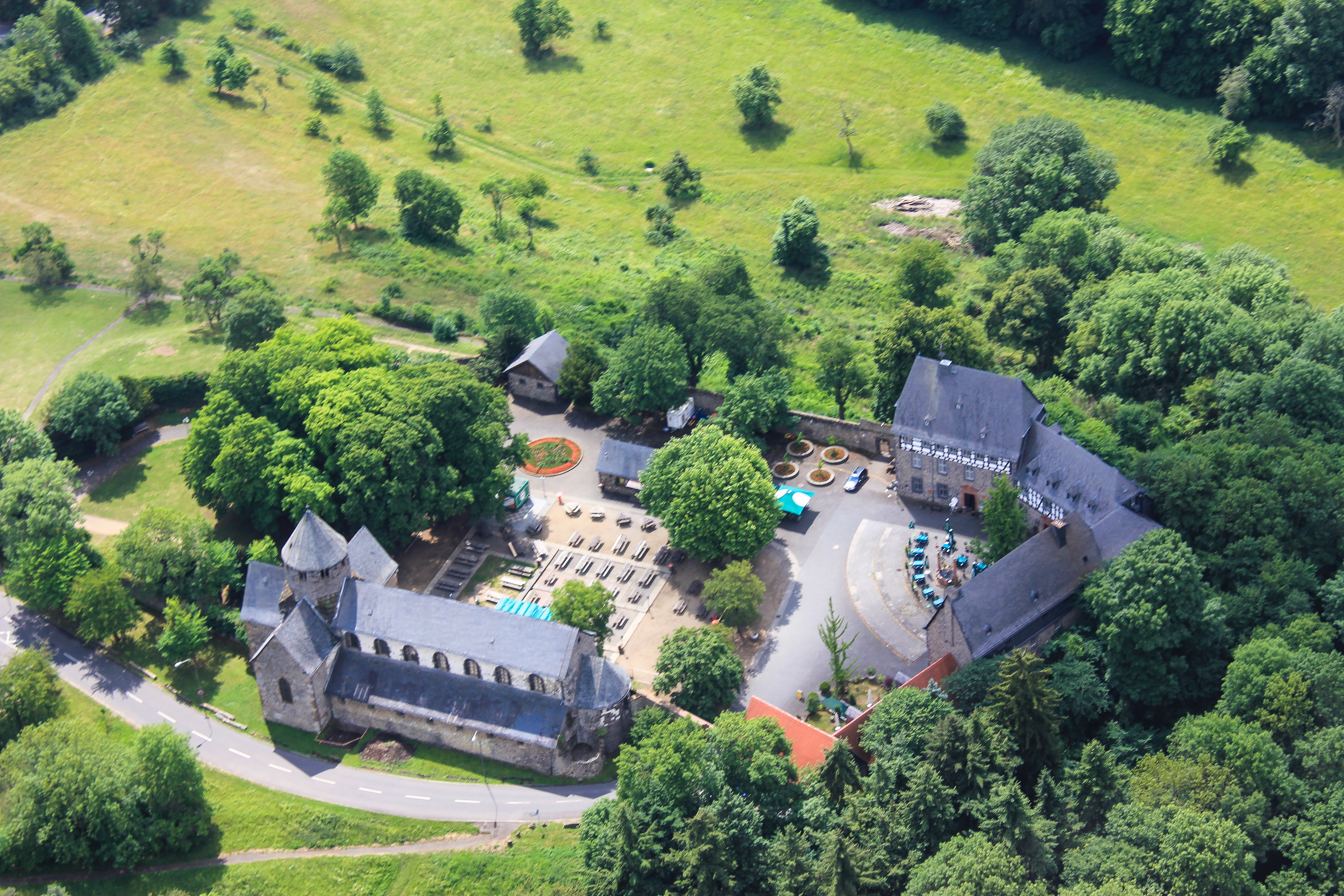
Kloster Schiffenberg

Ein beliebtes Ausflugsziel ist der rund fünf Kilometer entfernte Gießener Schiffenberg (281 m). Er wurde 1972 vom Land für die Stadt erworben. In den Gebäuden einer ehemaligen Klosteranlage (Augustiner-Chorherrenstift) wird heute ein Ausflugslokal bewirtschaftet.
Die romanische Substanz der doppelchörigen Pfeilerbasilika mit Querhaus und achtseitigem Vierungsturm rührt zum Teil noch aus dem zweiten Viertel des 12. Jahrhunderts her. Die westliche, mit Lisenen gegliederte Apsis und zwei begleitende Rundtürme (fast komplett zerstört) wurden im Verlauf des 12. Jahrhunderts angebaut. Das südliche Seitenschiff ist nicht erhalten. Der Bau verzichtet fast gänzlich auf Bauschmuck. 1323 wurde die Anlage vom Deutschen Orden übernommen, der unter anderem an der Südseite die ehemalige Komturei und an der Westseite das Gebäude der ehemaligen Propstei errichtete. 1809 wurde der Orden aufgehoben. Von der Ausstattung ist unter anderem ein frühgotischer Taufstein (13. Jahrhundert) aus Basalt im Chorraum erhalten. Die Schiffenberg-Madonna, eine thronende Muttergottesstatue aus der Zeit um 1320, befindet sich in den Sammlungen des Hessischen Landesmuseums Darmstadt.
Im Rahmen der seit 1975 auf dem Schiffenberg stattfindenden Veranstaltungsreihe „Musikalischer Sommer“ finden in den Sommermonaten zahlreiche Konzerte unter freiem Himmel statt. Von Volksmusik und Bands, die in regionaler Mundart spielen, über Jazz, Pop, Schlager bis hin zu Chorkonzerten und Theateraufführungen finden Kulturfreunde hier ein breit gefächertes Angebot. Auch jenseits der Stadtgrenzen bekannte Künstler gaben hier schon Gastspiele, so zum Beispiel 2002 die Kölner Band BAP, Rose Nabinger, 2003 Götz Alsmann sowie 2007 Juli.

### Luftschutztürme

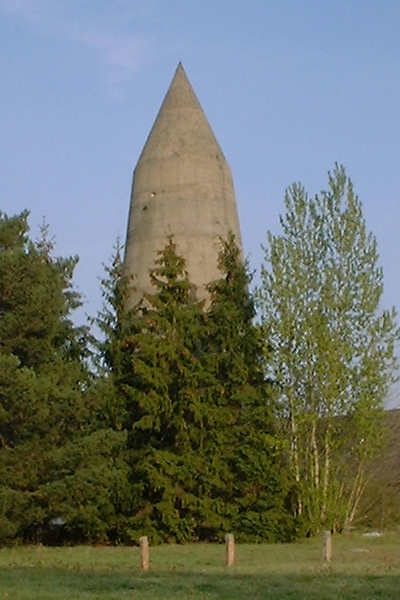
Luftschutzturm in der Grünberger Straße (17. März 2006)

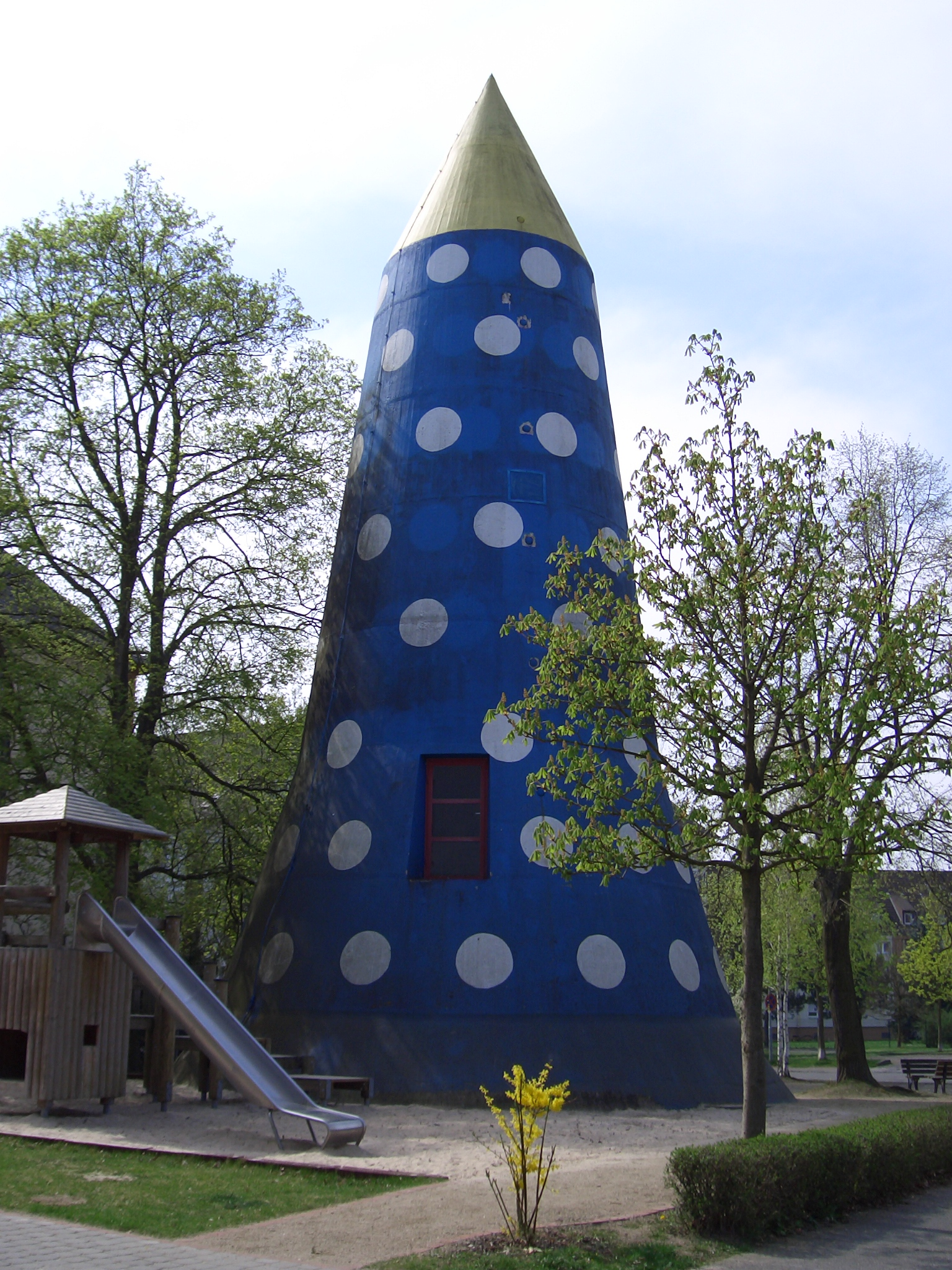
Luftschutzturm in der Grünberger Straße (12. April 2009)

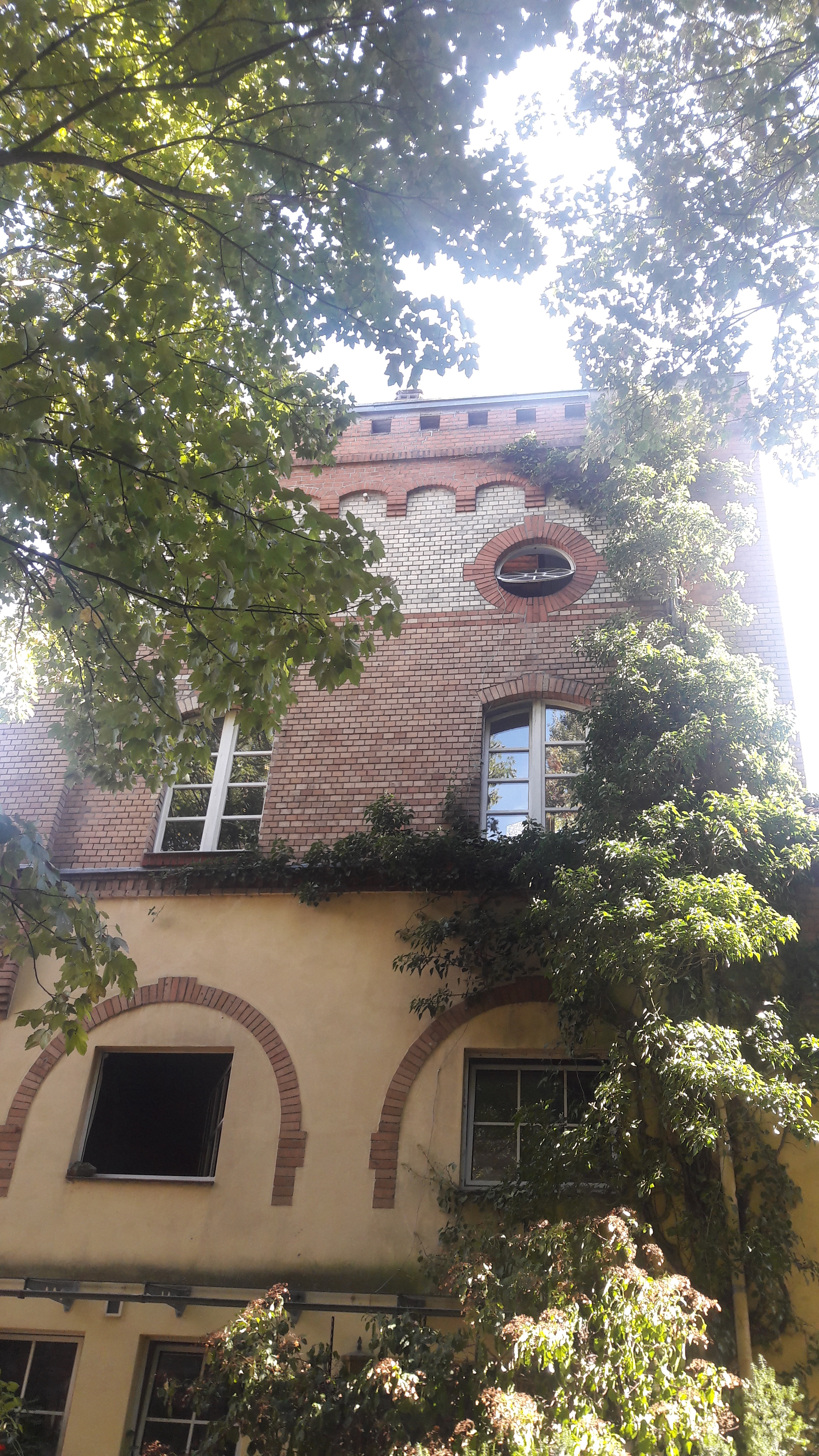
Unterer Hardthof

In Gießen und Umgebung sind insgesamt acht Luftschutztürme der Bauart Winkel erhalten, die nach ihrem Erscheinungsbild auch als „Betonzigarre“ oder „Zuckerhut“ bezeichnet werden. Damit hat Gießen die höchste Dichte von Luftschutztürmen dieser Bauart. Zwei der Luftschutztürme befinden sich in den ehemaligen Pendleton-Barracks der US Army (vormals Bleidorn-Kaserne) an der Hannah-Arendt-Straße, die 1996 in ein Wohngebiet umgewandelt wurde. Zwei weitere sind in den ehemaligen Rivers Barracks (vormals Verdun-Kaserne), die mittlerweile das administrative Zentrum des Landkreises Gießen beheimatet, zu finden. Die Standortangaben der anderen Türme finden sich in der Liste der Hochbunker der Bauart Winkel.

### Badenburg

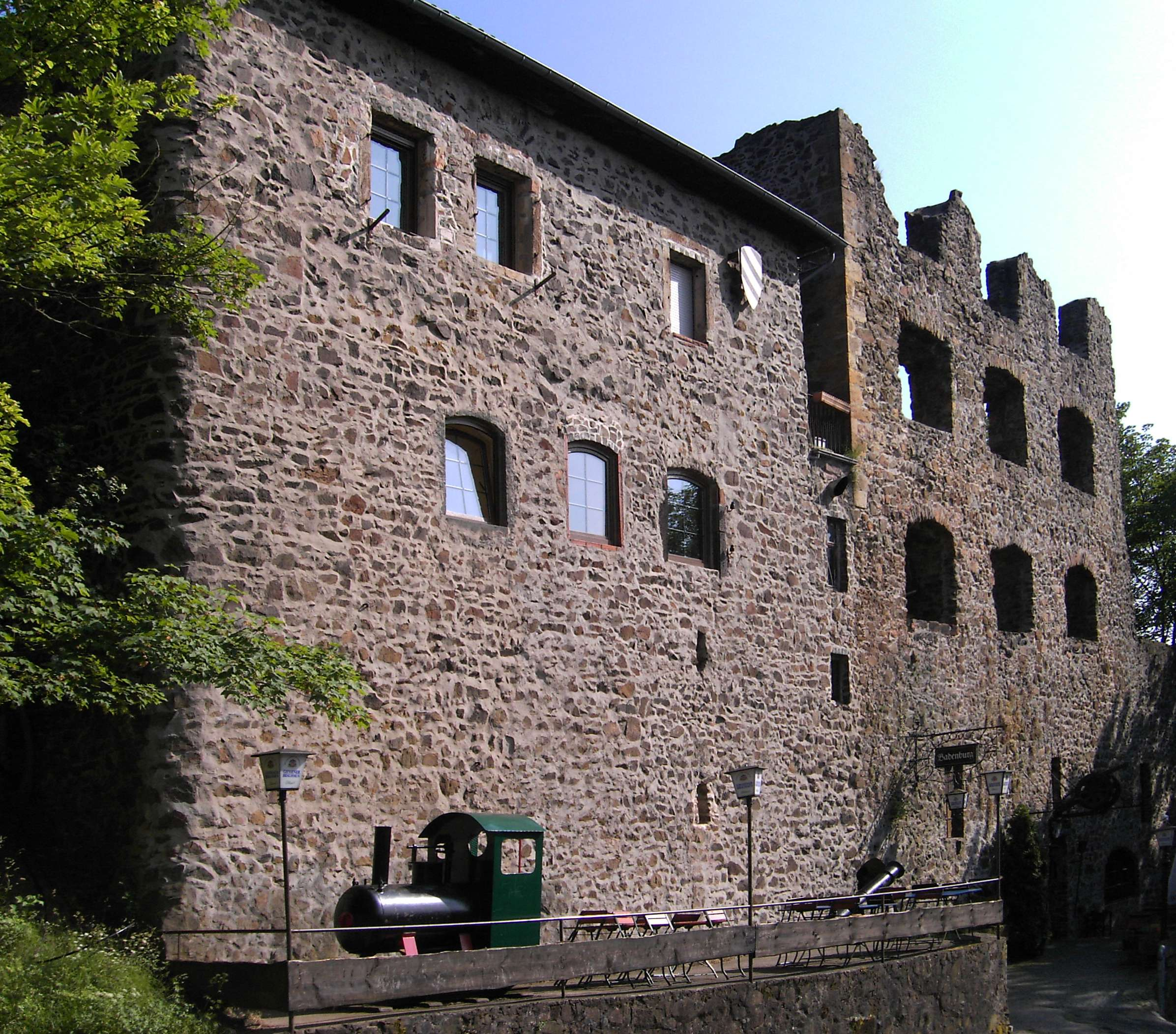
Badenburg

Die Ruine der Badenburg im Nordwesten des Stadtgebiets liegt in der Siedlung In der Hunsbach nahe der Nachbarstadt Lollar. Sie wurde 1358 nach einem Lehen des hessischen Landgrafen Heinrich II. von der Vasallenfamilie von Weitolshausen erbaut und diente als Wohnstätte, bis sie im Dreißigjährigen Krieg zerstört wurde. Auch Georg Büchner weilte auf der Badenburg und verfasste dort seinen Hessischen Landboten.
Mittlerweile befindet sich in ihren Ruinen eine Gaststätte.

### Unterer Hardthof
Von 1890 bis 1924 war die Brauerei Textor, ab 1892 als Brauerei Bichler, mit ihren großzügigen Anlagen ein Freizeittreffpunkt der Gießener Bürger und auch der Besucher aus der Umgebung. Textor war ehemals eine der großen Brauereien Hessens. Eine ausgedehnte Terrasse, eine große Radrennbahn mit Tribüne, ein Kinderspielplatz mit vielen Turn- und Spielgeräten und Tennisplätze boten vielerlei attraktive Möglichkeiten der Freizeitgestaltung. Auf der Radrennbahn wurden internationale Rennen gefahren. Nach dem Tod Textors baute Georg Bichler die Brauerei aus. Unter seiner Regie entstanden die bis heute signifikanten Bauten wie die Mälzerei, die Aufbauten auf den Eiskellern und das turmartige Sudhaus, die noch heute das Bild des Unteren Hardthofs prägen.
1924 übernahm die Stadt Gießen die Anlage und verpachtete sie an die Universität als Versuchsgut, und im folgenden halben Jahrhundert verfielen die nur teilgenutzten Gebäude allmählich bis Anfang der 70er Jahre – im Zuge der Planung des neuen Krankenhauses auf der Hardthöhe – ein Abbruch der ehemaligen Brauereigebäude erwogen wurde. Eine 1976 entstandene „Interessengemeinschaft Unterer Hardthof“, ein Zusammenschluss von Künstlern und Kulturschaffenden, konnte den Komplex von der Stadt übernehmen und für ihre Zwecke auszubauen. Schließlich wurde das komplette Ensemble als Kulturdenkmal eingestuft. Besonders eindrucksvoll sind die auch auf größere Entfernung sichtbaren zweifarbigen, stark gegliederten Klinkerfassaden, die Rundbogen und Zinnenmotive, aber auch die unterirdischen Brauereianlagen, die Kopfsteinpflasterung und der alte Baumbestand.

### Parks

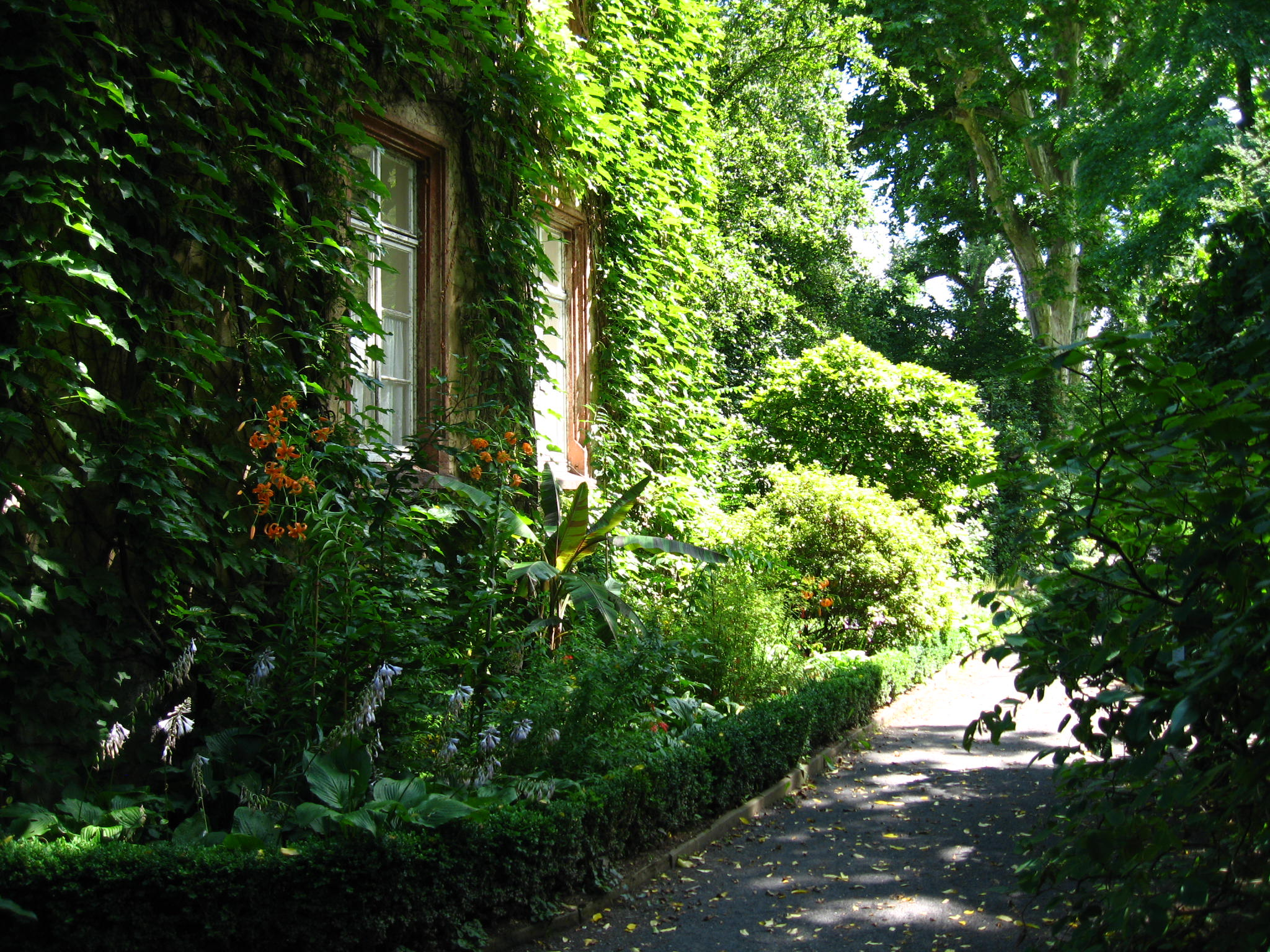
Eingang zum Hortus medicus

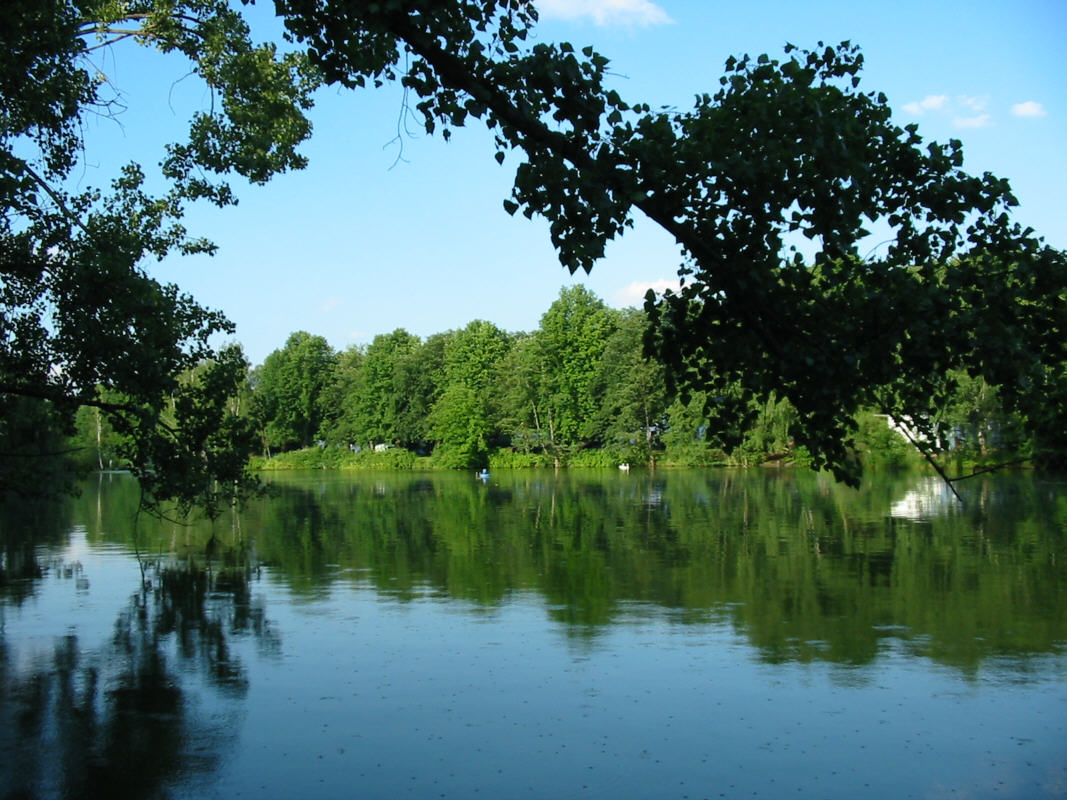
Schwanenteich

- Der zur Universität gehörige Botanische Garten von 1609 ist der älteste universitäre Pflanzengarten in Deutschland, der sich noch am ursprünglichen Ort befindet. Zwei Jahre nach der Universitätsgründung wurde er von dem Botaniker und Mediziner Ludwig Jungermann (1572–1653) als „Hortus medicus“ angelegt.
- An der Rückseite des Botanischen Gartens befindet sich der Park an der Ostanlage. Er besteht als städtische Zieranlage mit kleinem Teich und Fontäne, die gegen Ende des 19. Jahrhunderts entstand und von einem Graben begrenzt war.[85]
- Der Theaterpark des Stadttheaters Gießen ist zwischen Südanlage und Johannesstraße in der Nähe des Berliner Platzes gelegen. In ihm befinden sich eine Skulpturensammlung des Gießener Bildhauersymposiums und das Röntgendenkmal. Die Anlage um das Theater lädt neben Veranstaltungen im Sommer zum Verweilen und Aufenthalt ein.
- Der Kunstweg Gießen, der durch die Universitätsabschnitte des Philosophikums I und II verläuft, verbindet über den parkähnlichen Grünstreifen entlang des Alten Friedhofs an der Licher Straße die Innenstadt. An der Einmündung des Nahrungsbergs befindet sich der Neue Kunstverein Gießen.
- Auch das teilweise noch sumpfige Naherholungsgebiet zwischen Wieseck und dem Philosophenwald, der Schwanenteich (Gießen), ist eine Erwähnung wert. Er besteht aus mehreren Abschnitten und ist ringsum von Gehwegen, einer Laubbaumallee und der grünen Natur umgeben. Das Gebiet ist der Ausläufer des Saums entlang der Wieseck, die Wieseckaue, die Gießen von Norden aus ungefähr auf Höhe der THM am Innenstadtrand erreicht und von dort als eingewachsener Kanal die Gründerzeitquartiere um das alte Stadtzentrum umfließt. Ein beliebter Platz zum Sonnen ist er mit seiner direkten Nähe zum Schwimmbad Ringallee, einem ebenso häufig genutzten Freizeitziel Gießens.
- Gießen richtete 2014 die 5. Hessische Landesgartenschau unter dem Motto „Auf zu neuen Ufern“ aus.[86] Im Zuge der Landesgartenschau entstanden an der Lahn die Mühlengärten und das Gebiet um den Schwanenteich wurde im Anschluss an sie zum Stadtpark Wieseckaue.→ Hauptartikel: Landesgartenschau Gießen 2014

### Sport
Gießen verfügt über eine Reihe bekannter Sportvereine. Hier ist die lange in der Herren-Basketball-Bundesliga spielende Mannschaft zu Hause; sie spielte unter den Namen MTV 1846 Gießen, jetzt Jobstairs Gießen 46ers. Sie hat bislang sowohl fünf deutsche Meisterschaften (1965, 1967, 1968, 1975, 1978) als auch drei deutsche Pokalsiege (1969, 1973, 1979) erringen können. Die Mannschaft spielte zwischen 2014 und 2016 in der 2. Basketball-Bundesliga, wo sie nach dem Abstieg aus der Basketball-Bundesliga 2022 wieder spielt. Die zweite Mannschaft spielt als Depant Giessen46ers Rackelos in der ProB. Zudem gehört der MTV 1846 Gießen zu den ältesten noch existierenden Sportvereinen Deutschlands.
In der Vergangenheit gelangten die Bundesliga-Volleyballer des USC Gießen (Deutscher Meister 1982, 1983, 1984; Deutscher Pokalsieger 1984), die Handballfrauen des TV Lützellinden oder auch die Tischtennis-Spieler des Gießener SV (GSV) zu überregionalen Titelehren. Die Handballerinnen des TV Lützellinden, eine der erfolgreichsten deutschen Mannschaften der 1990er Jahre, erhielten 2004 keine Lizenz mehr für die Handball-Bundesliga und wurden 2005 endgültig vom Spielbetrieb abgemeldet.
Im Tischtennis spielte in den 1970er Jahren die Damenmannschaft des Gießener SV in der Bundesliga. Bekannte Spielerinnen waren Christa Federhardt-Rühl, Britta Heilmann, Heidrun Röhmig-Flick, Bärbel Zips, Gerlinde Glatzer, Gertrud Potocnik, Gisela Jakob, Karen Senior, Ulla Licher, Heike Kohl, Miriam Jupa, Angelika Schreiber und Evelin Ogroske. 1982 löste sich diese Mannschaft auf.
Der Rudersport ist mit drei Vereinen (WSV Hellas Gießen, Gießener Ruderclub Hassia 1906, Gießener Rudergesellschaft) vertreten. Der erfolgreichste und zugleich älteste unter ihnen ist die Gießener Rudergesellschaft 1877. 1954 gründeten die drei Vereine den Regatta-Verein Gießen, der als Ausrichter bzw. Veranstalter der mittlerweile größten Ruderregatta Deutschlands fungiert, der Internationalen Gießener Pfingstregatta. Auf der Regattastrecke an der Lahn gingen in den letzten Jahren jeweils mehr als 2000 Ruderinnen und Ruderer aus ganz Deutschland und dem europäischen Ausland an den Start. Die Gießener Pfingstregatta ist zudem eine der ältesten Regatten in Deutschland – die erste Ruderregatta fand bereits 1882 in Gießen statt. Seit 2012 stellen der Gießener Ruderclub Hassia und die Gießener Rudergesellschaft gemeinsam den Gießen-Achter, der in der Ruder-Bundesliga startet.
Im Behindertensport ist der VRGB Gießen 1953 erfolgreicher Vertreter der Stadt Gießen. Die Frauenmannschaft im Bosseln (Reha-Sport) errang 2014 den Titel des Hessenmeisters. 2021 bewarb sich die Stadt als Host Town für die Gestaltung eines viertägigen Programms für eine internationale Delegation der Special Olympics World Summer Games 2023 in Berlin. 2022 wurde sie als Gastgeberin für Special Olympics Elfenbeinküste ausgewählt. Damit wurde sie Teil des größten kommunalen Inklusionsprojekts in der Geschichte der Bundesrepublik mit mehr als 200 Host Towns.
Außerdem gibt es in Gießen Deutschlands älteste Tanzschule, die Tanzschule Bäulke – gegründet 1787. Sie wird derzeit in der sechsten Generation fortgeführt. Des Weiteren gibt es in Gießen einen Schützenverein mit der größten Bogenabteilung Hessens. Mit der Damenmannschaft der TSG Wieseck hatte Gießen bis einschließlich 2009 auch eine Leichtathletik-Bundesliga-Mannschaft. Neben den genannten Vereinen hat Gießen noch eine Vielzahl von Fußballvereinen, etwa den FC Gießen, der zum 1. Juli 2018 nach dem Zusammenschluss des VfB Gießen mit dem SC Teutonia Watzenborn-Steinberg entstand und dessen Herrenmannschaft von 2019 bis 2022 und 2024/25 in der Regionalliga Südwest spielte, die TSG Wieseck und die Fußballabteilung des MTV 1846 Gießen sowie des TSV Rödgen.

### Ortsneckname

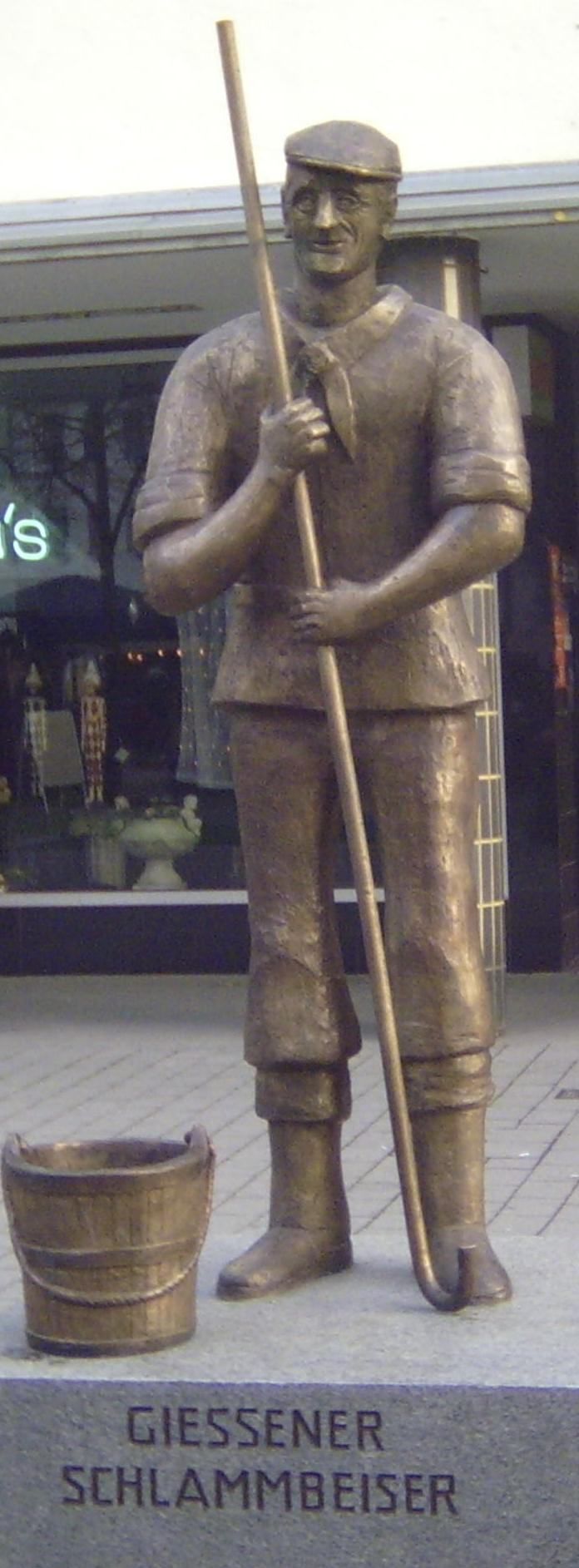
Denkmal für den historischen Gießener Schlammbeiser

Der oft verächtlich benutzte Begriff Schlammbeiser, auch Schlammp-Eiser, ist der Ortsneckname der Gießener Bevölkerung. Der Begriff geht zurück auf das „Schlamp-Eisen“, ein Werkzeug eines Kanalreinigers („Schlamp-Eissers“), der – bevor es geschlossene Kanalisationen gab – den Müll und Schmutz der Häuser („Schlammp“) mit einer langen Eisenstange („Eisen“) holte und mit Holzkarren außerhalb des Ortes entsorgte. Zwischen den Häusern gab es oft kleine Gassen, in denen Kübel standen. In dem Freiraum über diesen Gassen hingen die Aborte der Häuser. Die Schlammbeiser zogen mit ihren langen Stangen die Kübel aus den kleinen Gassen heraus und leerten sie.
Im November 2005 wurde auf dem Gießener Kirchenplatz ein durch Spendengelder finanziertes Denkmal für den historischen Gießener Schlammbeiser eingeweiht. Die Statue scheint Ähnlichkeit mit dem Initiator der Spendenkampagne zur Errichtung des Denkmals, Axel Pfeffer, zu haben. Der Schlossermeister vertritt als regional bekannte Fastnachtsfigur Schlammbeiser die Gießener Bevölkerung „in der Bütt“.
Der Name wird außerdem verwendet:
1. für die Schlammbeiser Kirmes am Messeplatz und den Schlammbeiser Krämermarkt
2. für das von der Stadt und den Lahnanliegern organisierte Fest „Schlammbeisers Lahnlust“
3. für ein Bier der 2017 gegründeten Gießener Brauerei GmbH & Co. KG[89]
4. als Namensgeber für Gießener Vereine
5. Schiffsname beim Gießener Marineverein e. V.
6. für das Schlammbeiser-Science-Camp der Gießener Stadtwerke für Grundschulkinder

1991 wurde Charly Weller für seinen Spielfilm „Schlammbeißer“ mit dem Max-Ophüls-Förderpreis ausgezeichnet.

## Wirtschaft und Infrastruktur

Gießener Ring zwischen A 5 und A 45

### Verkehr
Gießen ist ein Verkehrsknotenpunkt Mittelhessens und Hessens und verbindet zum Beispiel Fulda, Kassel, Frankfurt am Main und Siegen miteinander. Das Lahntal bündelt die Verkehrsströme aus Norden (Marburg, Kassel) und Westen (Wetzlar, Limburg, Koblenz), die Wetterau schafft die Verbindung nach Süden (Frankfurt).

#### Straßenverkehr
Gießen ist umgeben von einem Teil-Autobahn-Netz, dem Gießener Ring. Dieser besteht aus den regionalen Autobahnen A 480 (von Wettenberg zum Reiskirchener Dreieck) und A 485, der im Westteil des Rings verlaufenden B 429 sowie der überregionalen B 49 (Trier-Wetzlar-Alsfeld). Die A 485 ersetzt im Gießener Raum die Bundesstraße 3, die früher mitten durch Gießen verlief.
Komplettiert wird das Autobahnnetz mit den überregional und international bedeutenden Autobahnen A 5 von Frankfurt nach Kassel und A 45 von Dortmund nach Aschaffenburg. In südöstliche Richtung nach Lich und Hungen verläuft außerdem die Bundesstraße 457.
Das Stadtgebiet wurde nach den schweren Kriegszerstörungen autogerecht wiederaufgebaut, breite Einfallstraßen führen zu einer vierspurigen Ringstraße im Verlauf der ehemaligen Wallanlagen. Die einzelnen Abschnitte des Anlagenrings gehören zu den meistbefahrenen Orten der Stadt. Der Stadtkern innerhalb der ehemaligen Wallanlagen ist seit den 1980er Jahren für den Autoverkehr weitgehend gesperrt.
Zudem verfügt Gießen seit 2005 über ein Parkleitsystem, das die Stadt in vier Parkzonen (Nord, Süd, Ost und West) einteilt und in den jeweiligen Bereichen die Anzahl an freien Parkplätzen auflistet.
Im Gießener Stadtgebiet gibt es zwei Lahnüberquerungen: Die Sachsenhäuser Brücke verbindet in Höhe des Oswaldsgartens die Gießener Weststadt direkt mit der Innenstadt. 300 m weiter südlich liegt die Konrad-Adenauer-Brücke und nimmt den Verkehr in Richtung Heuchelheim auf. Anlässlich der Landesgartenschau 2014 wurde in der Verlängerung der Sudetenlandstraße eine neue Rad- und Fußwegebrücke geplant, welche die Nordstadt mit dem Stadtteil Gießen-West verbindet. Der nach einem Gießener Rudersportler benannte Christoph-Rübsamen-Steg wurde am 1. Mai 2014 eröffnet.

#### Schienenverkehr

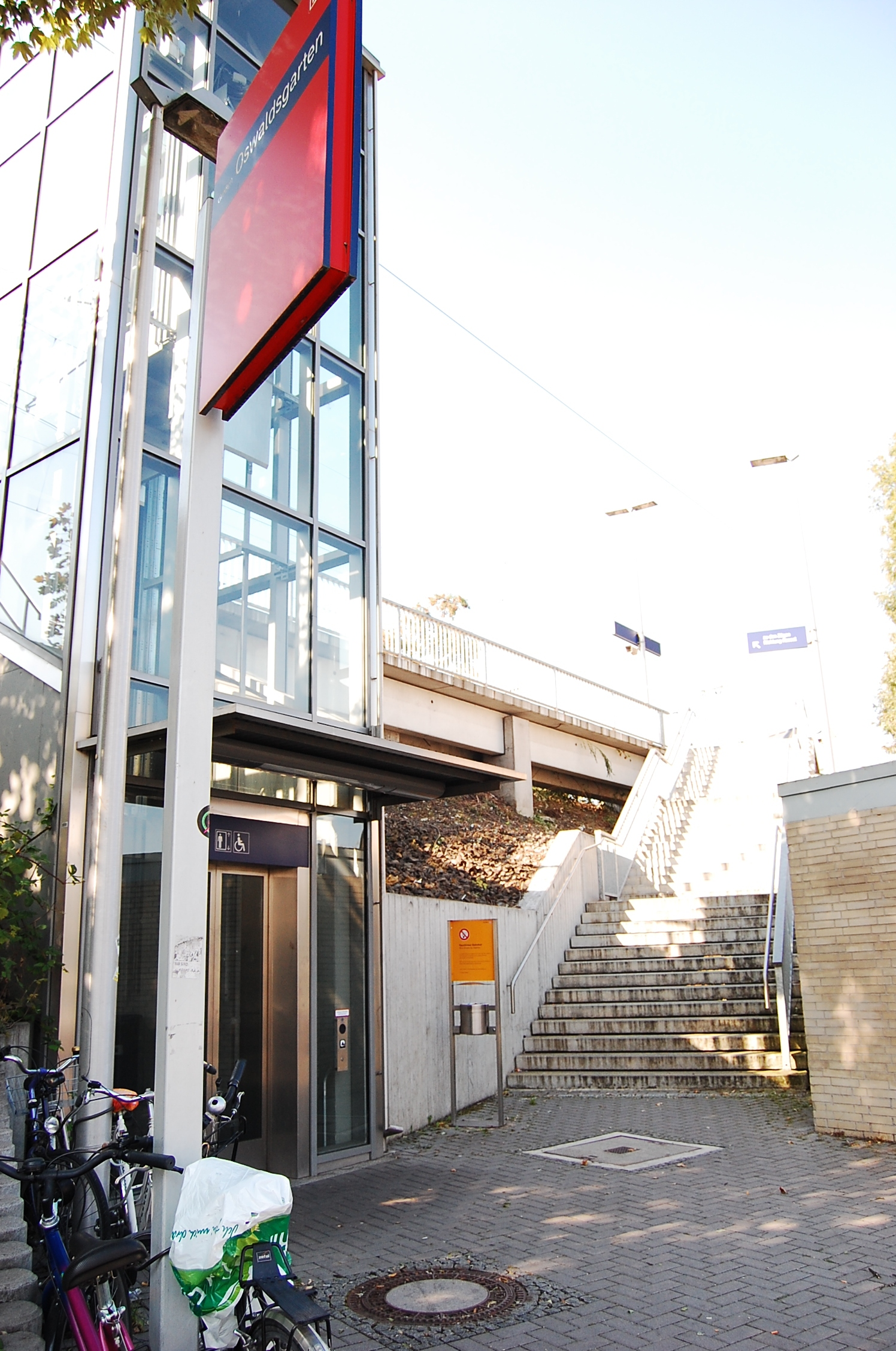
Zugstation am Oswaldsgarten

Der Bahnhof Gießen ist bis heute ein Knotenpunkt im Bahnverkehr. Der Bau der Schnellfahrstrecke Hannover–Würzburg in den 1980er Jahren, die den Fernverkehr zwischen Frankfurt und Kassel heute statt über Gießen über Fulda leitet, verschob die Bedeutung im Bahnnetz allerdings zugunsten der osthessischen Stadt.
Die wichtigste Bahnstrecke in Gießen ist die in Nord-Süd-Richtung verlaufende Main-Weser-Bahn von Frankfurt nach Kassel. Die Köln-Gießener Eisenbahn über Wetzlar und Siegen verbindet Mittelhessen mit dem Rheinland und dem Ruhrgebiet. Durchbindung an die Lahntalbahn nach Wetzlar. Ab Wetzlar folgt die Verbindung dem Fluss über Limburg bis Koblenz. Die Vogelsbergbahn nach Alsfeld und Fulda umgeht das Gebirge, wie auch die Autobahn A 5, an seiner Nordseite. Die Bahnstrecke Gießen–Gelnhausen führt an den südlichen Ausläufern des Vogelsberges vorbei, durch die östliche Wetterau ins Kinzigtal. Hierbei führt sie durch die Städte Pohlheim, Lich, Hungen, Nidda und Büdingen.
Gießen besitzt einen Bahnhof und folgende Haltepunkte:
- Licher Straße (Haltepunkt an der Vogelsbergbahn)
- Erdkauter Weg (Haltepunkt an der Bahnstrecke Gießen–Gelnhausen)
- Oswaldsgarten (Haltepunkt an der Main-Weser-Bahn für Regionalzüge von und nach Marburg; Eröffnung 2004)
- Watzenborn-Steinberg (Haltepunkt an der Bahnstrecke Gießen–Gelnhausen, liegt auf Gießener Stadtgebiet, jedoch nach dem benachbarten Ort benannt)

Hinzu kommen der Güterbahnhof sowie der im Stadtteil Kleinlinden gelegene Abzweigbahnhof Gießen-Bergwerkswald, der eine direkte Verbindung der Strecken von/nach Frankfurt bzw. Wetzlar unter Umgehung des Bahnhofs Gießen ermöglicht. Bis 2003 gab es in Gießen ein Bahnbetriebswerk.

#### Busverkehr
Den Nahverkehr in Gießen bestreiten heute unter anderem die Stadtwerke Gießen mit 16 Omnibuslinien. Gießen besaß von 1909 bis 1953 eine Straßenbahn und von 1941 bis 1968 Oberleitungsbusse. Seit Oktober 2008 werden im Auftrag der Stadt am Wochenende zwei stündlich verkehrende Nachtbuslinien betrieben, deren Nutzung kostenfrei ist.

#### Flugverkehr
Gießen verfügt südwestlich über den Flugplatz Gießen-Lützellinden mit asphaltierter Landebahn und nordöstlich über das Segelfluggelände Gießen-Wieseck. Der ehemalige Flughafen Gießen wurde nach dem Zweiten Weltkrieg geschlossen, hier entstand das US-Depot Gießen.
Der Flughafen Frankfurt Main ist etwa 70 Kilometer entfernt.

### Medien
Gießen ist eine der wenigen deutschen Städte mit unter 100.000 Einwohnern, die über zwei redaktionell unabhängig voneinander erscheinende Tageszeitungen verfügen. Sowohl der Gießener Anzeiger, eine der ältesten noch erscheinenden Tageszeitungen Deutschlands (ab 1750 als Gießener Wochenblatt), als auch die Gießener Allgemeine Zeitung (von 1946 bis 1966 erschienen als Gießener Freie Presse) versorgen die Bevölkerung mit Neuigkeiten. Beide Zeitungen verfügten lange über eigene Druck- und Verlagshäuser. Die Druckerei des Gießener Anzeigers wurde Ende Dezember 2017 geschlossen. Im Oktober 2021 verkaufte die VRM aus Mainz den „Gießener Anzeiger“ an die Mittelhessische Druck- und Verlagsgesellschaft, die ebenso zur Zeitungsholding Hessen gehört wie die „Gießener Allgemeine“ oder die „Frankfurter Rundschau“. Außerdem werden in Gießen die Gießener Zeitung, die samstags kostenlos alle rund 38.000 Haushalte der Stadt mit Informationen von Hobbyreportern versorgt, sowie der Extra Tipp und das Sonntag-Morgenmagazin, die donnerstags bzw. sonntags kostenlos herausgegeben werden, verteilt.
Der Hessische Rundfunk unterhält sein Studio für die Region Mittelhessen in der Stadt, und auch der hessische Privatsender Hit Radio FFH sowie RTL Hessen sind mit Regionalstudios vertreten. Zudem gibt es noch einen Bürgerfernsehsender, den Offenen Kanal Gießen, der seinen Sitz im Unteren Hardthof nahe dem Evangelischen Krankenhaus hat.
Zu weiteren Angeboten gehört die Gießen App, die von der Distama GmbH betrieben wird und seit 2014 zum Download zur Verfügung steht.

### Bildung
Die wichtigste und bekannteste Bildungseinrichtung der Stadt ist die Justus-Liebig-Universität (JLU). Sie wurde bereits 1607 von Landgraf Ludwig V. gegründet und hieß nach ihm bis 1945 Ludwigsuniversität oder Ludoviciana. Dem Landgrafen ist die Universität dennoch bis heute verbunden: Das Hauptgebäude der JLU steht in der Ludwigstraße in der südlichen Innenstadt. 2005 waren 21.177 Studierende an der JLU immatrikuliert, zum Wintersemester 2011 wurde erstmals die Marke von insgesamt 25.000 Studierenden und 6000 Erstsemestern überschritten. Der Schwerpunkt der Lehre liegt auf den naturwissenschaftlichen und medizinischen Fächern. Die JLU bietet als eine der wenigen Universitäten in Deutschland auch Veterinärmedizin und Agrarwissenschaften an.
Neben den Gebäuden an der Ludwigstraße sind die Institute der Universität in zwei großen Bereichen konzentriert, dem Philosophikum I und II im Osten der Stadt sowie den medizinischen und naturwissenschaftlichen Instituten im Süden von Gießen, wo sich auch das privatisierte Universitätsklinikum Gießen und Marburg befindet. Rund 500 Meter nordwestlich des Philosophikums I liegt der eigenständige Campus der Wirtschaftswissenschaften und Rechtswissenschaften.
Die zweite Hochschule in Gießen ist die 1971 gegründete Technische Hochschule Mittelhessen, ehemals Fachhochschule Gießen-Friedberg (Ursprung: die 1838 gegründete Gewerbeschule), mit gut 17.500 Studierenden, davon 10.600 am Campus Gießen (Sommersemester 2018).
Als dritte, jedoch private Hochschule hat die Freie Theologische Hochschule Gießen als erste evangelikale Hochschule in Deutschland im Oktober 2008 ihren Betrieb aufgenommen. Sie ist aus der ehemaligen Freien Theologischen Akademie hervorgegangen.
In der Abteilung Gießen der Hessischen Hochschule für Polizei und Verwaltung waren 2015 410 Studierende eingeschrieben.
Am Standort Gießen der Verwaltungs- und Wirtschafts-Akademie sind 191 Studierende eingeschrieben.
Gießen gilt mit einer Studierendenquote von 42 Prozent als Stadt mit der höchsten Studierendendichte in Deutschland. Auf rund 89.000 Einwohner kommen insgesamt rund 37.000 Studenten.
Das Katholische Bildungswerk Oberhessen ist Träger der Katholischen Erwachsenenbildung im Bistum Mainz in den Kreisen Vogelsberg, Gießen und der Wetterau.
Zwei Jahre vor der Gründung der Universität wurde das Landgraf-Ludwigs-Gymnasium als Lateinschule gegründet.

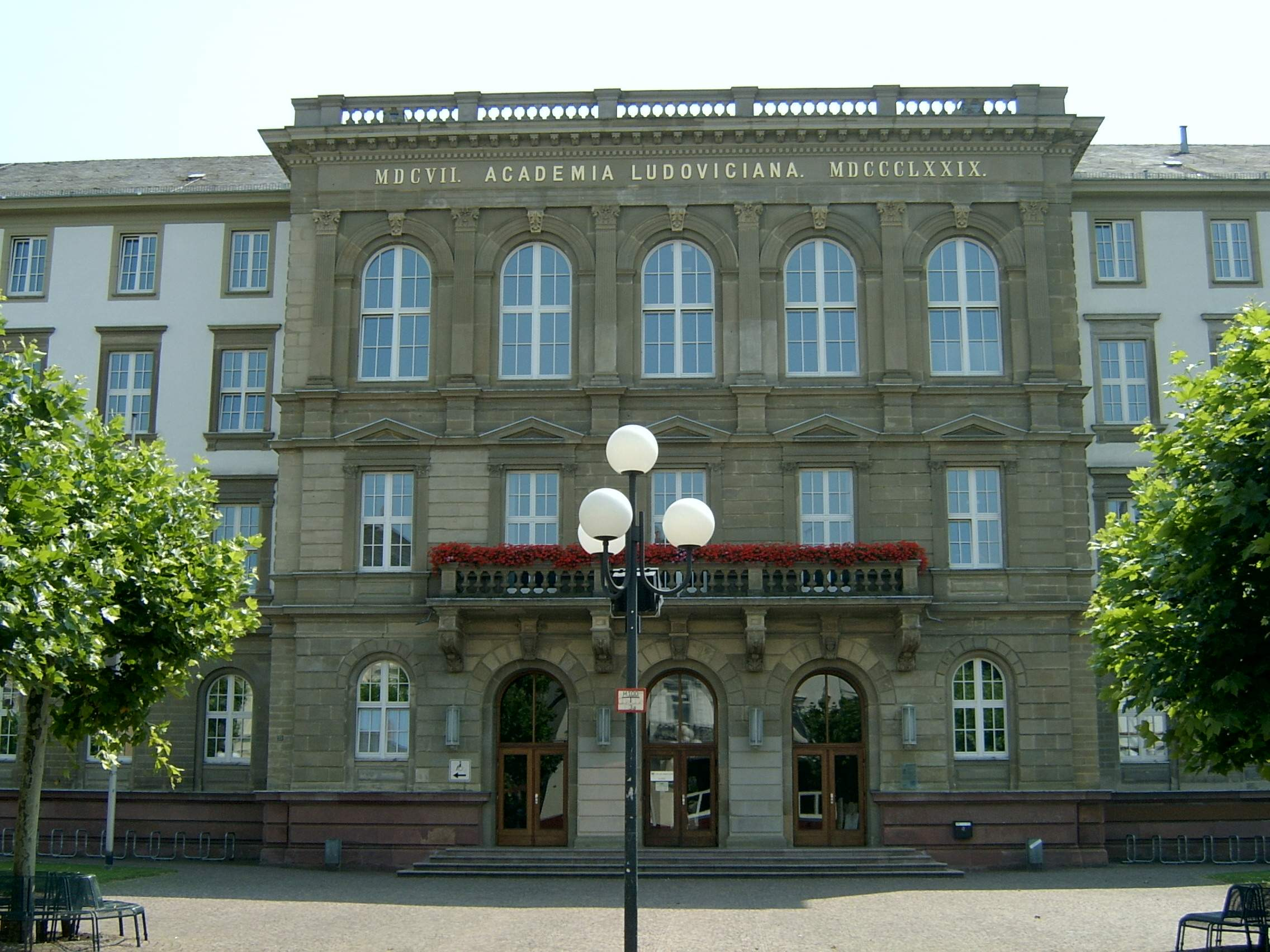
Justus-Liebig-Universität
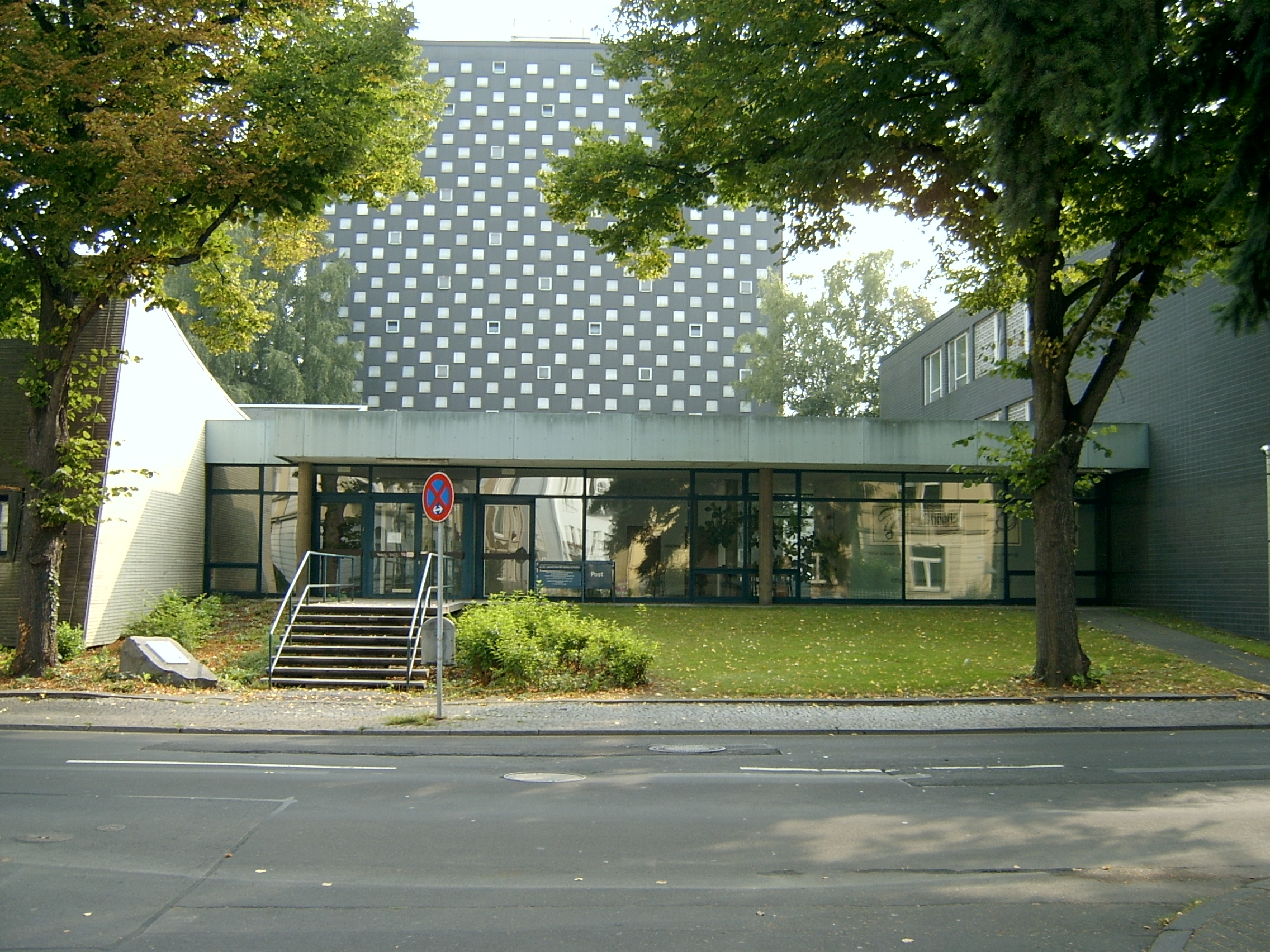
Alte Universitätsbibliothek in der Bismarckstraße
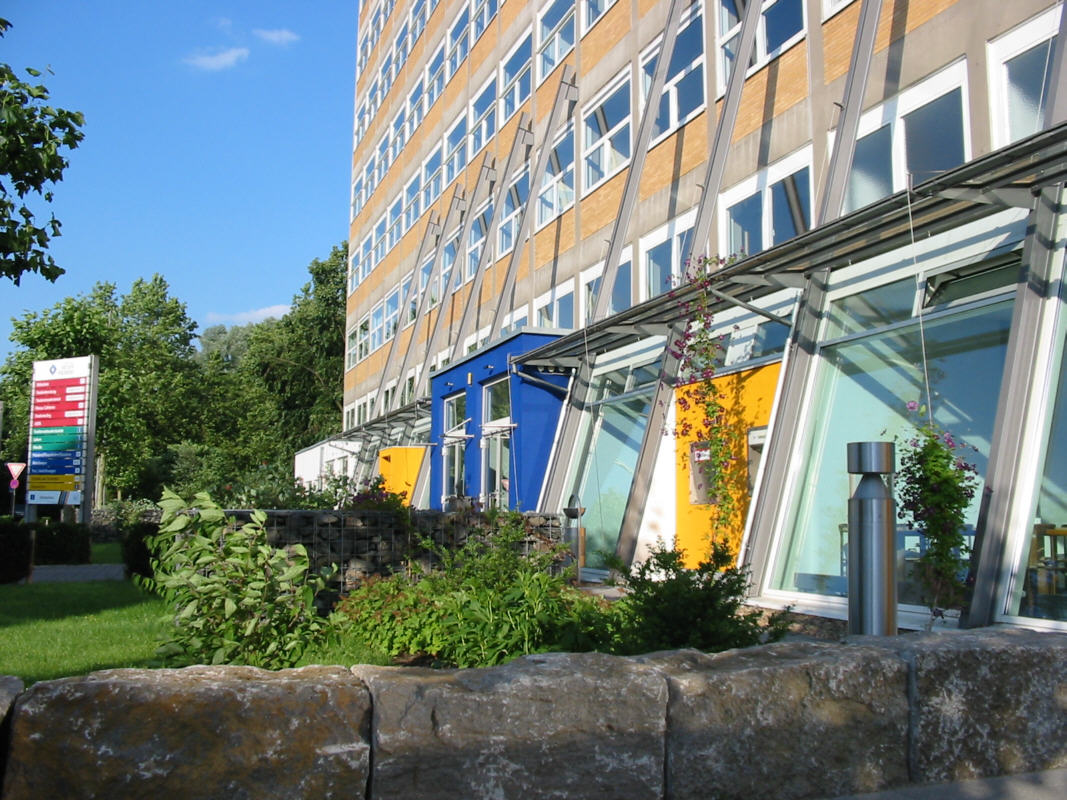
Fassade der Technischen Hochschule Mittelhessen 2003

| - Grundschulen - August-Hermann-Francke-Schule - Brüder-Grimm-Schule - Georg-Büchner-Schule - Goetheschule - Grundschule Gießen-West - Grundschule Lützellinden - Grundschule Rödgen - Kleebachschule Allendorf - Korczak-Schule - Käthe-Kollwitz-Schule - Ludwig-Uhland-Schule - Pestalozzischule - Sandfeldschule - Weiße Schule Wieseck | - Haupt- und Realschulen - Alexander-von-Humboldt-Schule - August-Hermann-Francke-Schule (ohne Hauptschulzweig) - Pestalozzischule - Gymnasien - August-Hermann-Francke-Schule - Herderschule - Landgraf-Ludwigs-Gymnasium - Liebigschule - Gesamtschulen - Brüder-Grimm-Schule - Friedrich-Ebert-Schule | - Gesamtschulen mit gymnasialer Oberstufe - Integrierte Gesamtschule Gießen-Ost (Ostschule) - Ricarda-Huch-Schule - Förderschulen - Albert-Schweitzer-Schule - Helmut-von-Bracken-Schule - Agnes-Neuhaus-Schule im Sprachheilzentrum Gießen - Martin-Buber-Schule - Berufliche Schulen - Aliceschule - Wirtschaftsschule am Oswaldsgarten (früherer Name: Friedrich-Feld-Schule) - Max-Weber-Schule - Theodor-Litt-Schule - Willy-Brandt-Schule |

### Justiz
Im Justizzentrum befinden sich, sortiert von Ost nach West, das Ortsgericht Gießen I, das Sozialgericht Gießen, das Landgericht Gießen, die Justizvollzugsanstalt, das Amtsgericht Gießen, das Verwaltungsgericht Gießen und die Gießener Staatsanwaltschaft. Auch die Justizvollzugsanstalt Rockenberg unterhält hier eine Außenstelle für offenen Vollzug. Weiterhin ist das Arbeitsgericht Gießen in der Stadt ansässig.

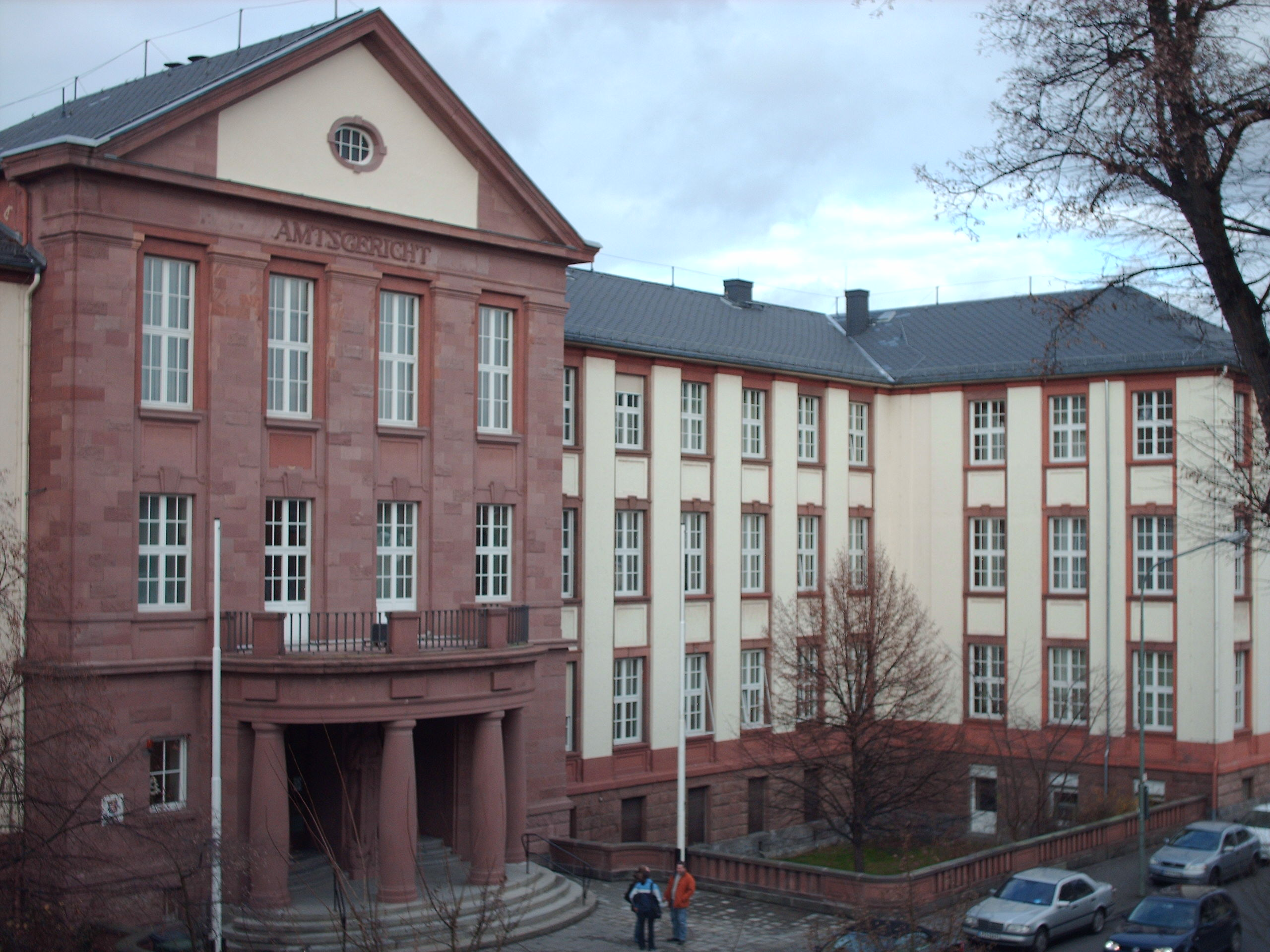
Amtsgericht
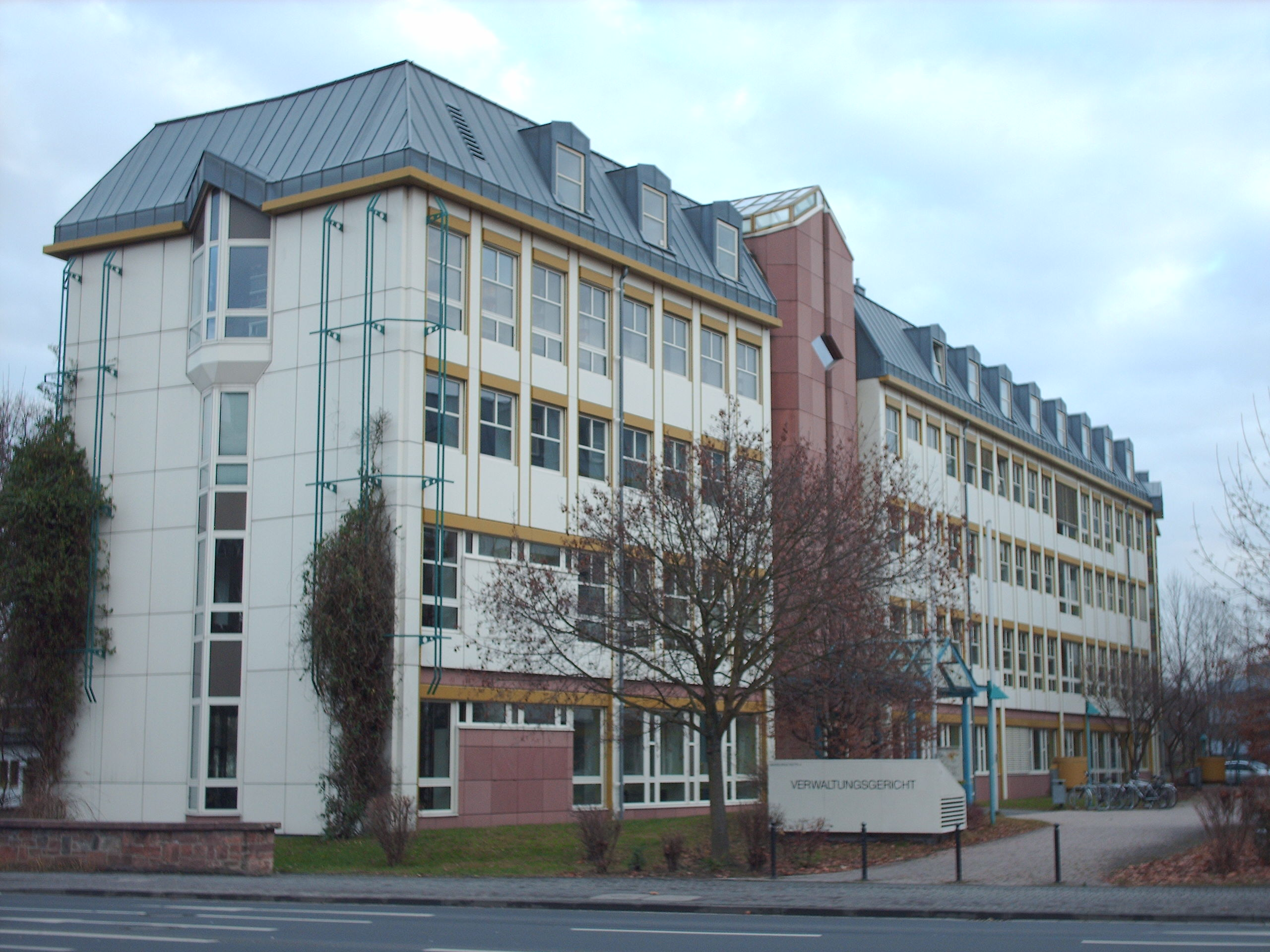
Verwaltungsgericht Gießen
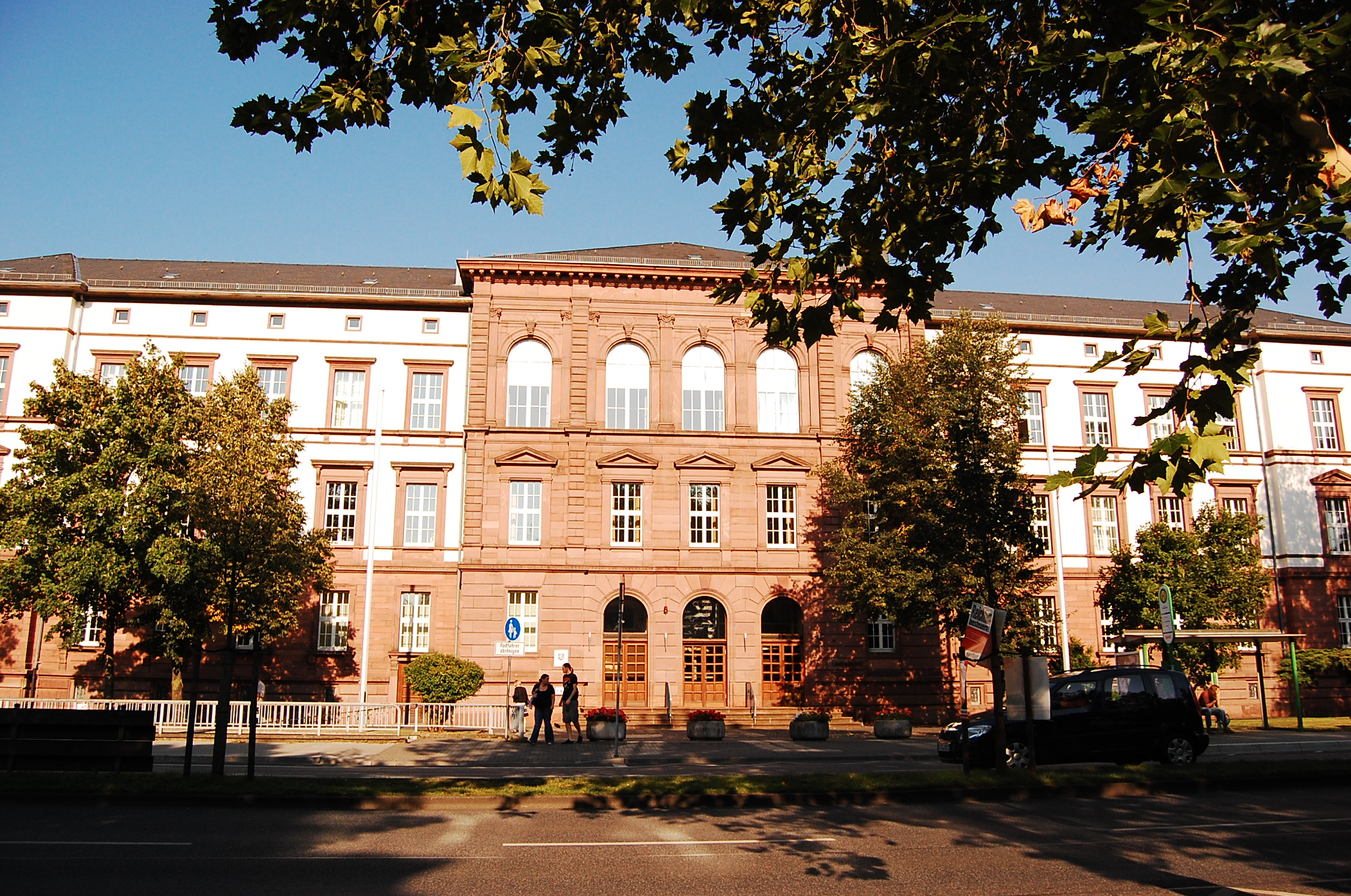
Landgericht Gießen

### Unternehmen

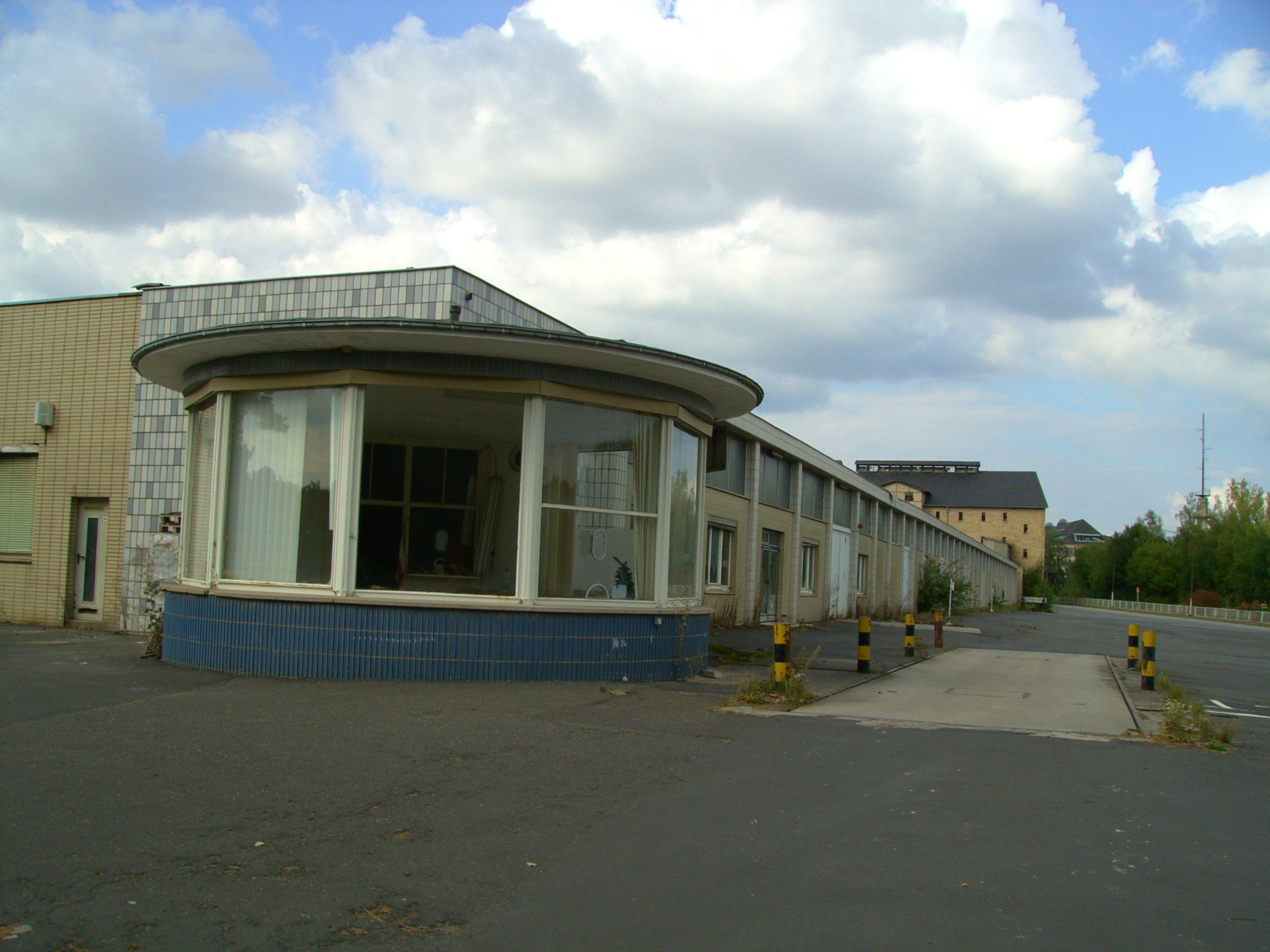
Firma Gail

Die Firma Gail galt früher als renommiertes Keramik- und Tonunternehmen und stellte unter anderem Produkte für den Elbtunnel, Stadien, Olympiahallen und -schwimmbäder und Space Shuttles her. Mittlerweile sind einige Teile des Unternehmens abgespalten, die Basis besteht jedoch immer noch. Auch die Anlagen der Olympischen Sommerspiele 2008 in Peking wurden unter anderem von Gail ausgestattet.

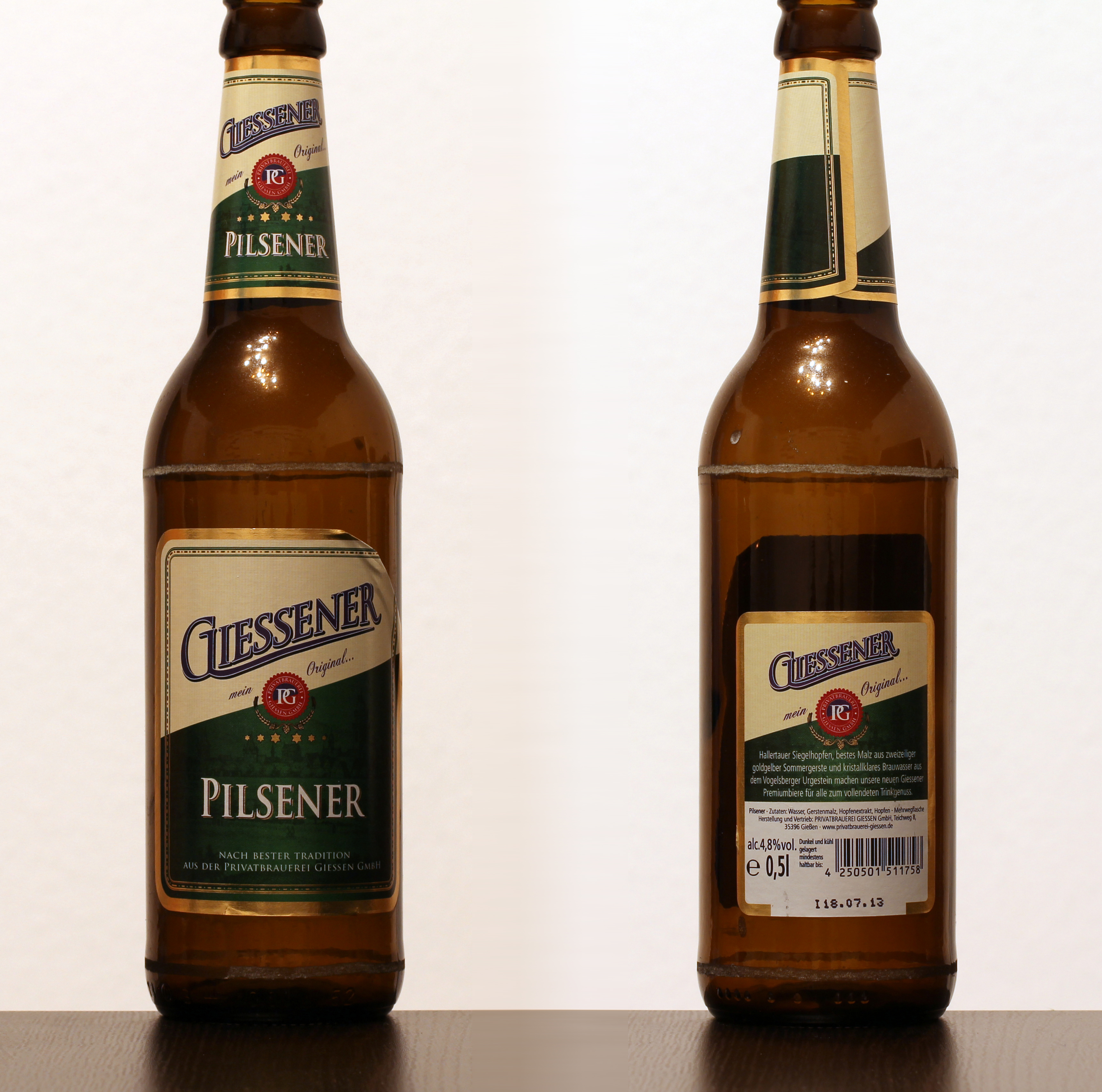
Giessener Pilsner

Das Gießener Brauhaus war bis Anfang 2015 die einzige noch existente Privatbrauerei der Region (abgesehen von Kleinstbrauereien wie dem „Alt-Gießen“, die ihre Produkte nur in ihrer Brauerei verkaufen).
In Gießen befand sich auch das einzige europäische Drucker- und Kopiererwerk von Canon, bis die Produktion 2008 vorläufig eingestellt wurde. Seither beschränkt sich der Standort Gießen auf Service, Organisation und Planung. Nach der Tsunami-Katastrophe 2011 in Japan wurden Teile des Werkes reaktiviert. Eine komplette Produktion ist dort jedoch nicht mehr angesiedelt. Das 1972 gegründete Werk in Gießen war zudem das erste Werk, das Canon innerhalb Europas eröffnete.
Pascoe Naturmedizin ist ein international tätiges Familienunternehmen, das seit 1918 in Gießen ansässig ist. Das Unternehmen stellt pflanzliche und homöopathische Arzneimittel sowie Nahrungsergänzungsmittel und Vitaminpräparate her.
Seit 1986 produziert die Gießener Firma Lakewood hochwertige akustische Gitarren.

### Gefahrenabwehr
Die nichtpolizeiliche Gefahrenabwehr der Universitätsstadt Gießen wird durch die Feuerwehr Gießen gewährleistet. Sie besteht aus einer Berufsfeuerwehr und sieben Freiwilligen Feuerwehren (sechs Orts- und eine Tagesfeuerwehr) und untersteht dem Amt für Brand- und Bevölkerungsschutz der Universitätsstadt Gießen. Darüber hinaus ist in der Stadt der Intensivtransporthubschrauber Christoph Gießen stationiert.

## Persönlichkeiten

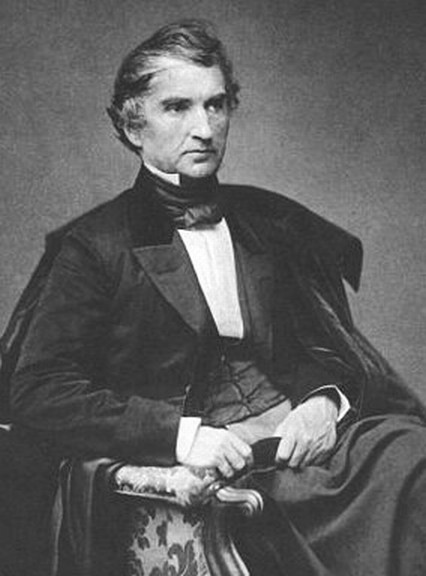
Justus von Liebig

Berühmte Persönlichkeiten der Stadt sind unter anderem Justus Liebig, der Erfinder des Kunstdüngers, nach dem die Gießener Universität benannt wurde, Wilhelm Conrad Röntgen, 1901 der erste Nobelpreisträger für Physik, der hier lehrte und begraben ist, und Wilhelm Liebknecht, der in Gießen geborene Mitbegründer der SPD.
- Johann Wilhelm Baumer war ab 1764 Professor der Medizin an der Universität Gießen, wo er zugleich Bergrat und Landphysikus wurde. 1777 wurde er in Gießen ordentlicher Professor der Chemie und Mineralogie an der Ökonomischen Fakultät.
- Georg Büchner studierte in Gießen, gründete 1834 die „Gesellschaft für Menschenrechte“ und veröffentlichte den „Hessischen Landboten“, den er auf der Badenburg verfasste.
- Der Psychoanalytiker und Aktivist der Friedensbewegung Horst-Eberhard Richter war von 1962 bis 1991 Professor in Gießen. Er ist Mitbegründer der Internationalen Vereinigung der Ärzte gegen den Atomkrieg IPPNW.
- Paul Karl Ludwig Drude, Physiker, 1900 bis 1905 war er Ordinarius für Physik an der Universität Gießen.
- Andreas Eikenroth, Comiczeichner und Musiker
- Der Filmregisseur Charly Weller besuchte unter anderem die Schillerschule (heute Georg-Büchner-Schule) in Gießen. Er wurde für die TV-Dokumentation 4 Wochen ohne Fernsehen mit dem Adolf-Grimme-Preis ausgezeichnet.
- Paul Gordan, Mathematiker, bekannt als „König der Invariantentheorie“.
- Fritz Roth, Schauspieler, studierte in Gießen zuerst Landwirtschaft, dann Deutsch und Philosophie.
- Hans-Jochen Vogel, ehemaliger Oberbürgermeister von München, Bundesminister für Raumordnung, Bauwesen und Städtebau, Bundesjustizminister und Bürgermeister Berlins, sowie sein Bruder Bernhard Vogel, ehemaliger Ministerpräsident Thüringens und Rheinland-Pfalz’, verbrachten einen Teil ihrer Kindheit in Gießen und besuchten unter anderem das Landgraf-Ludwigs-Gymnasium.
- Kevin Nash, US-amerikanischer Wrestler und Schauspieler, spielte vor und während seiner Armeezeit in der Gießener Kaserne Basketball beim damaligen MTV 1846 Gießen.
- Frank-Walter Steinmeier, Bundespräsident seit 2017, studierte Rechtswissenschaft und Politikwissenschaft an der Justus-Liebig-Universität Gießen ebenso wie seine Mitstudentin und spätere Regierungskollegin Brigitte Zypries, die von 2002 bis 2009 Bundesministerin der Justiz war.
- Til Schweiger, Schauspieler, Regisseur und Produzent, verbrachte seine Jugend in Heuchelheim (Kreis Gießen) und absolvierte das Abitur an der Gießener Herderschule.
- Ciara, bürgerlich Ciara Princess Harris, ist eine US-amerikanische R’n’B-Sängerin, die ihre Jugend in Gießen verbrachte. Nachdem sie in die Vereinigten Staaten umgezogen ist, hat sie mehrere Lieder veröffentlicht (1, 2 Step, Like A Boy).
- Stefan Bellof war Rennfahrer und wurde 1984 Langstrecken-Weltmeister. Er starb 1985 in Spa-Francorchamps in Belgien bei einem Unfall.
- Sonny Kittel, Fußballspieler
- Claudius Weber, Fußballspieler
- Jonathan William Moritz Apelt (* 1989), Let’s Player; Mitglied bei PietSmiet UG (haftungsbeschränkt) & Co. KG, lebte bis 2022 in Gießen.
- Alexander Donchenko (* 1998), Schachspieler, Großmeister, gilt als eines der größten Schach-Talente Deutschlands. An der Liebigschule in Gießen hat er 2015 sein Abitur abgelegt und wohnt bis heute in Gießen. Seit 2018 ist er Schachprofi und gehört auf der ELO-Rangliste des Deutschen Schachbundes zu den Top Ten.
- Volker Bouffier (* 1951), Politiker